# Гідрографія України

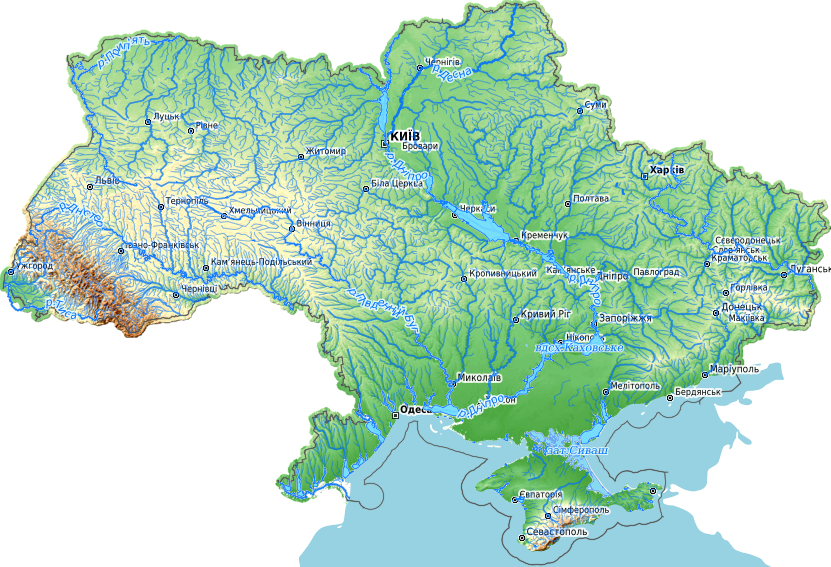
Гідрографія України

Гідрографія України описує всю сукупність внутрішніх вод країни в рідкому, водотоків (річок, струмків, каналів) і водойм (озер, водосховищ, ставів, боліт і прибережних маршів), та твердому стані, як на земній поверхні, так і під нею (підземні води), також прилеглих вод Світового океану (Чорне і Азовське моря, затоки, бухти тощо), що омивають її територію.

## Прибережні води
Береги України на півдні та південному сході омивають води Чорного (понад 1630 км²) та Азовського морів (км²), що дає великі можливості щодо використання їхніх природних ресурсів, транспортного сполучення водами Світового океану з іншими країнами. Природні комплекси морів сильно впливають на природні умови прибережних територій.

### Чорне море
Чорне море — внутрішнє море Атлантичного океану, через Босфорську протоку, Мармурове море і протоку Дарданелли воно з'єднується із Середземним морем, а через Керченську протоку — з Азовським. Загальна площа Чорного моря — 422 тис. км²; об'єм вод — 547 тис. км³; максимальна глибина — 2245 м; середня — 1256 м. Чорне море омиває береги 6 держав: України, Росії, Грузії, Туреччини, Болгарії та Румунії. Акваторією моря проходить умовна межа між Європою та Азією. Положення Чорного моря на перехресті торговельних шляхів здавна обумовило його велику роль у розвитку прилеглих територій.
Западина Чорного моря сформувалася в епоху альпійського горотворення на місці опускання однієї з ділянок прадавнього океану Тетіс. Близько 9,5-7,5 тис. років тому на місці Чорного моря було велике прісноводне озеро вдвічі менше за площу сучасного моря, яке, після ряду тектонічних рухів, почали затоплювати морські води через протоку Босфор. Ця подія докорінно змінила природу озера, перетворивши його на внутрішнє море і затопивши величезні території на півночі (ділянки Східноєвропейської платформи та Скіфської плити). Тут сформувалася широка смуга (до 200 км) морського шельфу з глибинами до 100 м. У прибережній смузі моря видобувають будівельні матеріали (галька, гравій, пісок), на шельфі розвідані поклади природного газу.
Береги Чорного моря слабко порізані; великі затоки та бухти майже відсутні, єдиний великий півострів — Кримський (26,8 тис. км²). Він поєднується з материком вузьким Перекопським перешийком, на захід від якого найбільша Каркінітська затока (8,7 тис. км²), а на схід — солона затока Азовського моря Сиваш (2,5 тис. км²). На сході Кримського півострова невеликий Керченський півострів (приблизно 3 тис. км²). У береги Кримського півострова вдаються Каламітська затоки на заході та Феодосійська затока на сході. На північно-західному узбережжі, між Дунаєм і Дніпром багато лиманів (Дністровський, Дніпровсько-Бузький та інші). Усі чорноморські острови лежать поблизу берегів, найбільші з них: Джарилгач (56 км²), Довгий, Березань, Зміїний.
Чорне море розташоване в межах двох кліматичних поясів: помірного (на півночі) та субтропічного (на півдні) із жарким сухим літом та відносно теплою вологою зимою. Середня температура повітря в січні в північно-західній частині 0…–3 °С, поблизу берегів можливе утворення криги, через значне надходження прісної води від великих річок. Влітку поверхневі води прогріваються до +24…+26 °С, на мілководді до +29 °С.
Солоність поверхневого шару води в Чорному морі — 18 ‰. У загальній схемі течій Чорного моря виділяються два величезні замкнуті кругообіги, що рухаються проти годинникової стрілки. Особливістю природи моря є наявність сірководню в нижньому безжиттєвому шарі (глибше 100—150 м) чорноморської води.

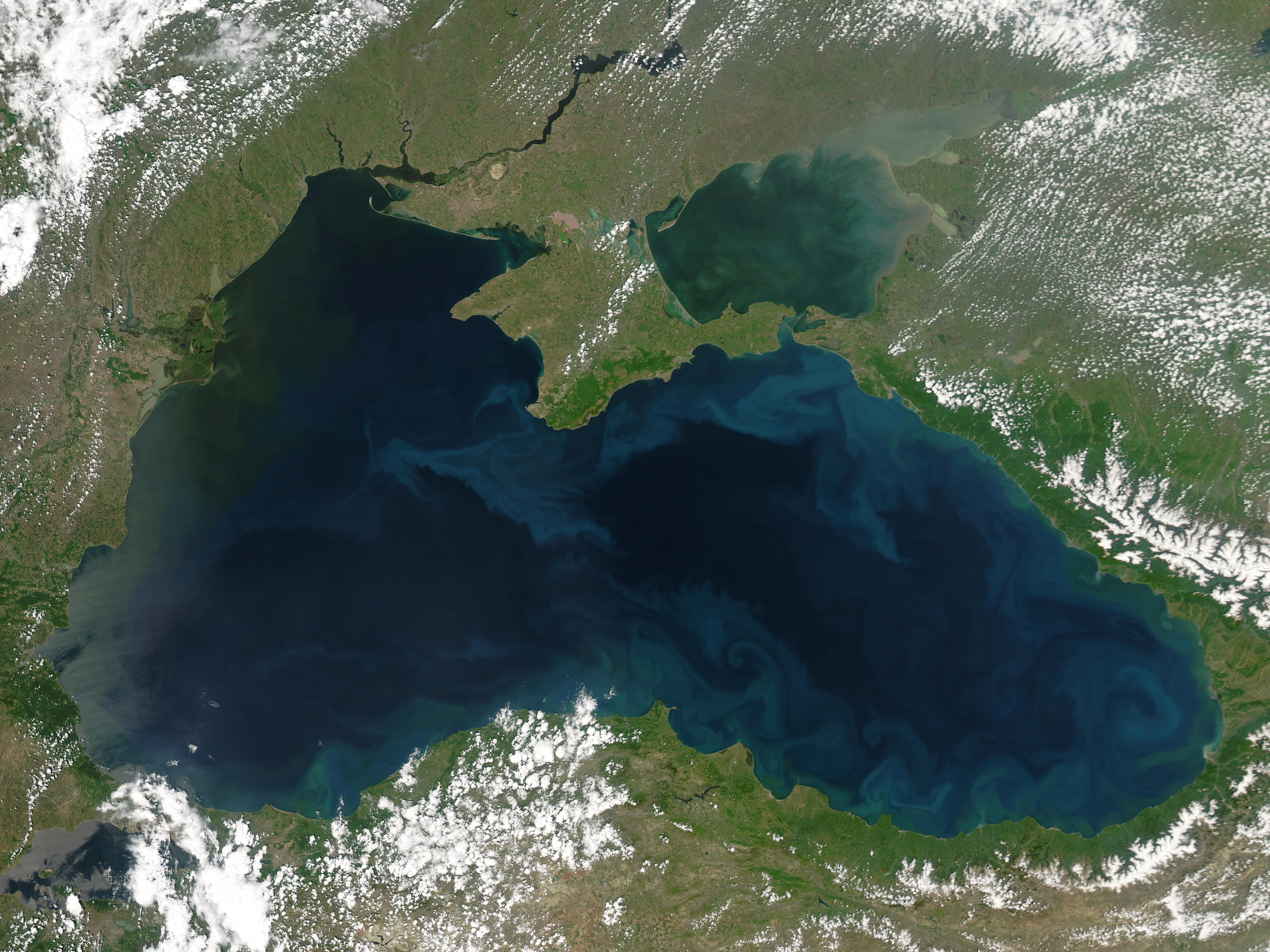
Чорне море з космосу
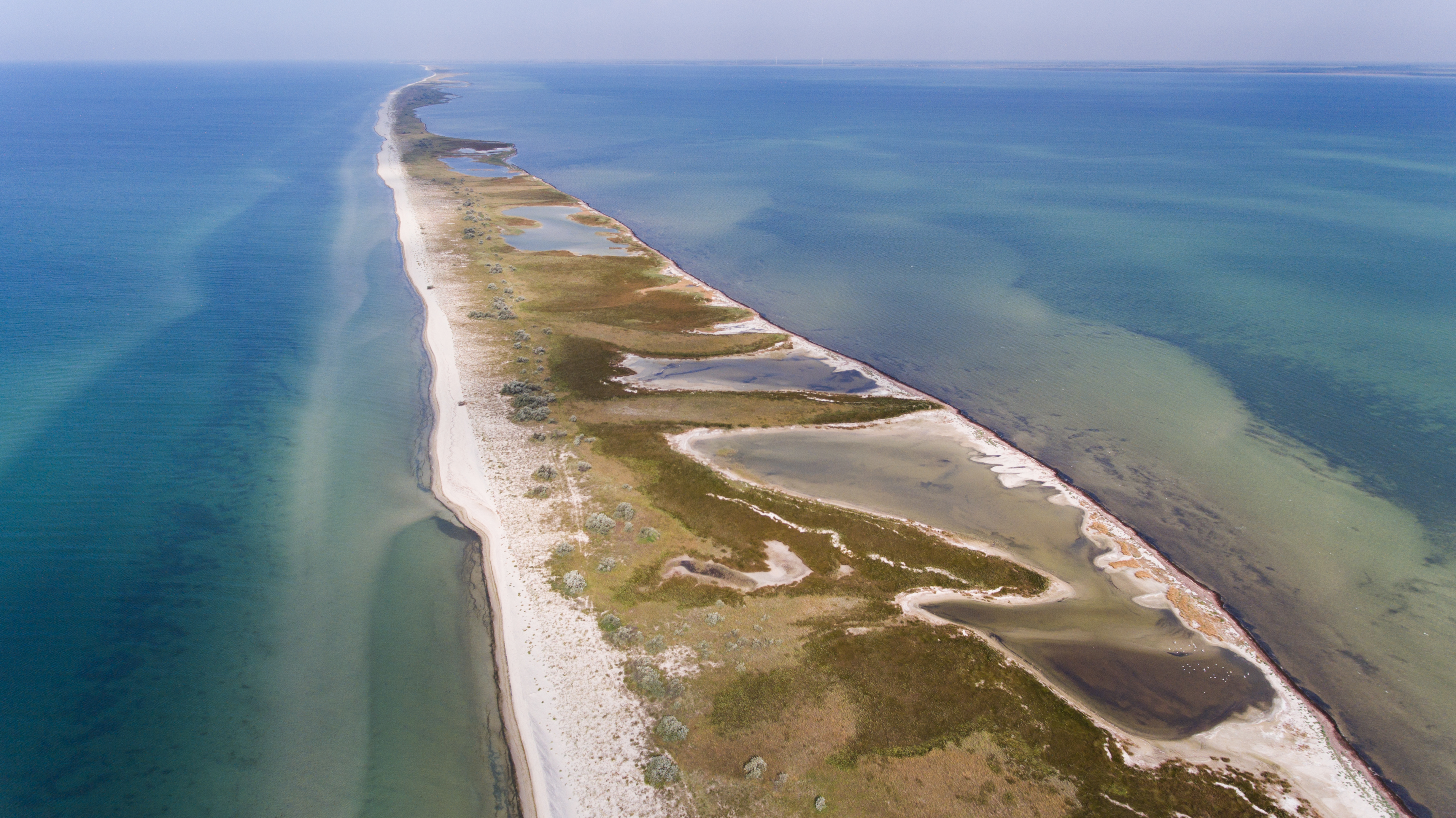
Коса острова Джарилгач
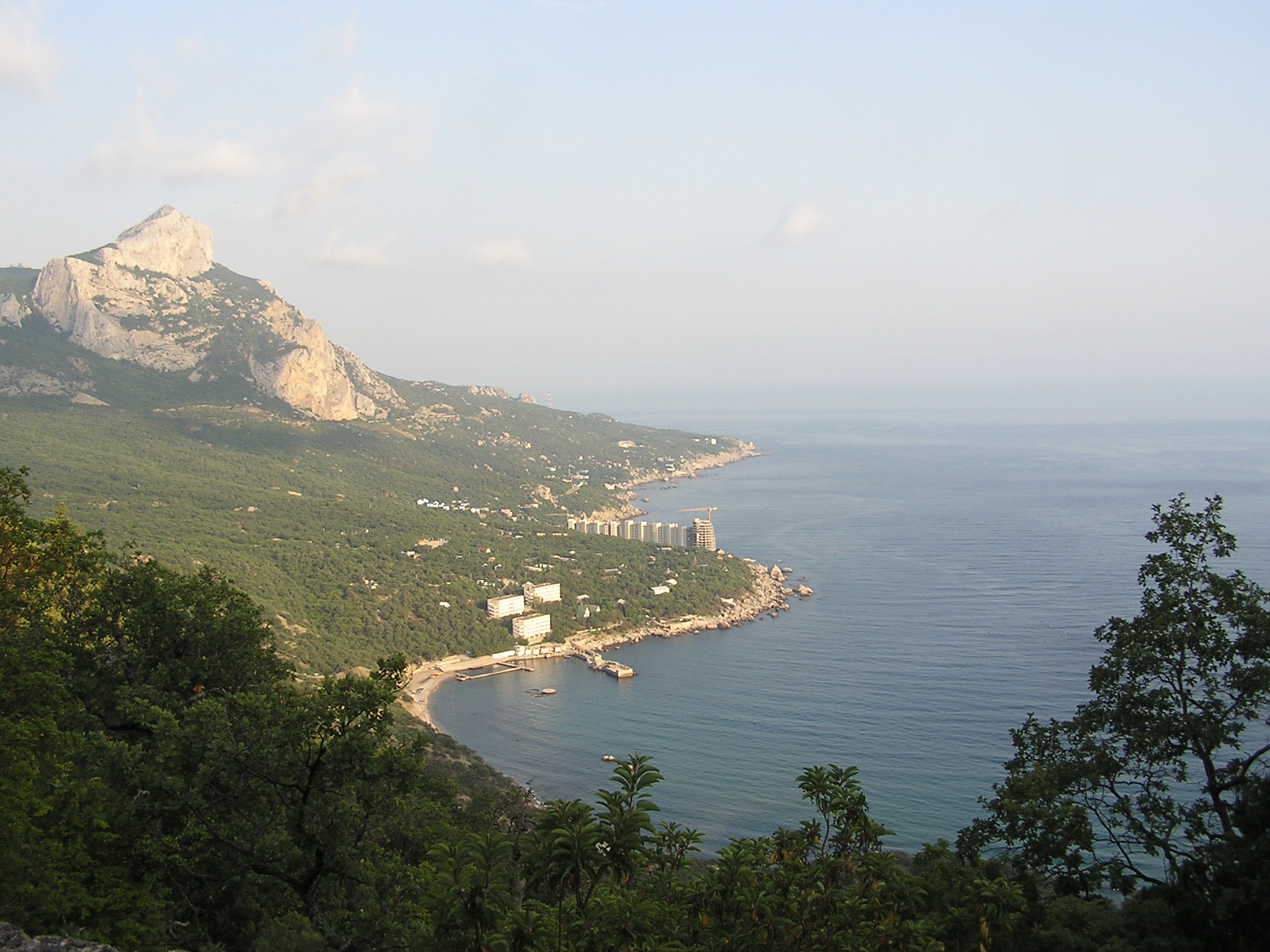
Чорноморське узбережжя Криму
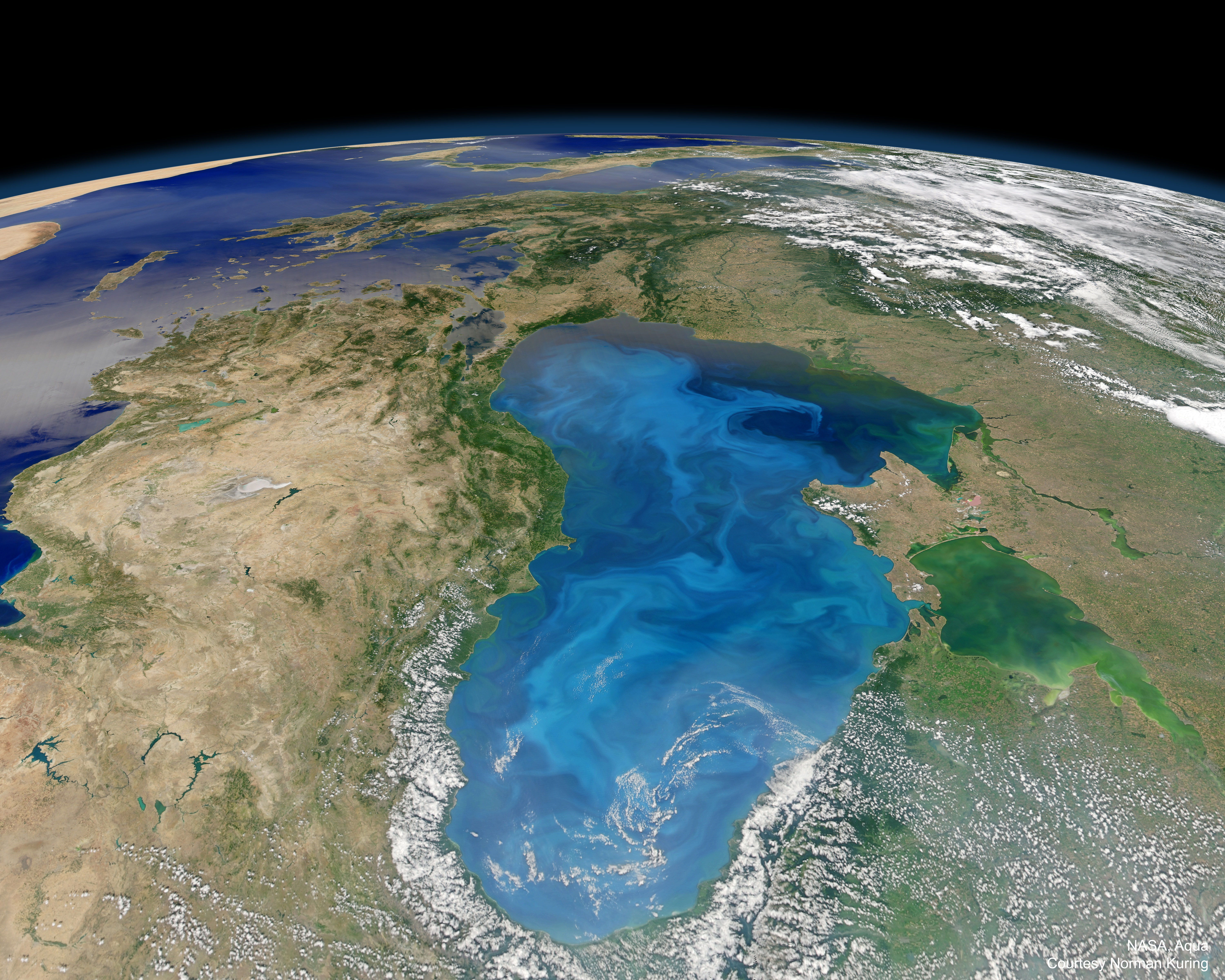
Цвітіння фітопланктону на поверхні моря з космосу
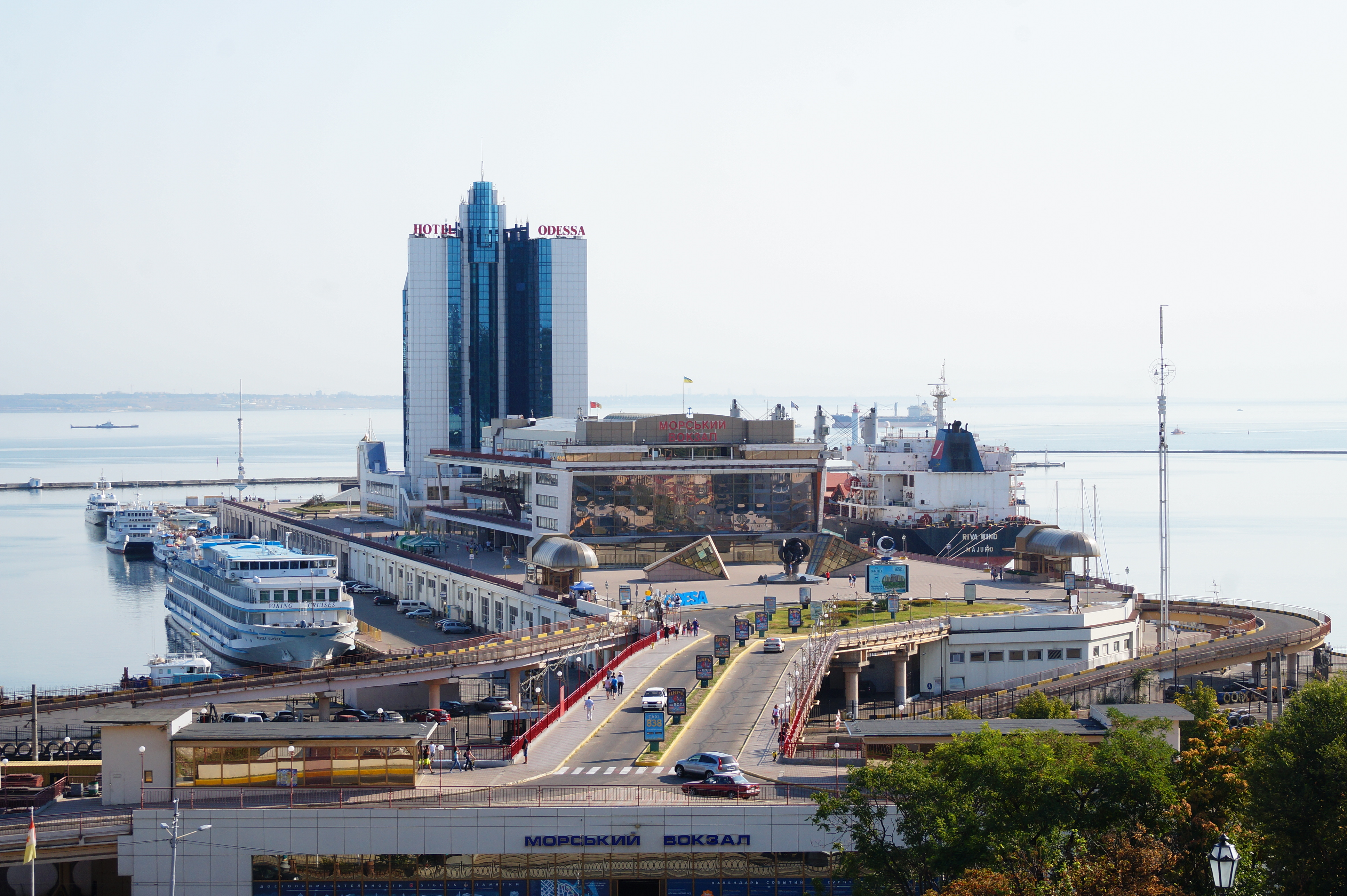
Одеський порт

Флора Чорного моря представлена водоростями: зостера, цистозейра, ульва, філофора. У північно-західній частині Чорного моря зосереджене велике скупчення водорості філофори. Там створено ботанічний заказник «Філофорне поле Зернова». Видовий склад тварин порівняно небагатий, який через погіршення екологічного стану помітно скоротився. В акваторії моря відомо близько 180 видів риб. Найбільш поширені дрібні: тюлька, хамса, шпроти, бички. Рідкісними стали скумбрія, кефаль, камбала, тунець, майже зовсім зникли осетрові. Акули представлені єдиним видом — катран. Придонні бентосні організми представлені мідіями, устрицями, рапанами, креветками. Морські ссавці представлені рядом видів дельфінів: афаліна, білобочка, азовка. Прибережні заболочені території (дельта Дунаю, прибережні солоні лагуни-лимани) — важливі місцями міграції та розмноження численних рідкісних та зникаючих видів птахів.
Екологічні проблеми загострились через надмірну господарську діяльність у прибережній зоні, неощадливе ставлення до морських природних ресурсів. У прибережній зоні розташована велика кількість курортних та промислових міст, сільських поселень, ведеться видобуток корисних копалин, що продукують великі обсяги забруднених стоків. Для відновлення екологічної рівноваги природного комплексу моря усі причорноморські країни підписали Стратегічний план дій щодо реабілітації та захисту..

### Азовське море
Азовське море — омиває південно-східні береги України (1472 км). Як і Чорне, воно є внутрішнім морем басейну Атлантичного океану. Це наймілкіше (максимальна глибина 15 м, середня — 7 м), найпрісніше (10—12 ‰) та найбільш віддалене від Світового океану море. Воно з'єднане з Чорним морем вузькою (5—7 км) і мілкою (5—13 м) Керченською протокою. Площа моря 39 тис. км², об'єм вод — 290 км³.
У геологічному плані Азовське море лежить на затоплених ділянках Східноєвропейської платформи та Скіфської плити, що обумовлює рекордно малі глибини улоговини моря (до 15 м). Улоговина морського дна за своєю формою нагадує блюдце з наростанням глибини в напрямку центру. У північно-західній частині моря наявні поклади залізних руд. Дно моря потенційне на нерозвідані нафтогазові родовища. У затоці Сиваш видобувають кам'яну сіль, оксид магнію, бром, лікувальні грязі. Щорічно, внаслідок випаровування, до вод солоної (солоність подекуди сягає 270 ‰) лагуни Сиваш надходить близько 12 млн тонн солей. Солоність затоки подекуди сягає 270 ‰. Від XVI століття українські чумаки прямували до берегів Сиваша, щоб виміняти в кримських татар сіль.
Береги Азовського моря на заході, півночі та сході — низинні, з довгими вузькими піщанисто-черепашковими косами (Арабатська Стрілка, Федотова, Обитічна, Бердянська, Білосарайська, Крива), що відділяють мілководні затоки (Сиваш, Таганрозька) й лимани (Молочний, Утлюцький). На півдні береги переважно урвисті. Вузькою Генічеською протокою затока Сиваш сполучається з Азовським морем.
Азовське море лежить в південній частині помірного поясу з м'якою похмурою зимою та дуже теплим, відносно сухим літом. Середні температури повітря січня –1…–6 °С, липня — +22…+24 °С. Середньорічна кількість опадів зменшується із заходу на схід від 500 до 340 мм. Мілководна й невелика за розмірами водойма швидко прогрівається (+25…+28 °С, біля берегів до +32 °С), а її води інтенсивно перемішуються по всій глибині; взимку так само легко воно охолоджується, вкриваються кригою (у суворі зими все море). Теплі й лагідні води моря та мілководні пляжі створюють комфортні умови для створення курортно-рекреаційної бази Приазов'я. Слабка солоність поверхневих вод Азовського моря обумовлена ізольованістю та значним припливом річкових вод (Дон, Кубань), що оновлюють його води повністю за 8 років. В останні десятиліття спостерігається тенденція до збільшення солоності, через зростаюче використання вод річок на потреби іригації сільськогосподарських масивів.

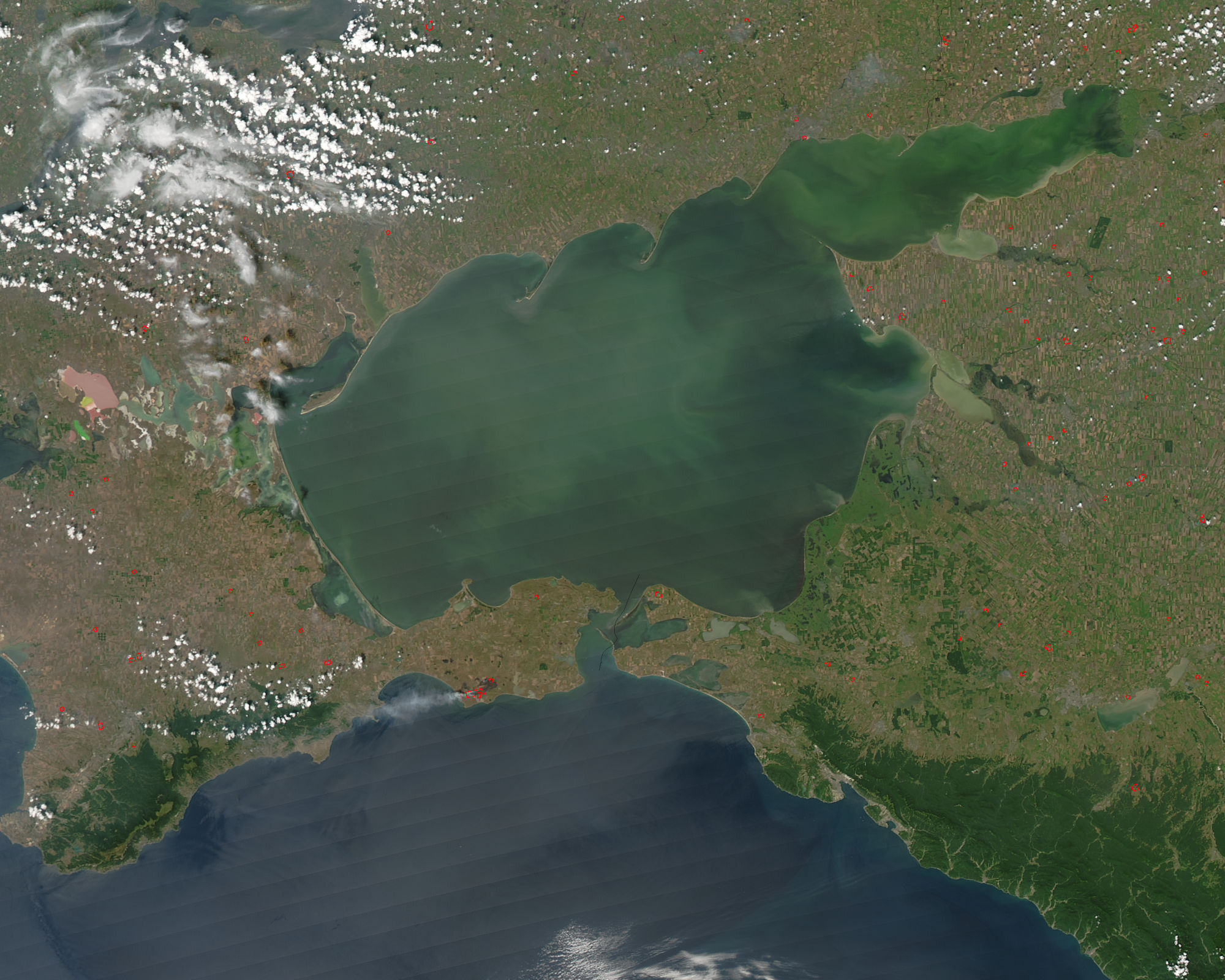
Азовське море з космосу
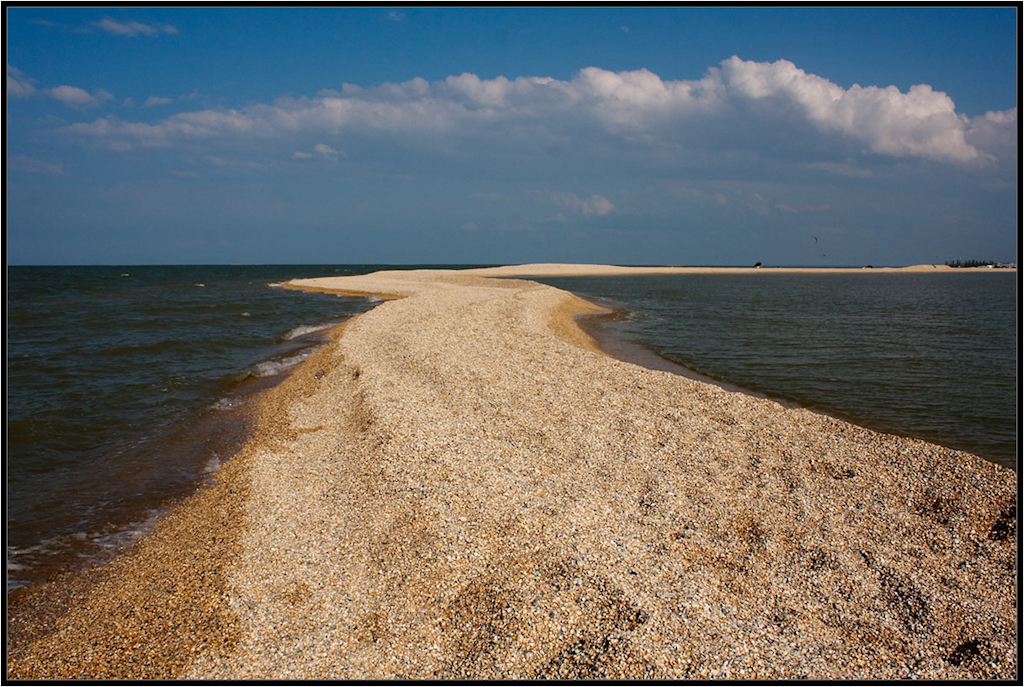
Типова піщано-черепашкова коса північного узбережжя
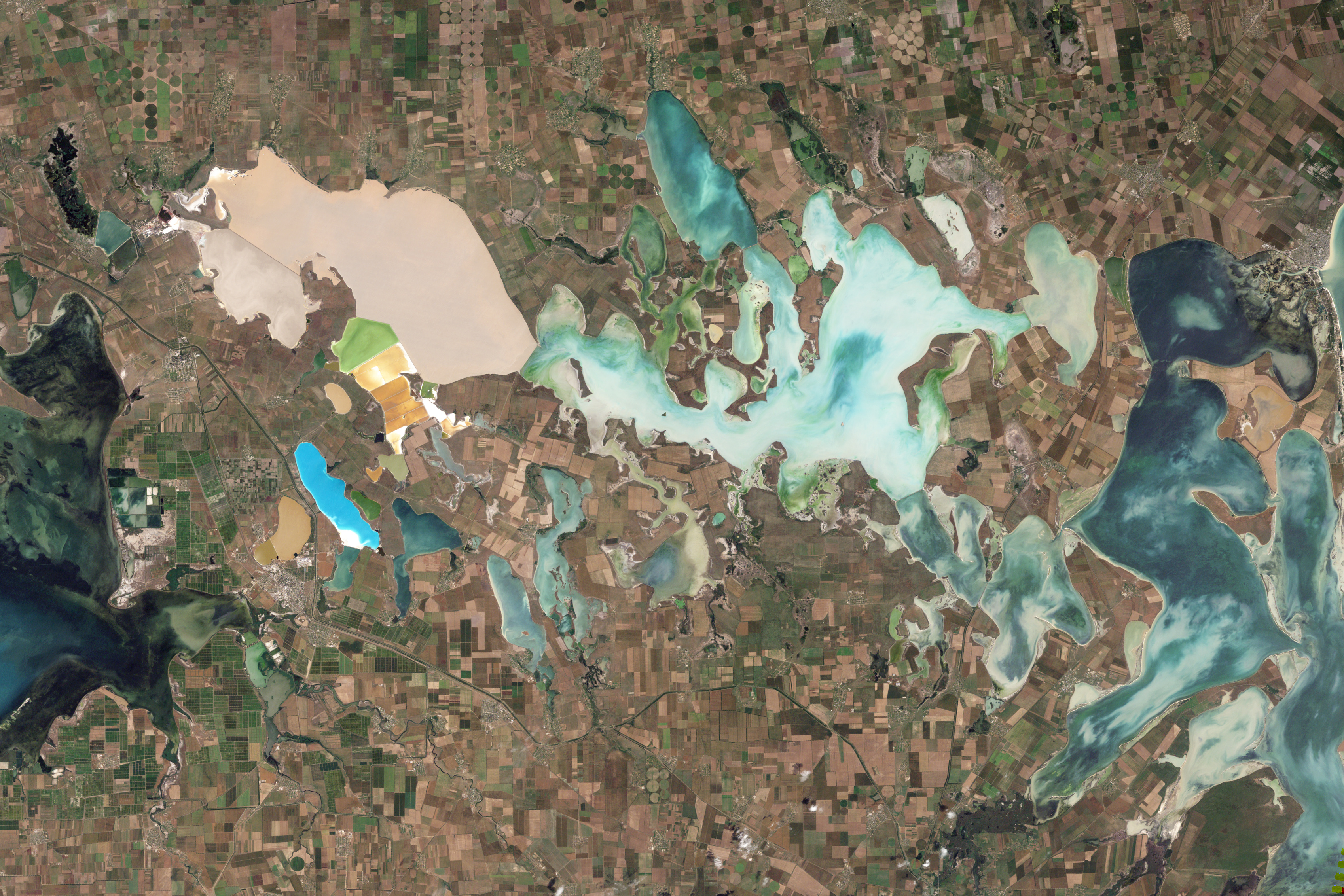
Солона затока Сиваш з космосу
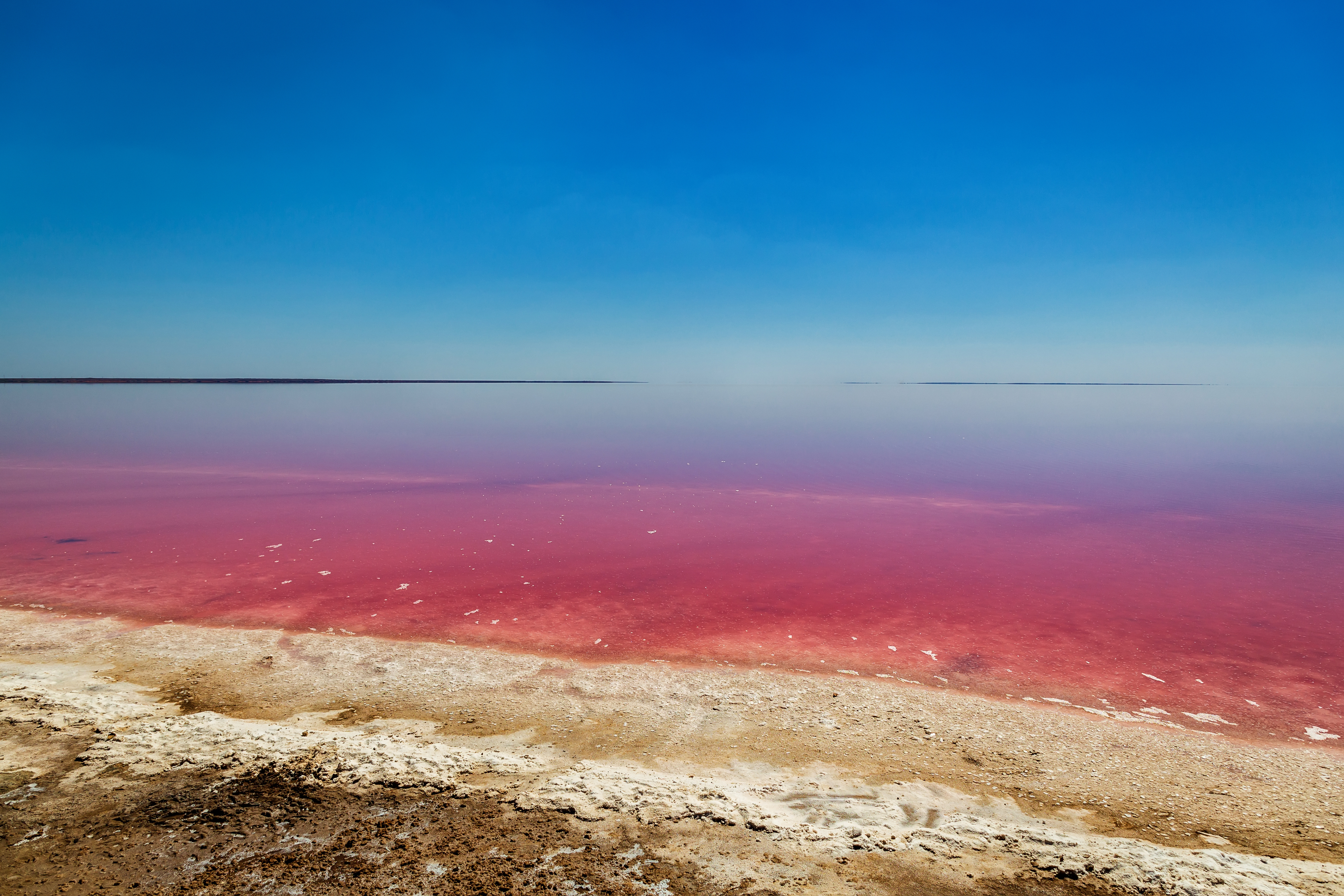
Води Сивашу
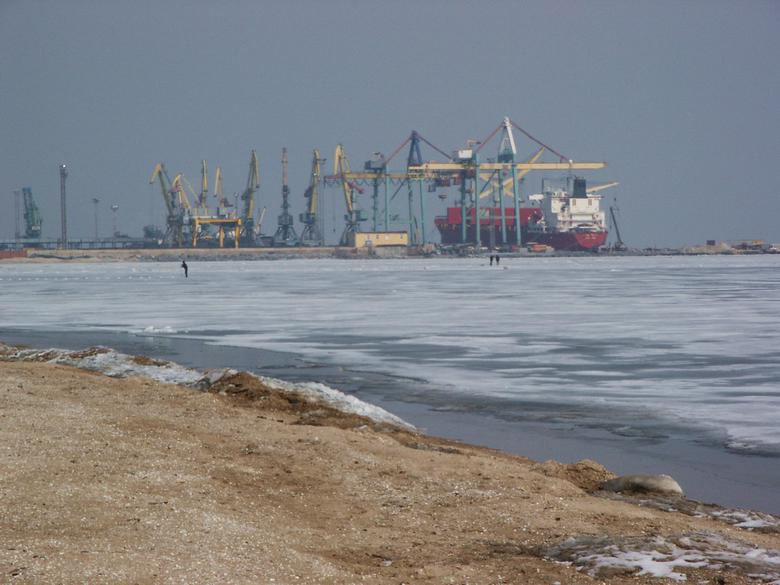
Маріупольський порт взимку

Видовий склад рослинного і тваринного світу Азовського моря бідніший, ніж у Чорному морі, але його потенційна біопродуктивність, через кращу освітленість мілкіших вод, більш інтенсивне перемішування та насичення киснем, набагато більша. За таких умов швидко розвиваються планктон та бентосні організми: молюски, рачки, що слугують поживою для риб. У середині XX століття щорічний вилов риби сягав 300 тис. тонн — найвищі показники серед морів Світового океану. З тих часів значно змінились не лише обсяги, але й якісний склад. Цінні види риби (осетер, севрюга, камбала, кефаль, білуга) замінили види, що колись йшли на кісткове борошно для підгодівлі сільськогосподарських тварин і підживлення ґрунту (хамса, тюлька, бички, піленгас). Ссавці представлені одним видом дельфінів — азовкою. Серед рослин переважають діатомові, бурі, червоні та зелені водорості, морська трава.
Окрім зменшення продуктивності планктону, внаслідок обміління головних річкових артерій азовоморського басейну, лімітуючим фактором стали слугувати медузи, що стали запливати з Чорного моря. Хижий вид-вселенець молюск рапана витіснив природних фільтрувальників води — мідій та устриць. Одночасно кількість неочищених стічних вод від промисловості (Маріуполь, Таганрог, Азов, Ростов-на-Дону), з полів, водного транспорту та приморських курортів тільки збільшувалась, що, разом із браконьєрством, призвело до колапсу рибного господарства в регіоні, море опинилося на межі екологічної катастрофи.

## Річки

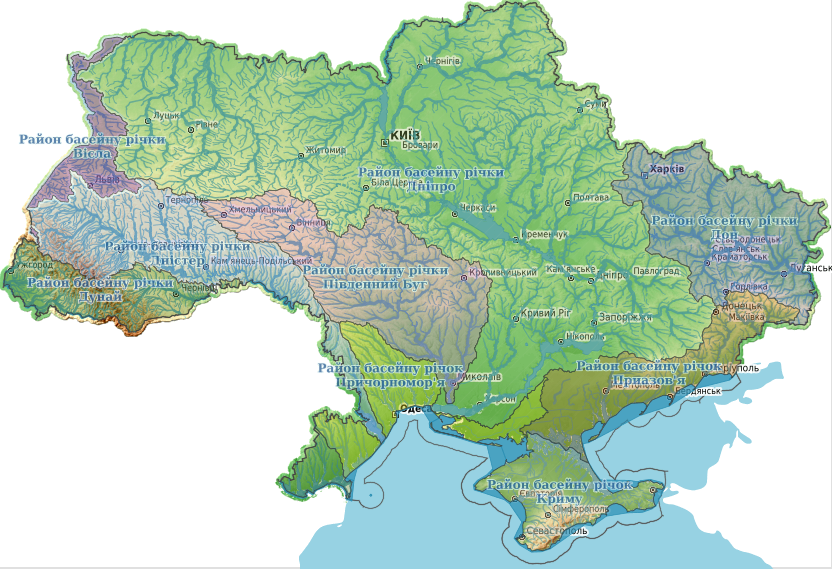
Головні річкові басейни України

В Україні налічується більше 63 тис. річок загальною довжиною понад 206 тис. км. Серед них 3,3 тис. річок мають довжину понад 10 км. Великих річок (довжиною 500 км і більше) налічується 15: Дунай (загальна довжина 2850 км), Дніпро (2201 км), Дністер (1362 км), Десна (1130 км), Сіверський Донець (1053 км), Прут (967 км), Тиса (966 км), Південний Буг (806 км), Сейм (784 км), Прип'ять (775 км), Західний Буг (772 км), Псел (717 км), Горинь (659 км), Інгулець (549 км), Серет (513 км). Загальний похил території України з півночі на південь, тому переважна більшість річок несе свої води до Чорного й Азовського морів. Лише невеличка частина мають стік до Балтійського моря та належать до внутрішнього стоку. Найбільше значення мають річкові системи Дніпра (286 тис. км²)[⇨], Південного Бугу (64 тис. км²)[⇨], Сіверського Дінця (55 тис. км²)[⇨], Дністра (54 тис. км²)[⇨], Дунаю (31 тис. км²)[⇨].
Поєднання кліматичних (кількість та інтенсивність опадів і температура) і геоморфологічних (склад гірських порід, їх розміщення, рельєф) чинників утворюють неповторні особливості окремих річок. Найгустіша мережа річок у регіонах із найбільшою кількістю опадів — у Карпатських (до 1,1 км/км²) та Кримських горах (0,6—0,7 км/км²); найнижча — на півдні (у степах між річками Дніпро і Молочна він наближається до 0) й південному сході України. Більшість річок України рівнинні, течуть із півночі на південь та з північного заходу на південний схід і мають невелику швидкість течії (0,2—0,5 м/с). Невелика кількість гірських річок мають значно більшу швидкість течії (1—2 м/с).
Найбільші показники річкового стоку у карпатських річок — середньорічний показник 18,65 км³ води. Найбільший об'єм стоку у Дніпра — 44,2 км³/рік, у Дністра — 6,6 км³/рік. Середні витрати води Дніпра біля Києва — 1370 м³/c, в гирлі — 1700 м³/c. Загалом показник річкового стоку річок змінюється відповідно до коливань кількості опадів і температури повітря. Ці показники важливі при будівництві гребель, мостів, зрошувальних систем.
У природі річки слугують головною ланкою у великому кругообігу води, являють собою середовище існування різноманітних організмів (гідробіонтів). Не менш важлива роль річок для господарської діяльності людини. Річки є головним джерелом прісної води для населення, сільського господарства та промисловості постачальником відновлюваних біологічних ресурсів, водними шляхами сполучення. Більшість великих міст України розташовані на річках, передусім на Дніпрі.
Кількість річкових терас у долинах рівнинних річок України невелика, від 2 до 7. Твердий стік, або кількість твердих речовин, що переноситься водним потоком, залежить від характеру течії та ґрунту, рельєфу, наявності рослинного покриву, атмосферних опадів. Найвищі його показники у гірських річок Карпат і Криму. Їхні річища неглибокі та більш прямі, повторюють конфігурацію ущелин, долини здебільшого вузькі з крутими схилами, заплави вузькі, а коли річка прорізає тверді породи, зовсім відсутні.
Показники падіння та похилу річки залежать від рельєфу, разом із витратою води вони визначають потенційну енергію річки. Найбільшими величинами похилу відрізняються стрімкі річки Карпат і Кримських гір — до 60—70 м/км у верхів'ях, де швидка течія, до 5—10 м/км у передгір'ях, де течія сповільнюється. Середній показник похилу Дніпра — 0,1 м/км.
Живлення річок України комплексне — снігове, ґрунтове й дощове: основна частина води (60 %) надходить під час весняного сніготанення; підземні й ґрунтові води додають ще 30 % (переважно взимку), значення дощового живлення (10 %) зростає влітку й восени. У Карпатських горах частка дощового живлення річок істотно більша, переважає саме дощове.
Режим річок України складний. Взимку відбувається льодостав, річки вкриваються льодом (зазвичай з грудня по березень), спостерігається низький рівень води, невеликі її витрати. Навесні річка скресає, сніг тане й настає повінь — різке зростання рівня й витрат води, вихід з берегів і затоплення заплав. Під час спекотного літа та прохолодної погоди пізньої осені, коли поверхневий стік у річку невеликий або взагалі відсутній, рівень і витрати води знижуються — відбувається межень. У Карпатах частими є різкі підвищення рівня води в річках на нетривалий час — поводі (паводки).

### Басейн Дніпра
Дніпро — найбільша річка України, що бере початок на схилах Валдайської височини в Росії, тече з півночі на південь територією Білорусі та України і впадає до Дніпровсько-Бузького лиману Чорного моря. Береги Дніпра-Славути та його численних притоко стали колискою української нації. Понад тисячу років тому на широких дніпровських просторах виникла Київська держава. Загальна довжина — 2201 км, з них у межах України — 1121 км. Площа водозбірного басейну — 504,3 тис. км², з яких на територію України припадає 296,3 тис. км² (49,1 % площі країни). Середні витрати води — 1170 м³/с, річний стік — км³, коефіцієнт стоку — %, модуль стоку — л/с.
Дніпро бере початок на Валдайській височині на висоті 242 м над рівнем моря. Верхня течія рівнинна, верхів'я басейну розташовані в лісистій місцевості. Річка повільно тече в південному напрямку спочатку територією Смоленської області Росії, потім Білорусі, поступово збільшуючи об'єм води. Річкова долина поступово збільшується і розширюється потужними терасами. На території України Дніпро вище Києва приймає води найбільших своїх приток — Прип'яті (правої) та Десни (лівої), що дренують Українське Полісся. Далі Дніпро спочатку повертає на південний схід і тече уздовж круч високого правого берега, у фундаменті якого тверді кристалічні породи Українського щита. Який він прорізає в районі колишніх Дніпрових порогів, скритих зараз водами Дніпровського водосховища. Вся течія Дніпра в межах України від північного кордону і до самого Чорного моря зарегульована каскадом великих Дніпровських водосховищ та гребель гідроелектростанцій, що забезпечують водою та електроенергією господарство й населення України, слугують транспортною магістраллю, місцем промислового розведення риб. У нижній течії Дніпро прямує на південний захід до Дніпровської дельти (350 км²), що є частиною більшого Дніпровсько-Бузького лиману Чорного моря. У гирлі Дніпра неповторна природна екосистема Дніпрових плавнів, що являють собою невеликі острівці, рукави, протоки, малі озера, тихі заводі, заболочені ділянки.

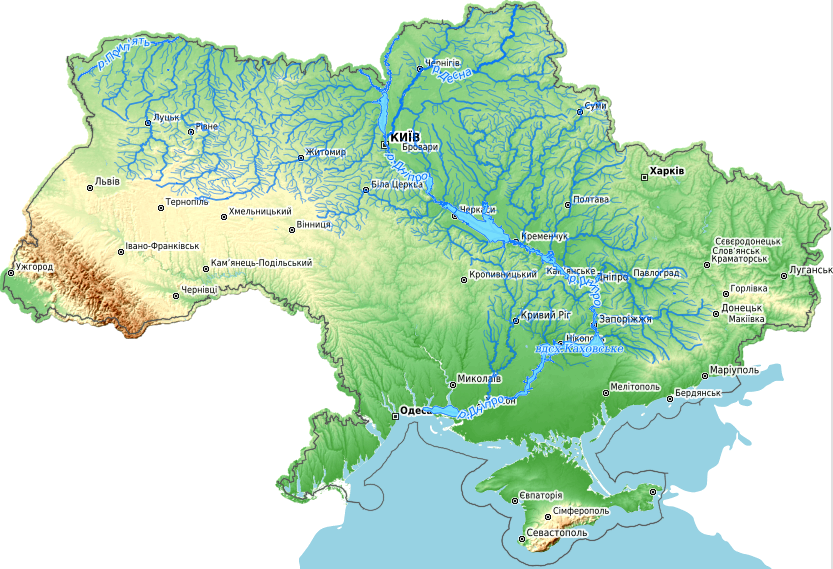
Водозбірний басейн Дніпра в межах України
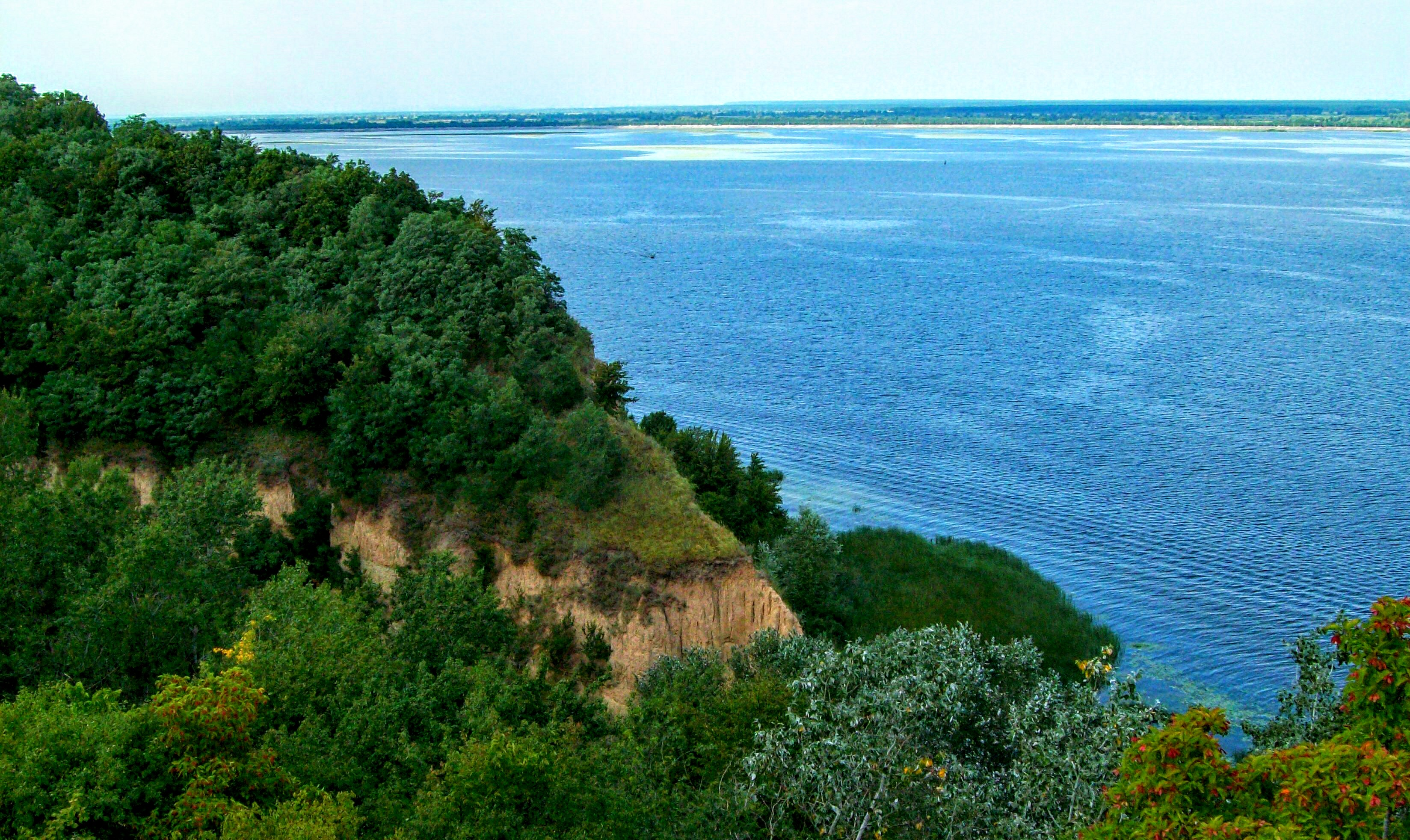
Дніпрові кручі правого берега у Витачеві
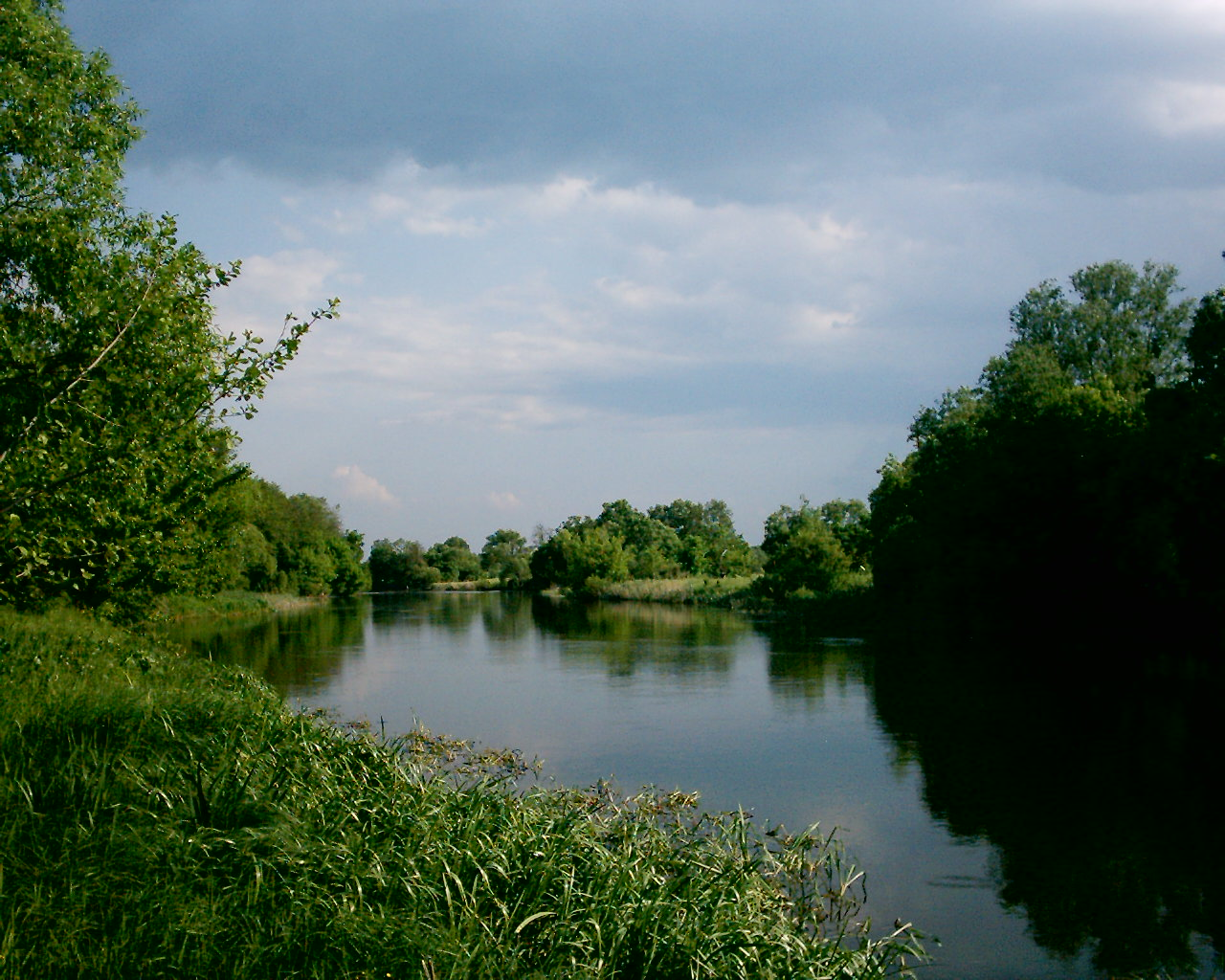
На берегах Росі
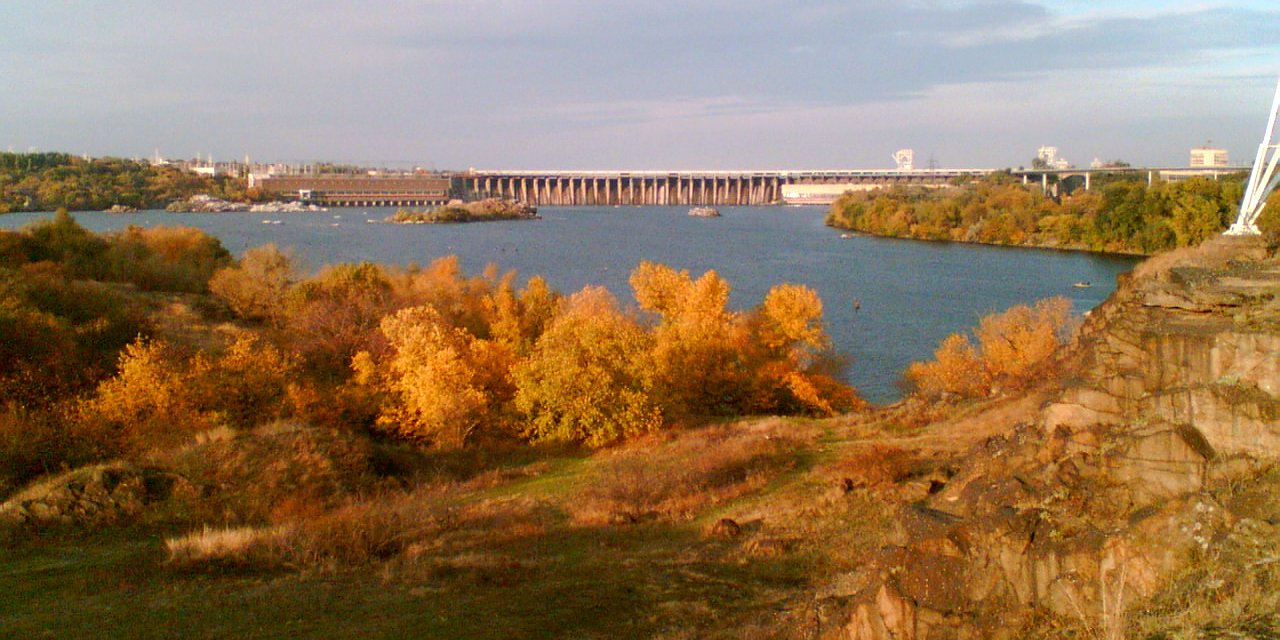
Острів Хортиця і Дніпрогес поблизу колишніх Дніпрових порогів
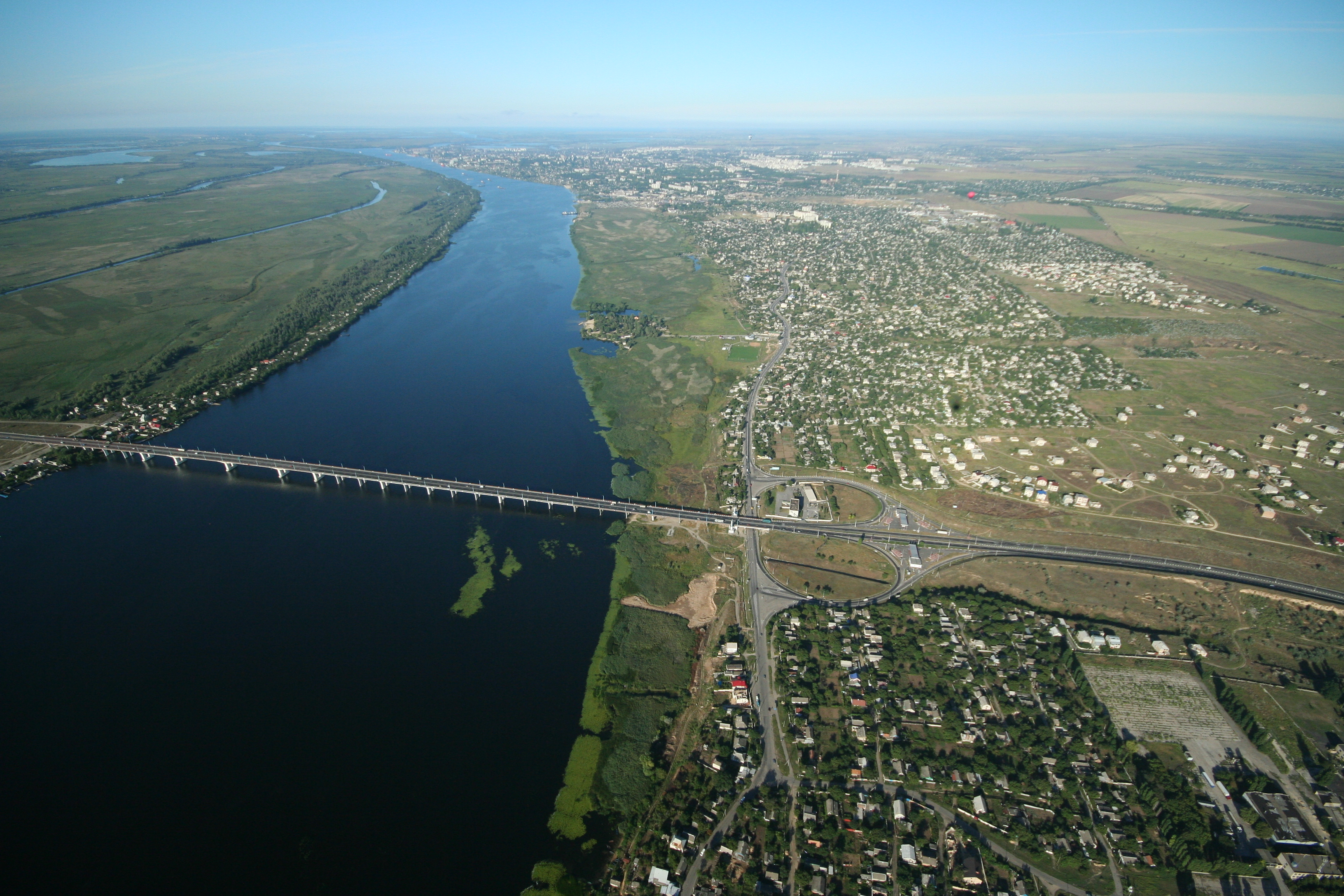
Антонівський міст через Дніпро в Херсоні

Річкова система Дніпра налічує понад 15 тис. річок, серед яких 89 протяжністю 100 км і більше. Найбільші притоки: Прип'ять, Десна, Інгулець, Самара, Оріль, Ворскла, Базавлук, Псел, Сула, Рось, Тетерів. Всі вони мають рівнинний характер течії.
Через загальний напрямок течії Дніпра, із півночі на південь, час замерзання і скресання річки змінюється в тому ж напрямі: льодостав на півночі спостерігається від початку грудня на півночі до кінця грудня на півдні, скресання й весняні повені — на початку квітня у верхній течії та на початку березня на півдні. Льодовий режим нестійкий, часто крига на деякий час скресає.
На берегах Дніпра стоять Київ — столиця України, Черкаси, Кременчук, Кам'янське, Дніпро, Запоріжжя, Нікополь, Херсон та інші міста. На притоках Дніпра стоять Чернігів (Десна), Полтава (Ворскла), Суми (Псел), Павлоград (Самара), Луцьк (Стир), Рівне (Устя), Житомир (Тетерів), Біла Церква (Рось), Кривий Ріг (Саксагань та Інгулець) та інші.

### Басейн Дністра
Дністер — третя за довжиною річка України. Загальна довжина — 1362 км, з них у межах України — 961 км. Площа водозбірного басейну — 72,1 тис. км², з яких на територію України припадає 53,9 тис. км² (8,9 % площі країни). Середні витрати води — 320 м³/с, річний стік — км³, коефіцієнт стоку — %, модуль стоку — л/с. Витоки Дністра розташовані у лісі на північних схилах Українських Карпат на висоті 818 м над рівнем моря. Дністром проходить частина молдовсько-українського державного кордону. У верхній течії Дністер типова гірська річка з вузькою й глибокою долиною, численними порогами й кам'янистим дном. У середній течії Дністер тече каньйоноподібною долиною, утворюючи велику кількість меандрів. Ця ділянка річкової долини вважається одним із природних чудес України. У нижній течії Дністер спокійна рівнинна річка із широкою (до 22 км) подекуди заболоченою долиною. Річка впадає широким гирлом (до 6 км) до Дністровського лиману, який, у свою чергу, вузькою протокою сполучається із Чорним морем. У пониззі Дністра розвинені плавні, що слугують нерестовищами для багатьох видів риб. У верхів'ях переважають праві (карпатські) притоки: Стрипа, Лімниця, Стрий, у середній течії більшість — ліві (подільські): Мурафа, Смотрич, Збруч, Серет. Живлення річки переважно дощове, із значною частиною снігового. Через те що значна частина басейну Дністра розташована в горах, у літньо-осінній період (зрідка зимовий) бувають повіді, іноді руйнівної сили. Ними формується понад половина річного стоку. У Дністра одночасно яскраво проявляються риси гірської та рівнинної річки.

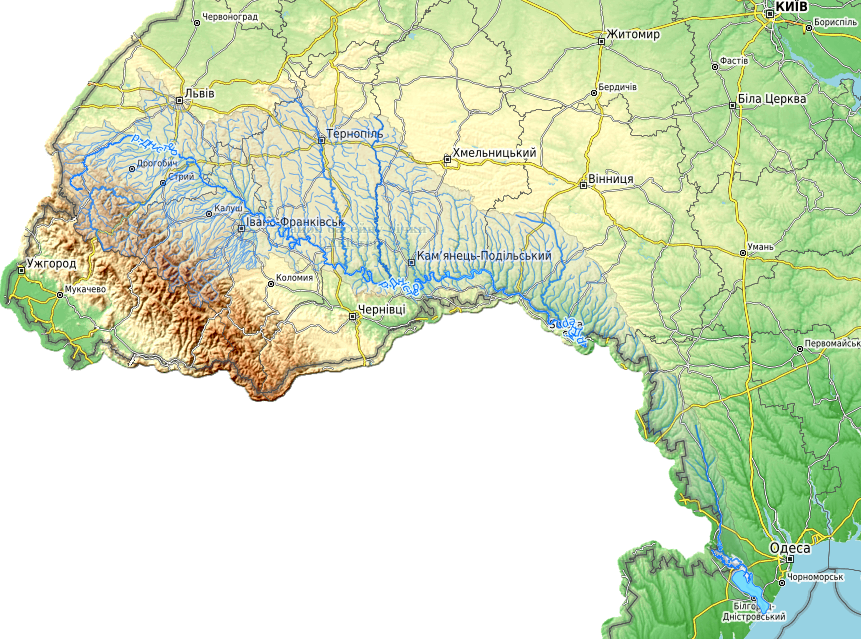
Водозбірний басейн Дністра в межах України
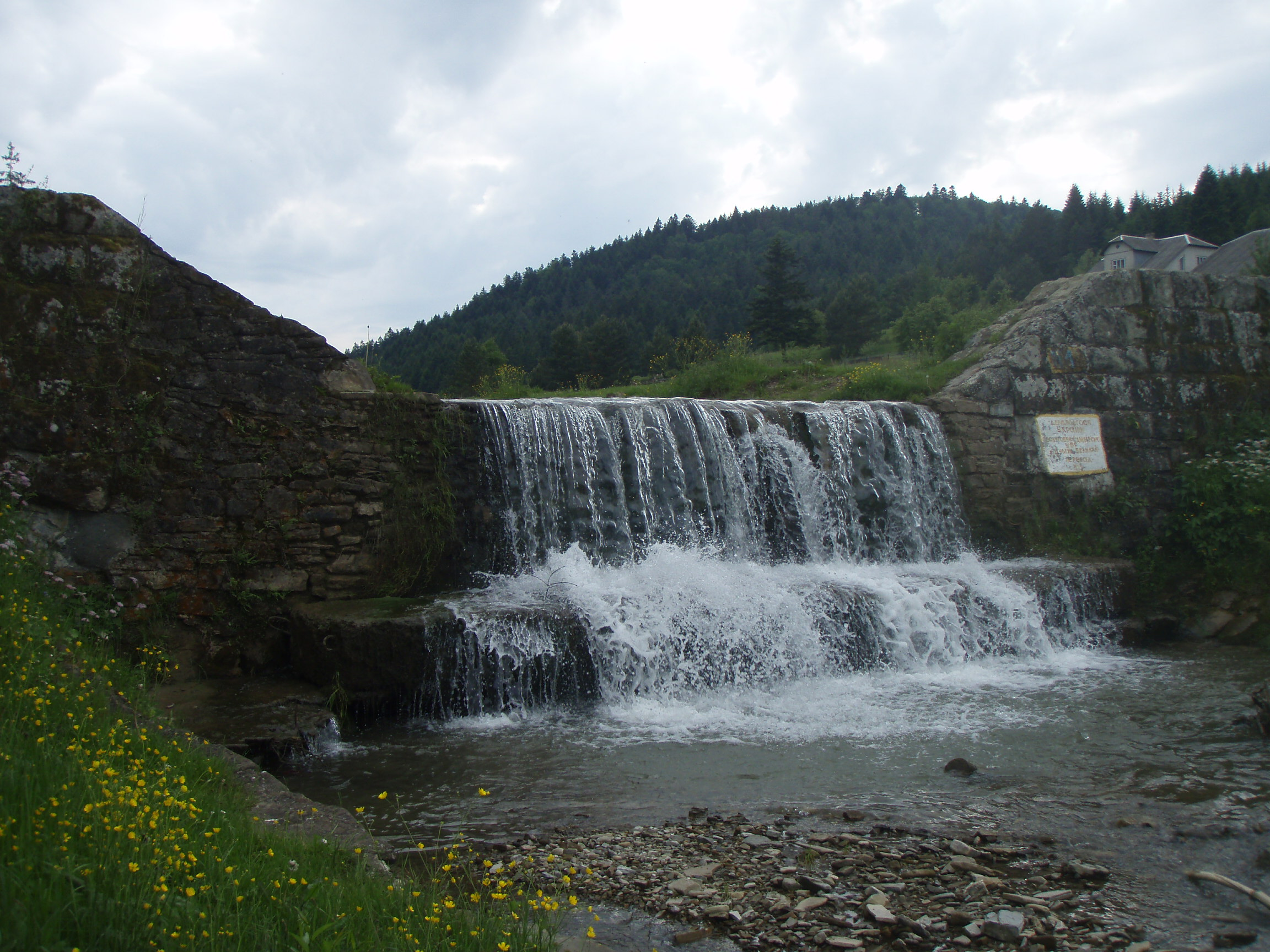
Протипаводкові споруди на карпатських притоках
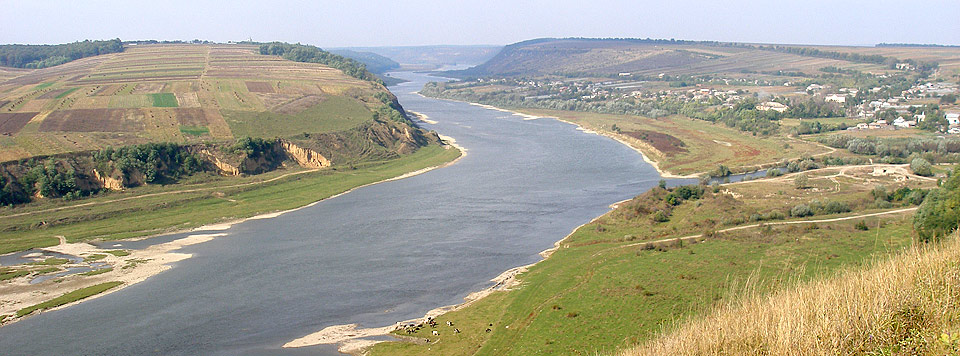
Долина Смотрича на Подільській височині поблизу Тернополя
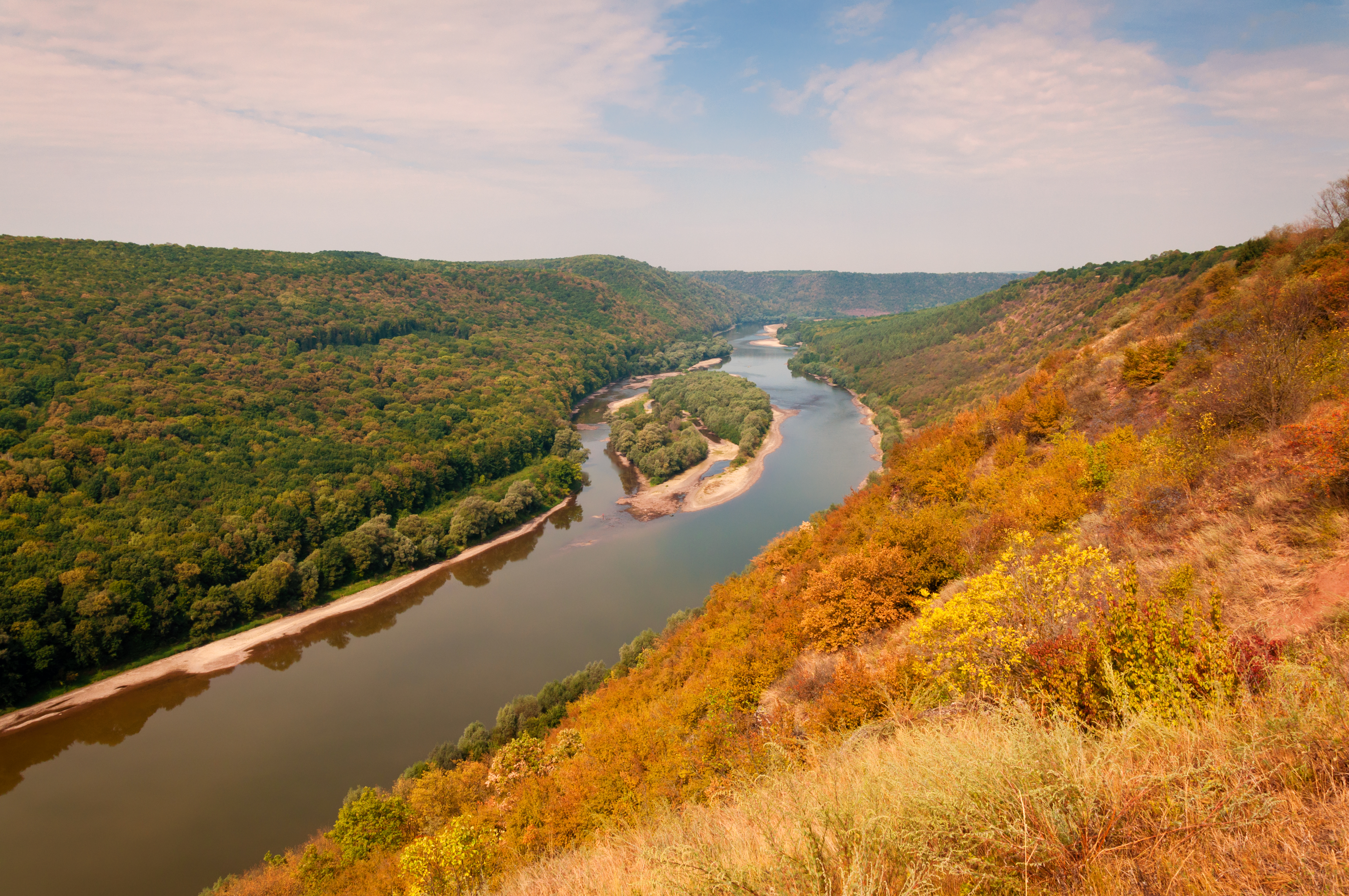
Дністровський каньйон
Дністровські плавні

На Дністрі стоять Самбір, Галич, Хотин, Могилів-Подільський та інші міста. На берегах річок його басейну стоять Івано-Франківськ (Бистриці Надвірнянська і Солотвинська), Тернопіль (Серет), Кам'янець-Подільський (Смотрич), Дрогобич (Тисмениця), Стрий (Стрий), Калуш (Лімниця), Білгород-Дністровський і Овідіополь (Дністровський лиман).

### Басейн Південного Бугу
Південний Буг — третя за довжиною річка в Україні (шоста, якщо рахувати за загальною довжиною поза межами України) і найдовша з тих, що цілковито течуть територією країни. Загальна довжина — 849 км. Площа водозбірного басейну — 64,4 тис. км², з яких всі знаходяться в межах країни (10,7 % площі країни). Середні витрати води — 109 м³/с, річний стік — км³, коефіцієнт стоку — %, модуль стоку — л/с. Витік Південного Бугу розташований на болотах Поділля (поблизу села Холодець Хмельницької області) на висоті 321 м над рівнем моря. Тече річка з північного заходу на південний схід. У верхній течії має низькі й заболочені береги, водозбірний басейн розчленований густою мережею ярів та балок. У середній течії долина звужується, береги стають високими й скелястими, течію перерізають численні пороги та перекати, бо прорізає тверді гірські породи Українського кристалічного щита. Місцевість біля села Мигія широко відома серед прихильників водного туризму і веслувального слалому своїми Мигійськими порогами. У нижній течії річка знов стає рівнинною, береги знижуються, а долина розширюється. Впадає Південний Буг в Дніпровсько-Бузький лиман Чорного моря. Найбільші притоки: Інгул, Синюха, Соб, Рів, Кодима. Живлення річки переважно снігове та дощове. Нестійкий льодостав із товщиною льоду від 15 до 35 см спостерігається від початку грудня на півночі до другої половини грудня на півдні. Скресання річки відбувається з першої половини березня на півдні до другої половини березня на півночі, повне очищення від льоду відбувається на початку квітня — наприкінці березня.

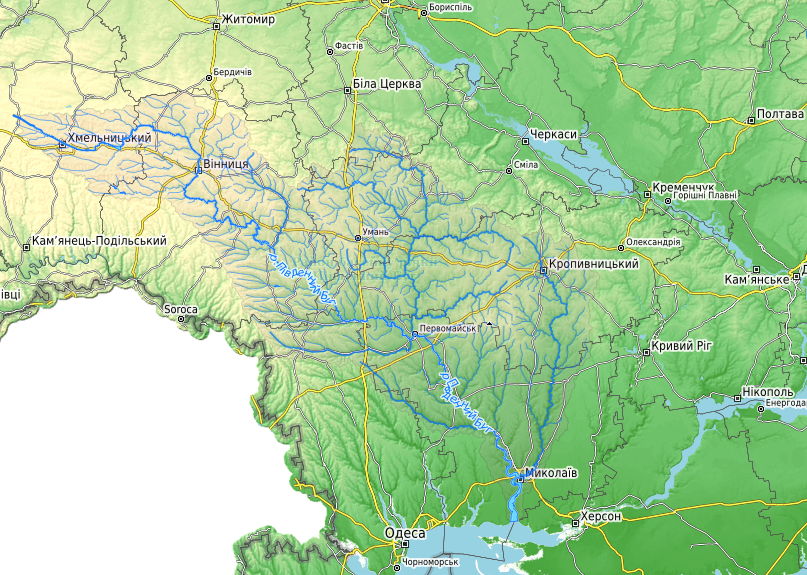
Водозбірний басейн Південного Бугу
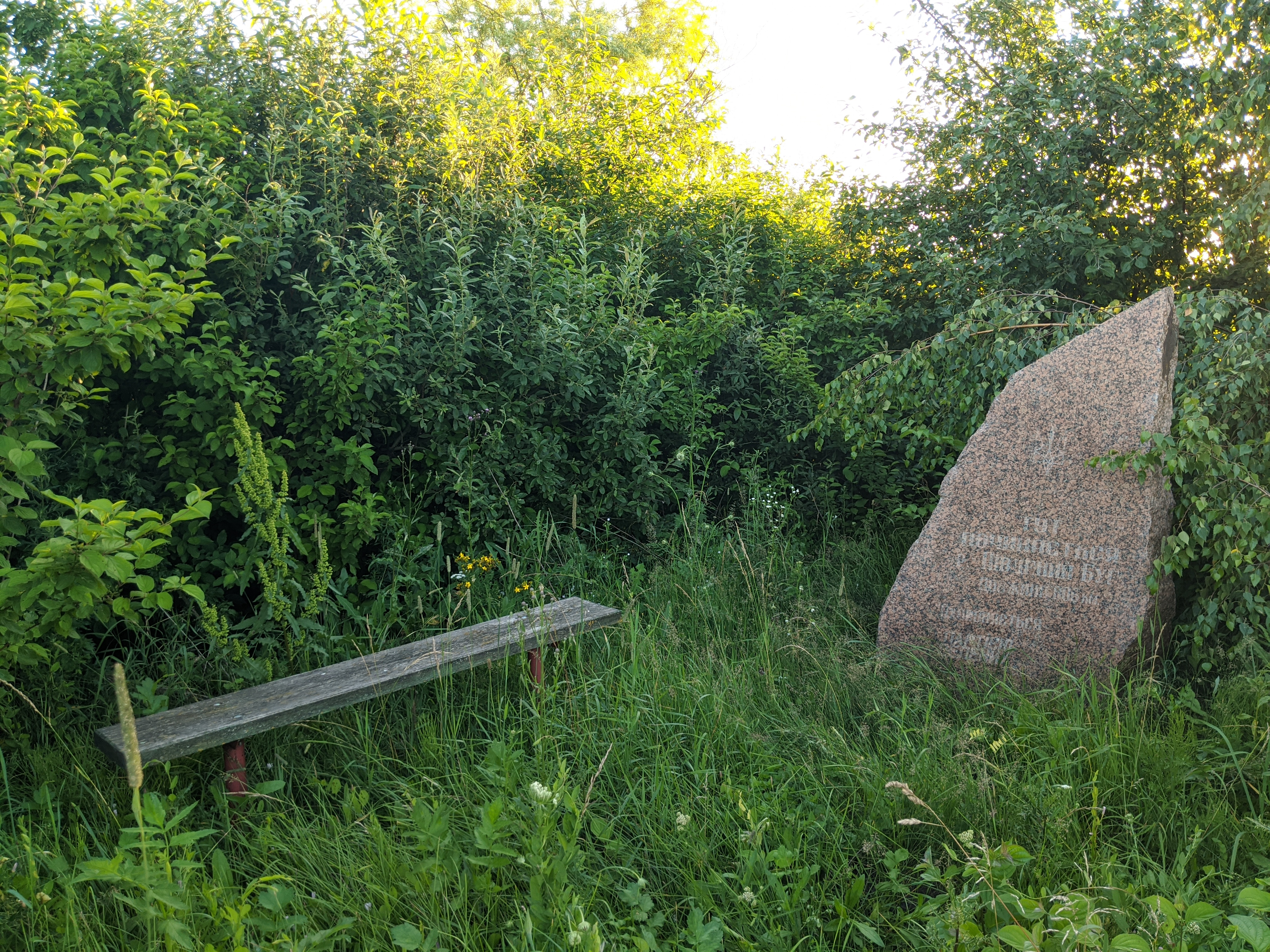
Стела біля витоків Південного Бугу
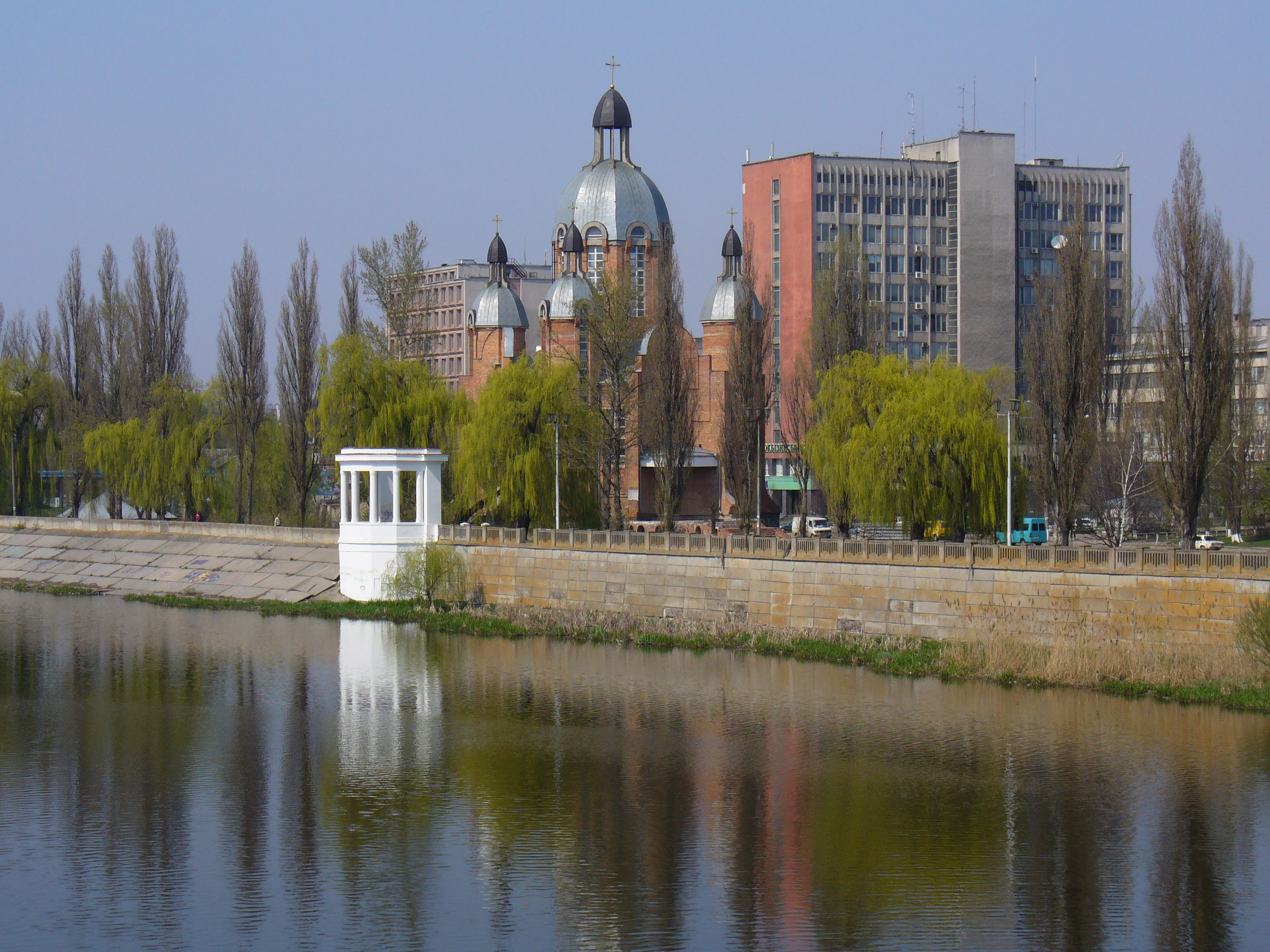
Набережна Південного Бугу у Вінниці
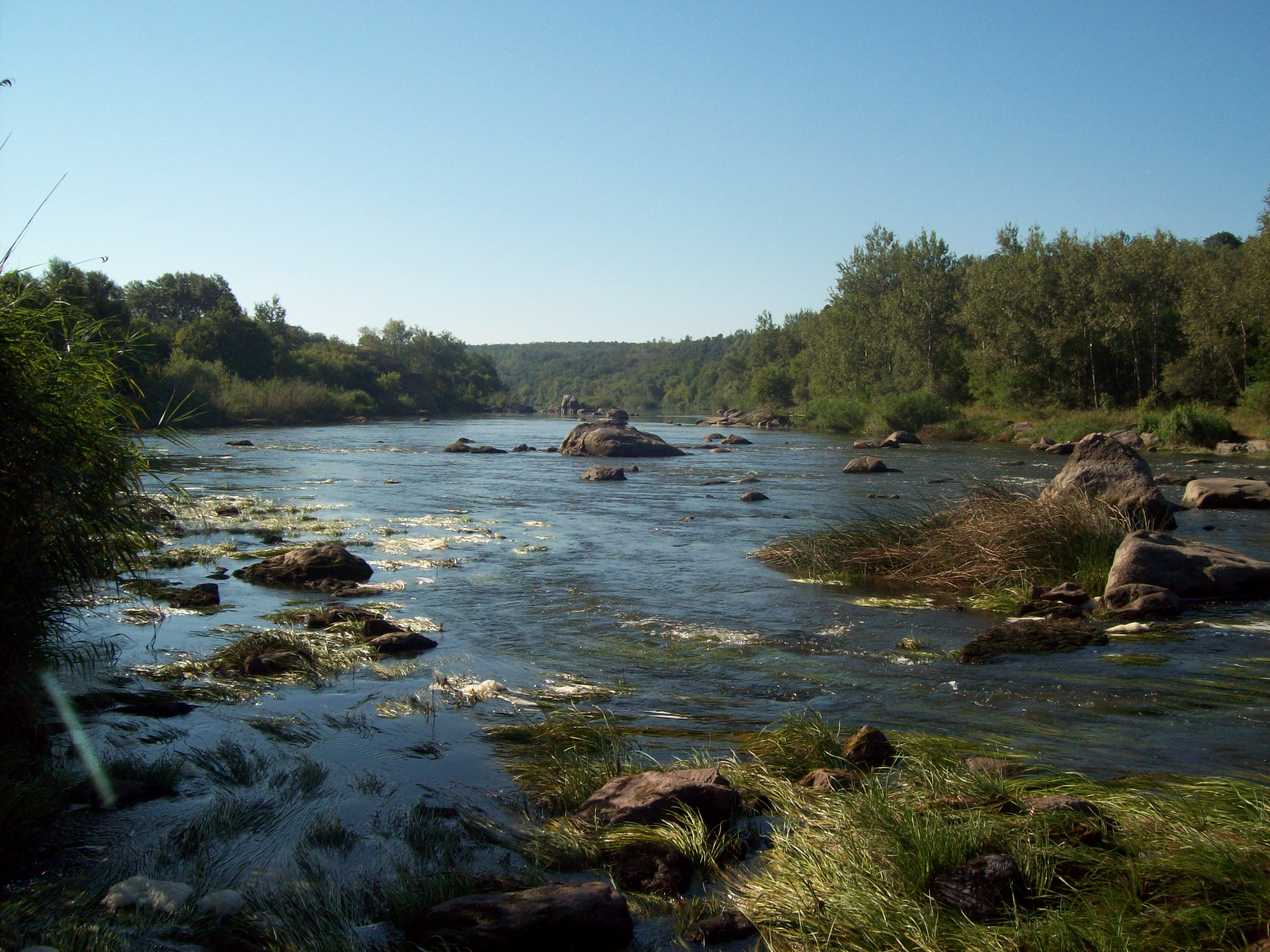
Мигійські пороги
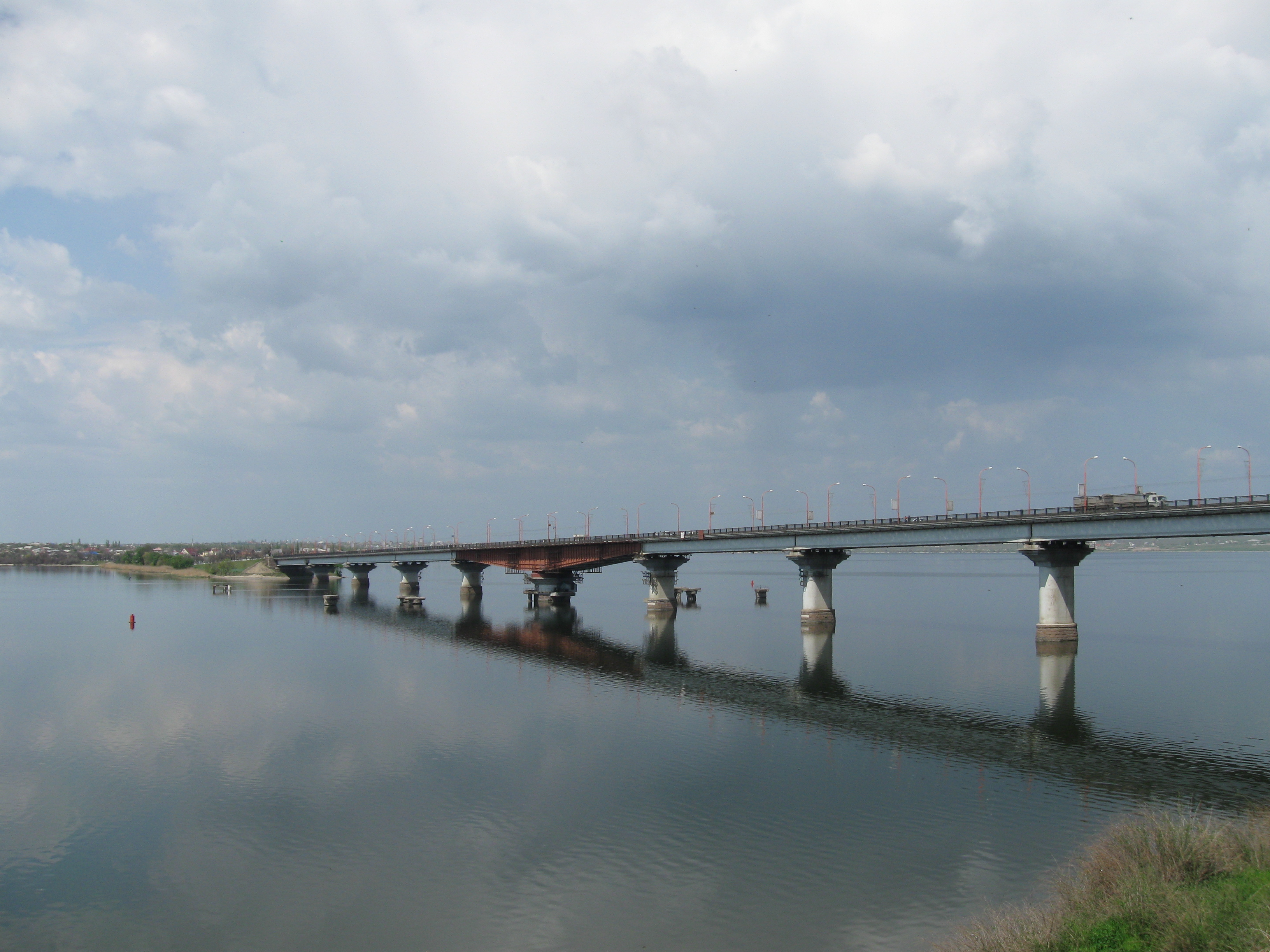
Варварівський міст у Миколаєві, що відділяє річку від лиману

На Дністрі стоять Хмельницький, Хмільник, Вінниця, Ладижин, Первомайськ, Південноукраїнськ, Вознесенськ, Миколаїв та інші міста. На берегах річок його басейну стоять Умань (Уманка), Кропивницький (Інгул) та інші.

### Басейн Сіверського Дінця
Сіверський Донець — найбільша притока Дону та найбільша річка басейну Азовського моря. Загальна довжина — 1053 км, з них у межах України — 631 км. Площа водозбірного басейну — 98,9 км², з яких на територію України припадає 55,3 км² (9,2 % площі країни). Середні витрати води — 149 м³/с, річний стік — км³, коефіцієнт стоку — %, модуль стоку — л/с. Витоки річки лежать на Середньоросійській височині в Росії, у балці на висоті близько 200 м над рівнем моря. На території України річка робить кілька крутих вигинів, змінюючи напрям течії з південного на східний. За характером течії Сіверський Донець типова рівнинна річка, що тече в широкою і відносно глибокою долиною, яка звужується в районі Донецького кряжу. Ширина річища змінюється від 20—30 до 100—200 м, на окремих ділянках мальовничо прорізає крейдові породи, що утворюють круті праві береги. При впаданні в Дон за межами України на висоті приблизно 5 м над рівнем моря Сіверський Донець розділяється на три рукави, що впадають в Таганрозьку затоку. Живлення річки мішане з переважанням снігового. Під час весняних повеней Сіверський Донець місцями розливається більше ніж на 3 км вбік лівого берега. Взимку річка замерзає, товщина льоду від 20 до 50 см, а в суворі зими із морозами до —40 С лід намерзає до 90 см. Водночас посеред зими окремі ділянки річки часом скресають, з часом намерзаючи наново. Від криги річка звільняється з середини березня. Найбільші притоки: Уда, Красна, Оскіл, Айдар, Деркул, Лугань, Казенний Торець.

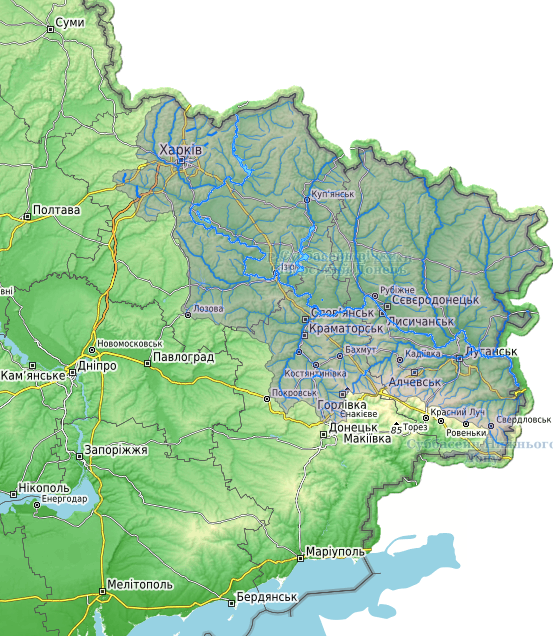
Водозбірний басейн Дону та його притоки Сіверського Дінця на території України
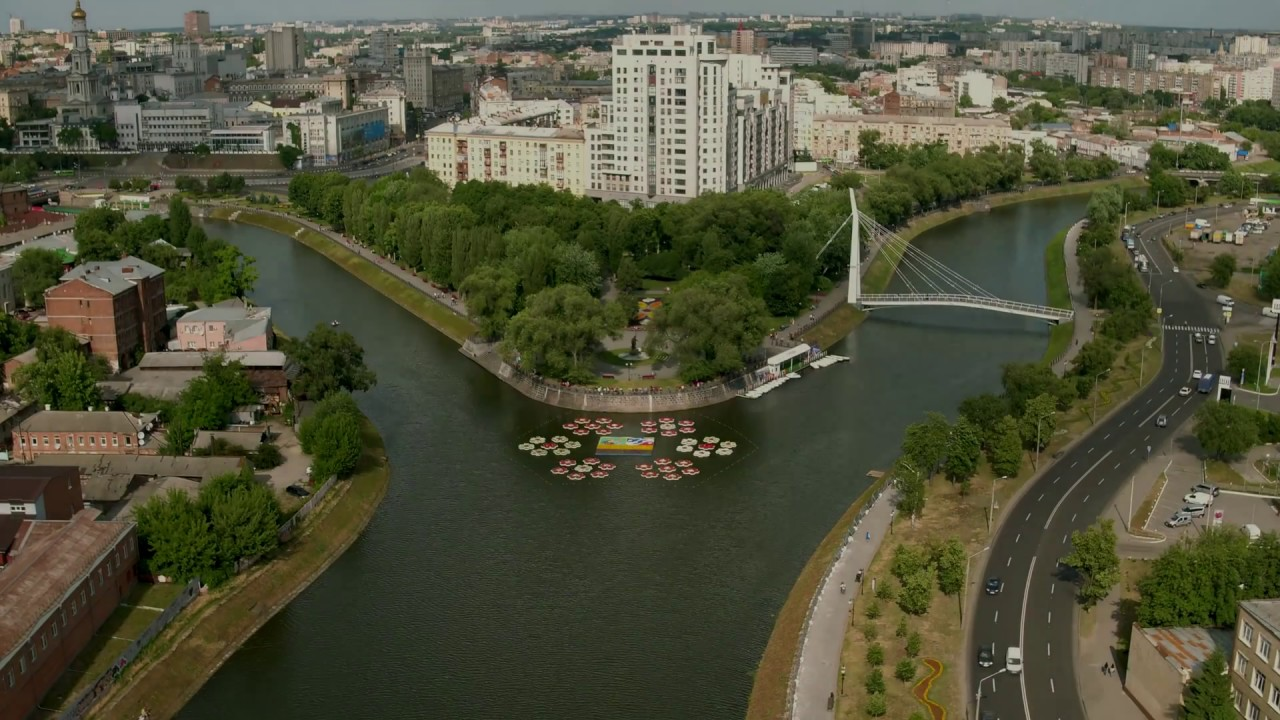
Злиття річок Лопань і Харків у Харкові
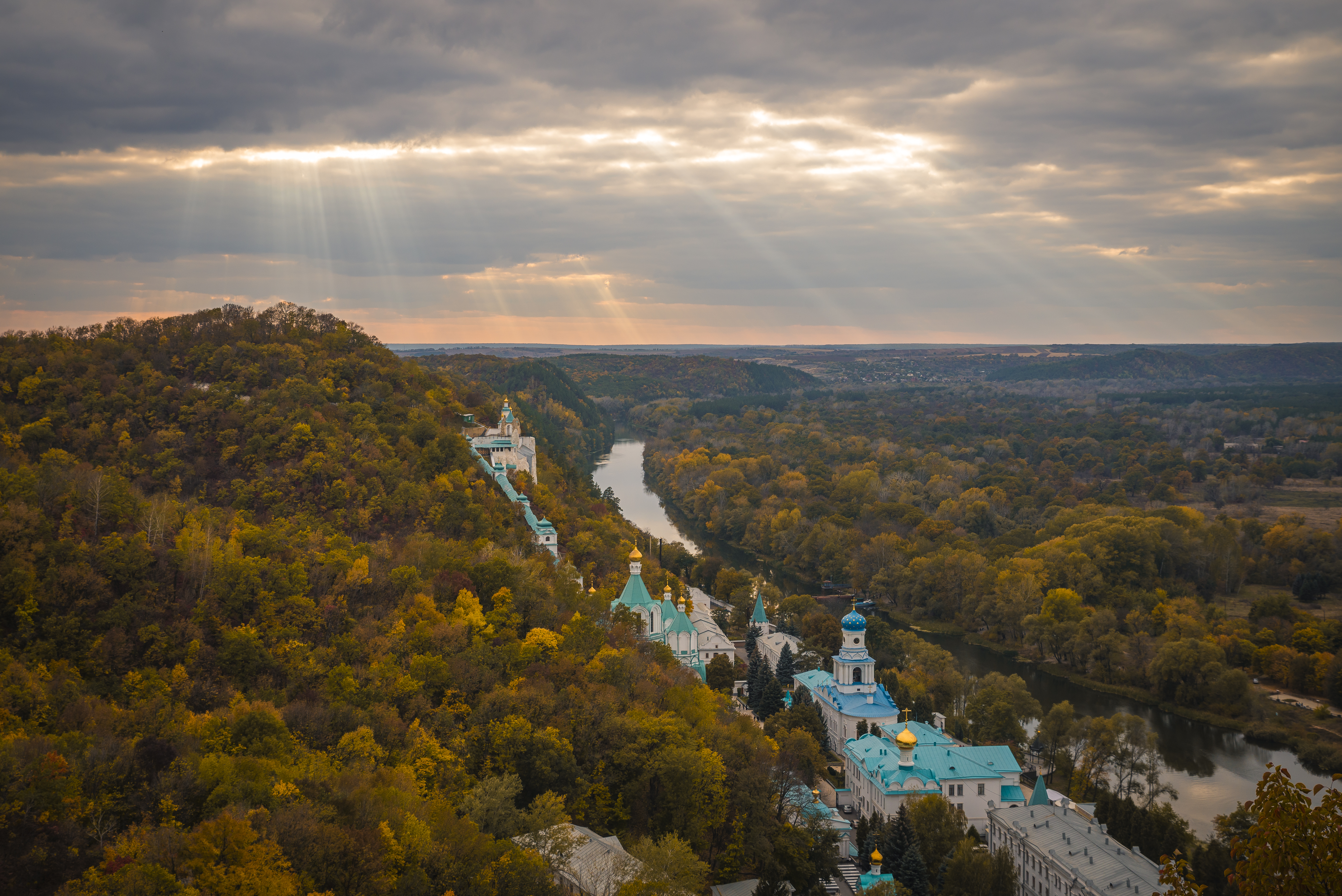
Свято-Успенська Святогірська лавра на крутих берегах Сіверського Донця
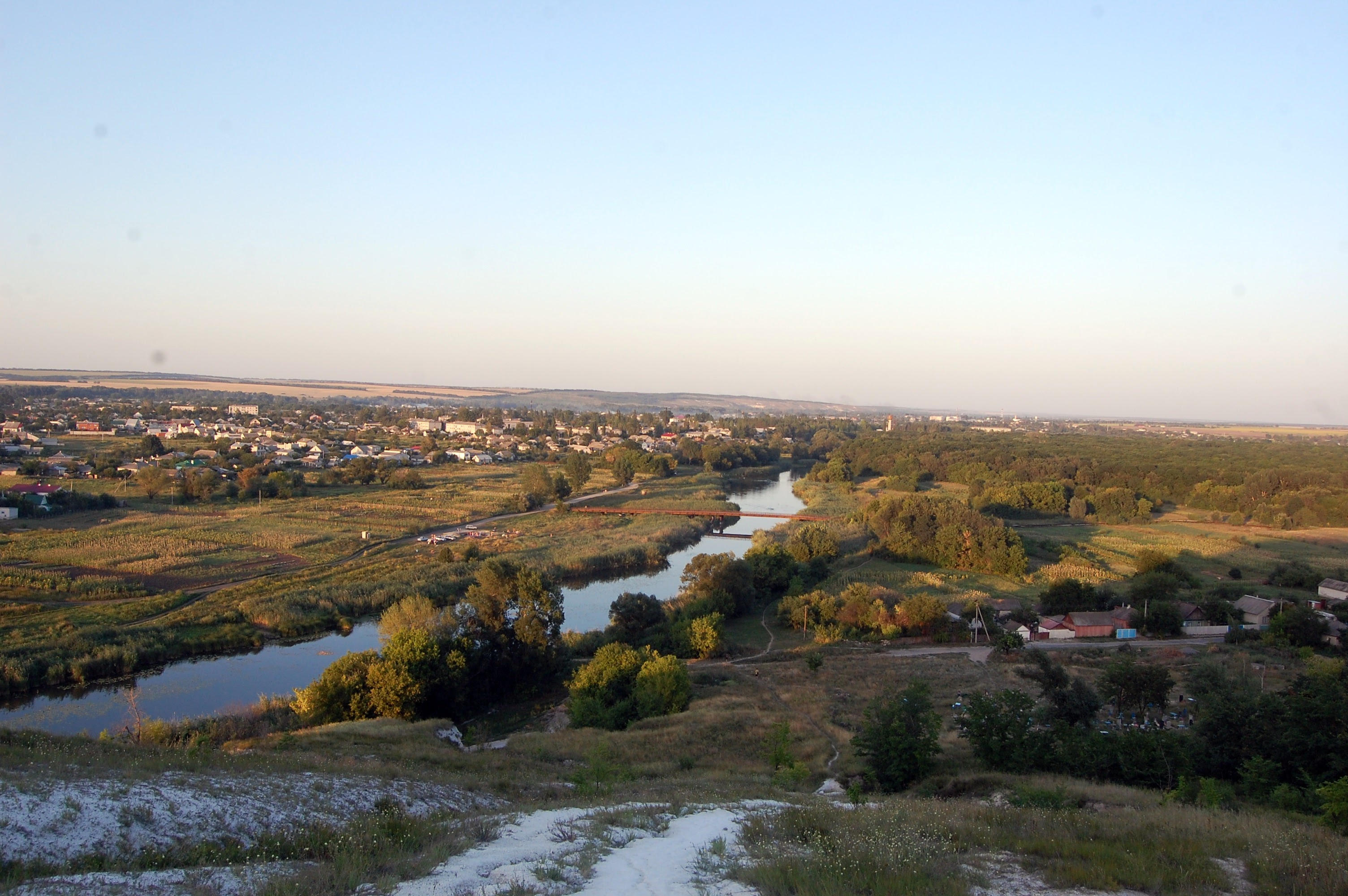
Айдар, ліва притока Донця
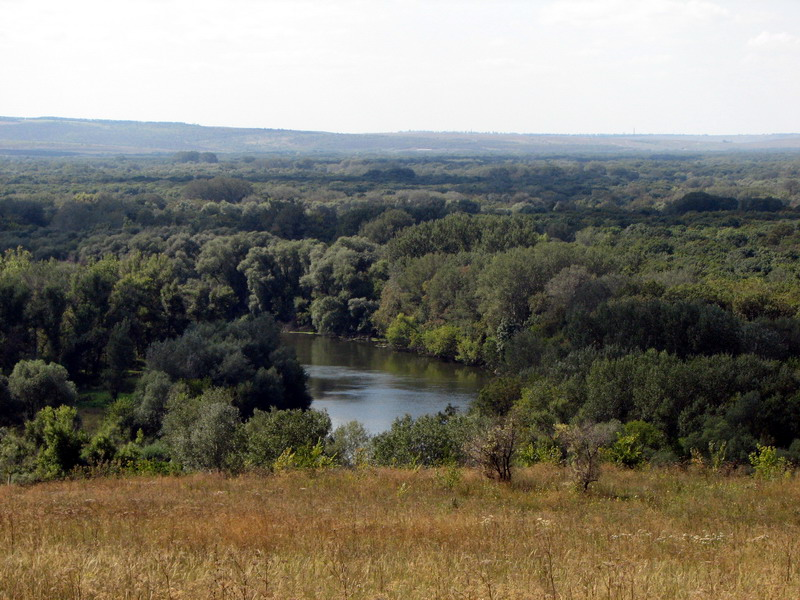
Долина Сіверського Дінця в середній течії

На Сіверському Донці стоять Чугуїв, Ізюм, Рубіжне, Сєвєродонецьк, Лисичанськ та інші міста. На берегах річок його басейну стоять Харків (Лопань), Слов'янськ і Краматорськ (Казенний Торець), Алчевськ (Довга), Куп'янськ (Оскіл), Лозова (Лозова), Старобільськ (Айдар), Луганськ (Лугань), Довжанськ (Кундрюча) та інші.

### Басейн Західного Бугу

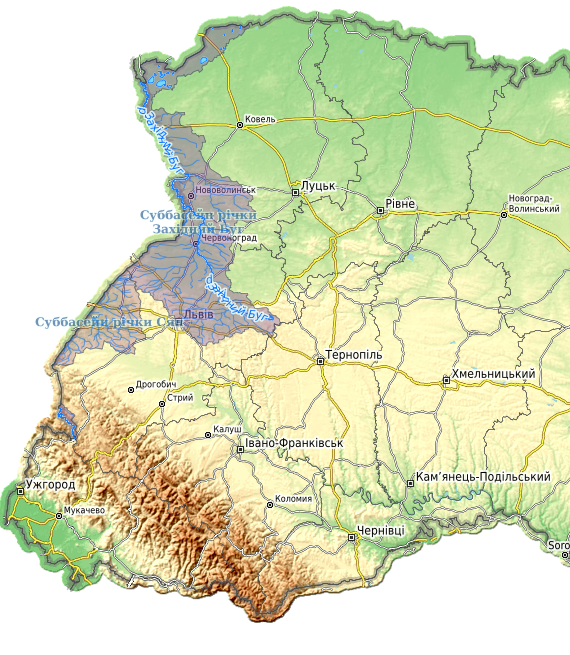
Водозбірний басейн Вісли та її притоки Західний Буг на території України

Західний Буг — головна притока річки Вісла, що впадає до Балтійського моря. Загальна довжина — 772 км, з них у межах України — 401 км. Площа водозбірного басейну — 73,5 км², з яких на територію України припадає 12,9 тис. км² (2,1 % площі країни). Середні витрати води — 108 м³/с, річний стік — км³, коефіцієнт стоку — %, модуль стоку — л/с. Окрім Західного Бугу, до басейну Вісли на території України відносяться притоки річки Сян.
На Західному Бузі стоїть Червоноград. На берегах річок басейну Вісли стоять Львів (Полтва) і Нововолинськ (Студянка).

### Басейн Дунаю
Дунай — друга найдовша, після Волги, річка Європи тече територією України лише у своєму пониззі (один з рукавів дельти — Кілійське гирло, що слугує державним кордоном з Румунією). Загальна довжина — 2960 км, з них у межах України — 175 км. Площа водозбірного басейну — 817 тис. км², з яких на територію України припадає лише 30,6 тис. км² (5 % площі країни). Середні витрати води — 6330 м³/с, річний стік — км³, коефіцієнт стоку — %, модуль стоку — л/с. Бере початок Дунай на східному схилі масиву Шварцвальд у Німеччині на висоті 678 м і тече територією 9 країн. На своєму шляху річка вузькою долиною Залізних Воріт перетинає Південні Карпати, які слугують своєрідною межею між середньою та нижньою течією річки. У своїй нижній течії Дунай — потужна рівнинна річка з малим похилом і повільною течією. Тут він має багато спільного з іншими рівнинними річками України. Замерзає Дунай лише в дуже холодні зими, у січні-лютому. Живлення річки мішане з переважанням атмосферних опадів у вигляді дощу та талих вод снігів і альпійських льодовиків у верхній течії. Дельта Дунаю (загальна площа 5,7 тис. км², у межах України 1,2 тис. км²) являє собою комплекс 3 основних гирл і безлічі менших вузьких проток і поросших очеретом плавневих боліт. На території дельти утворено біосферний заповідник «Дунайські плавні». До дунайського басейну відносяться річки південно-західних схилів Карпат (Закарпатська, південь Івано-Франківської та більша частина Чернівецької областей) і частина водотоків Буджаку (південний захід Одеської області). Найбільші притоки: Тиса, Прут і Сирет.

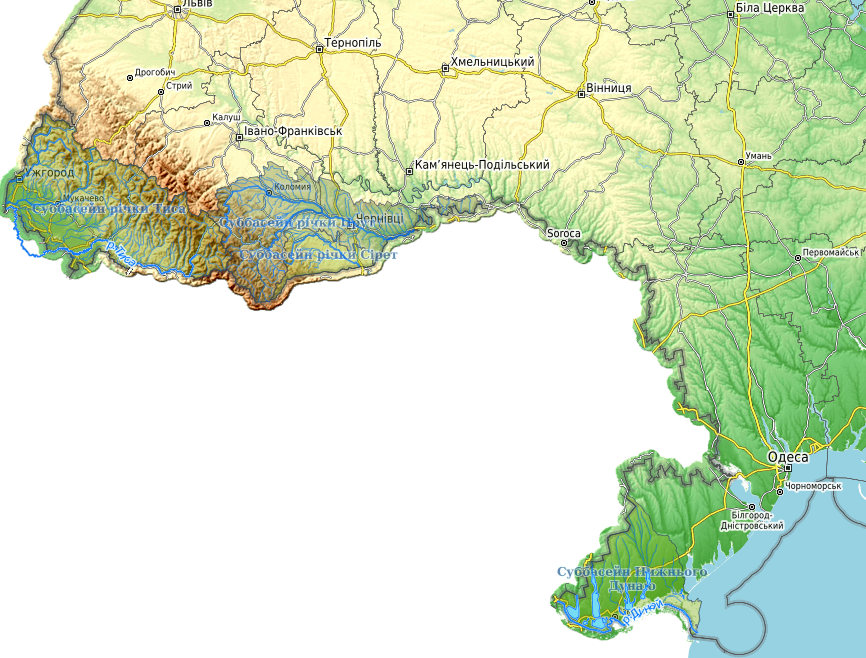
Водозбірний басейн Дунаю в межах України
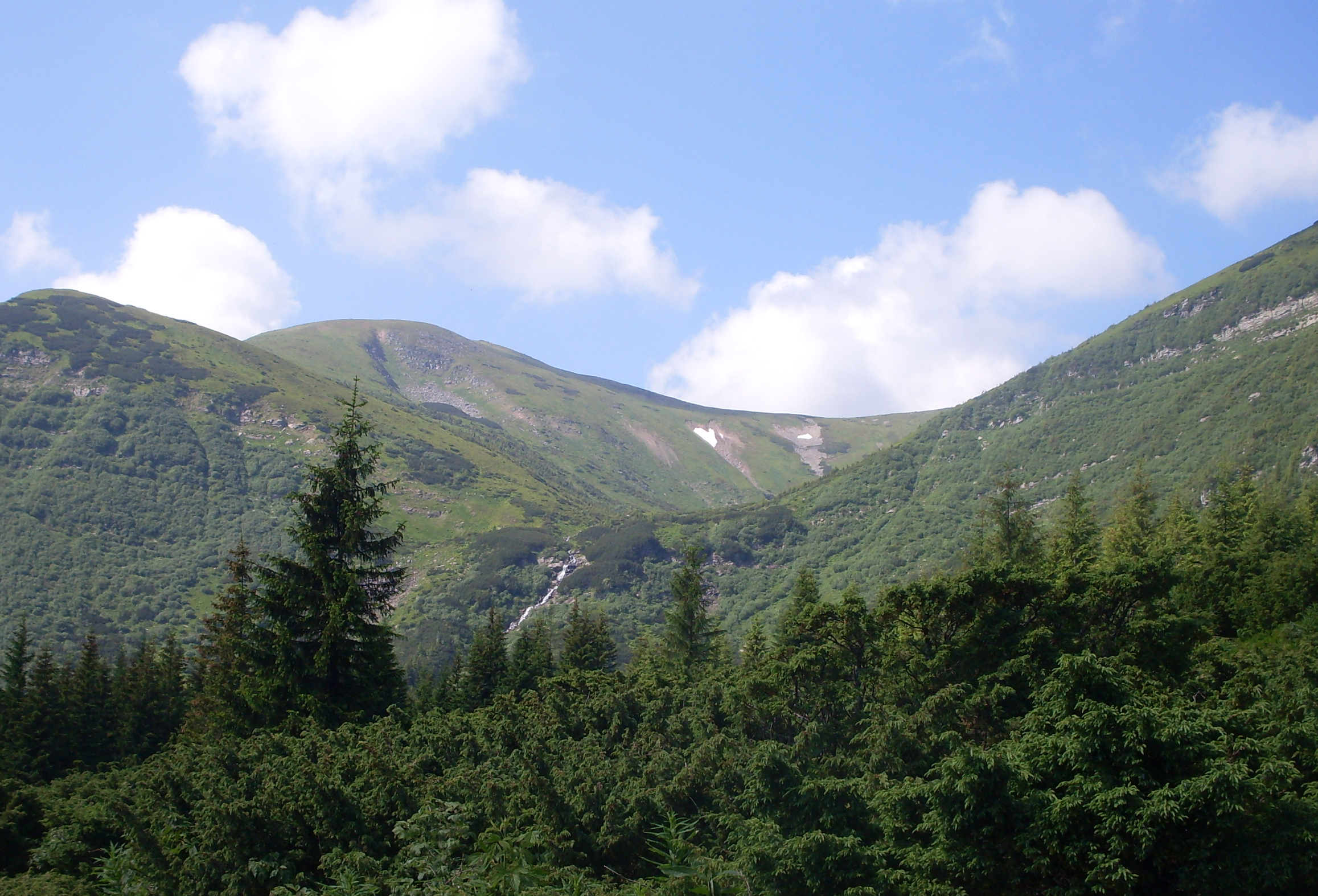
Потік Прута зі схилів Говерли
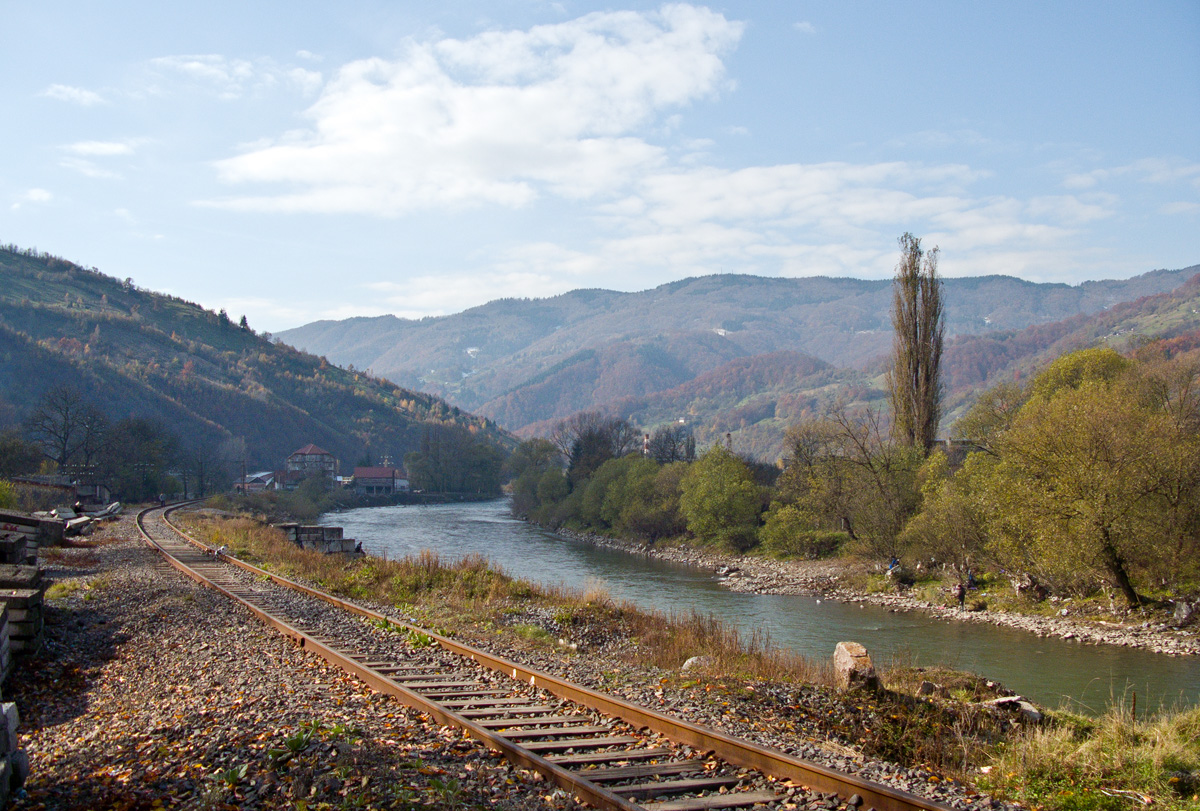
Тиса в Рахові
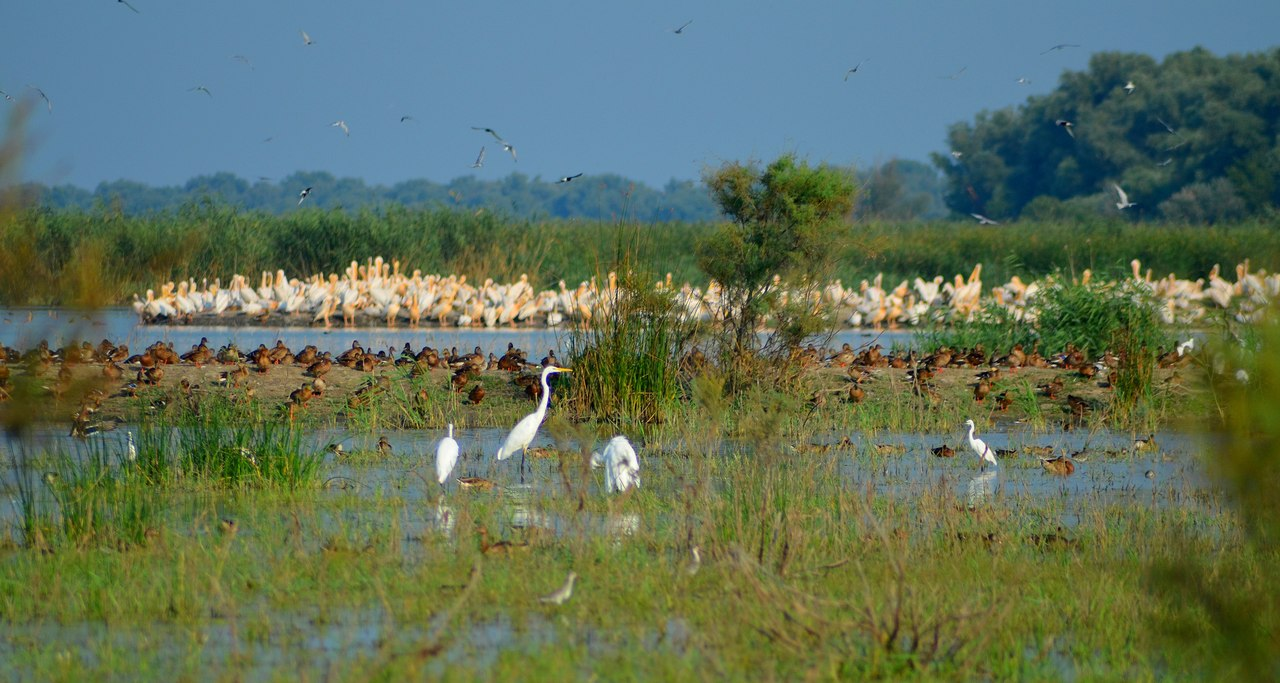
Птахи в Дунайських плавнях
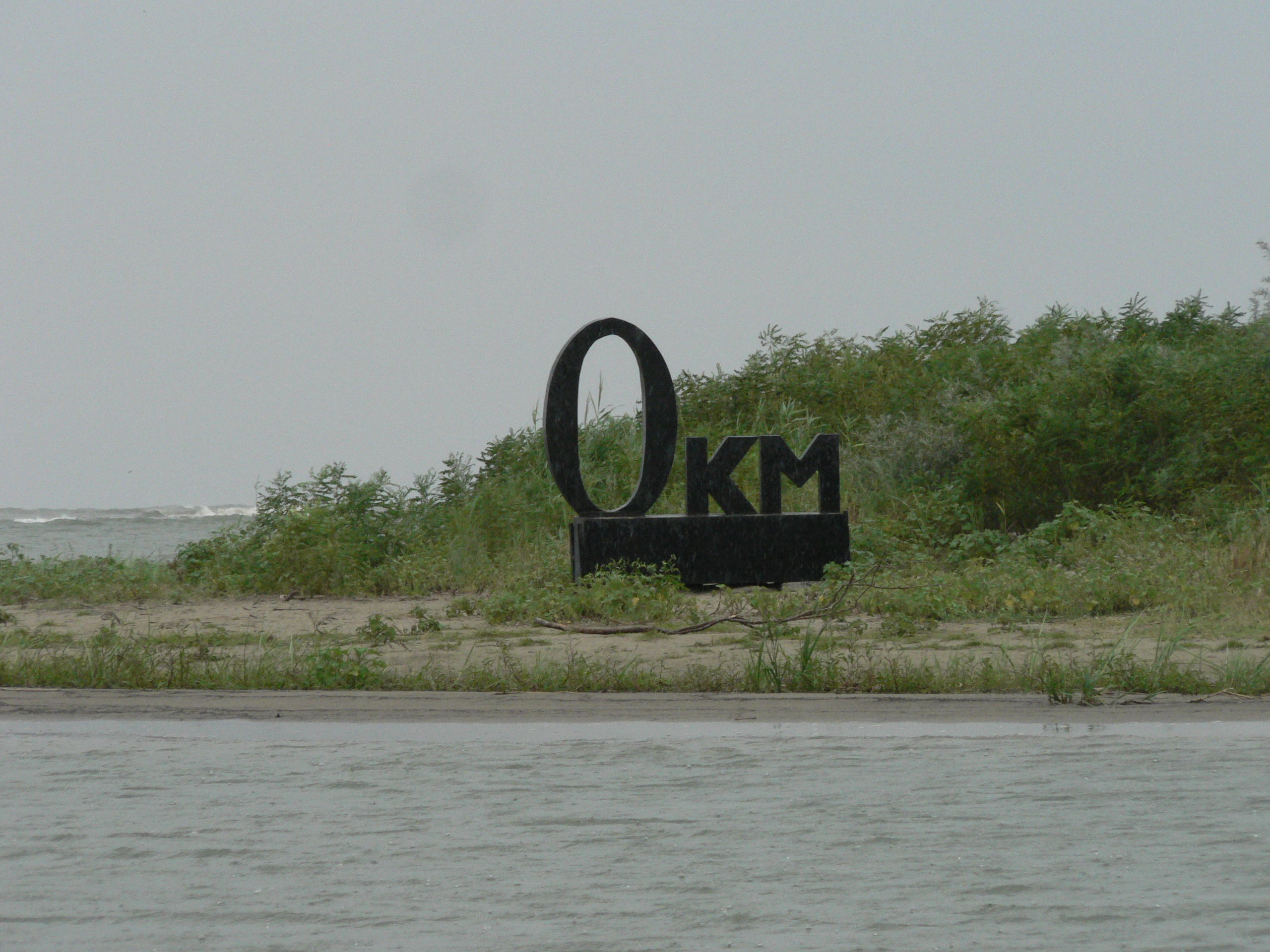
Нульовий кілометр Дунаю в Кілійському гирлі

На Дунаї стоять Рені, Ізмаїл та Кілія. На притоках його басейну стоять Ужгород (Уж), Мукачево (Латориця), Коломия і Чернівці (Прут) та інші міста.

### Басейн річок Чорного моря

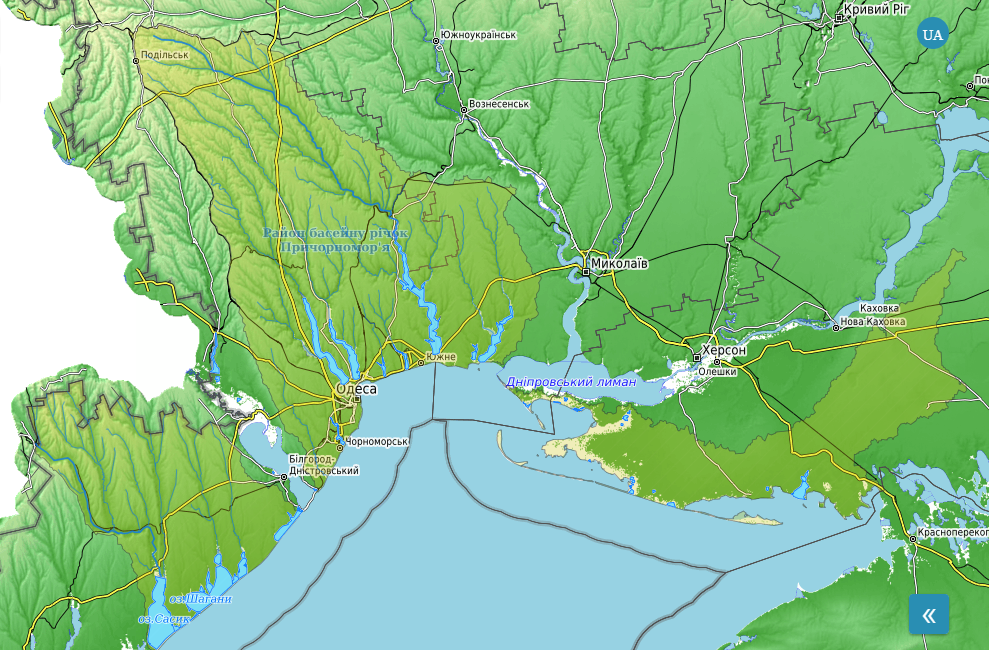
Водозбірні басейни річок Чорного моря в Україні

Сумарна площа водозбірних басейнів 18,1 тис. км² (2,9 % площі країни). Найбільші річки: Тилігул, Великий і Малий Куяльник, Когильник.
На берегах інших річок басейну Чорного моря стоять Ананьїв (Тилігул) і Арциз (Когильник).

### Басейн річок Азовського моря

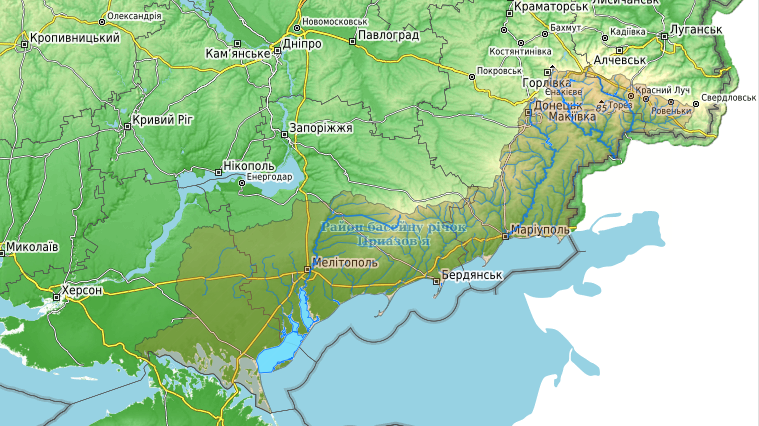
Водозбірні басейни річок Азовського моря в Україні

Сумарна площа водозбірних басейнів 36,7 тис. км² (6,1 % площі країни). Найбільші річки: Молочна, Кальміус.
На берегах річок басейну Азовського моря стоять Мелітополь (Молочна), Бердянськ (Берда), Маріуполь і Донецьк (Кальміус), Макіївка (Грузька), Чистякове (Севастянівка), Хрустальний (Міус).

### Річки Кримського півострова

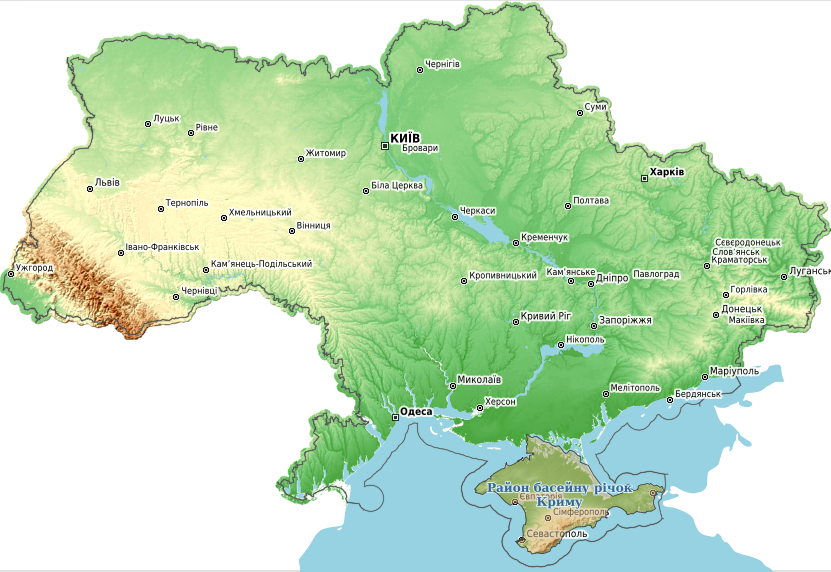
Водозбірні басейни річок Кримського півострова України

Сумарна площа водозбірних басейнів 27,2 тис. км² (4,5 % площі країни). Найбільші річки: Салгир.
На річках Кримського півострова стоять Сімферополь (Салгир), Алушта (Улу-Узень і Демерджі), Севастополь (Чорна), Ялта (Учан-Су і Дерекойка), Бахчисарай (Чурук-Су), Феодосія (Байбуга).

### Безстічні області
В Україні замкнені області без стоку до вод Світового океану незначні. Найбільша територія безстічних замкнених улоговин (13,7 тис. км², 2 % території країни) знаходиться на півдні країни, між нижньою течією Дніпра на півночі, чорноморською Каркінітською затокою на південному заході й затокою Сиваш Азовського моря.

### Водоспади і пороги
Пороги та водоспади найбільш характерні для гірських річок. Найвищий в Україні водоспад Учан-Су (98,5 м) в Кримських горах на однойменній річці довжиною всього 8,4 км. Найвищій водоспад Українських Карпат — Шипот (14 м).

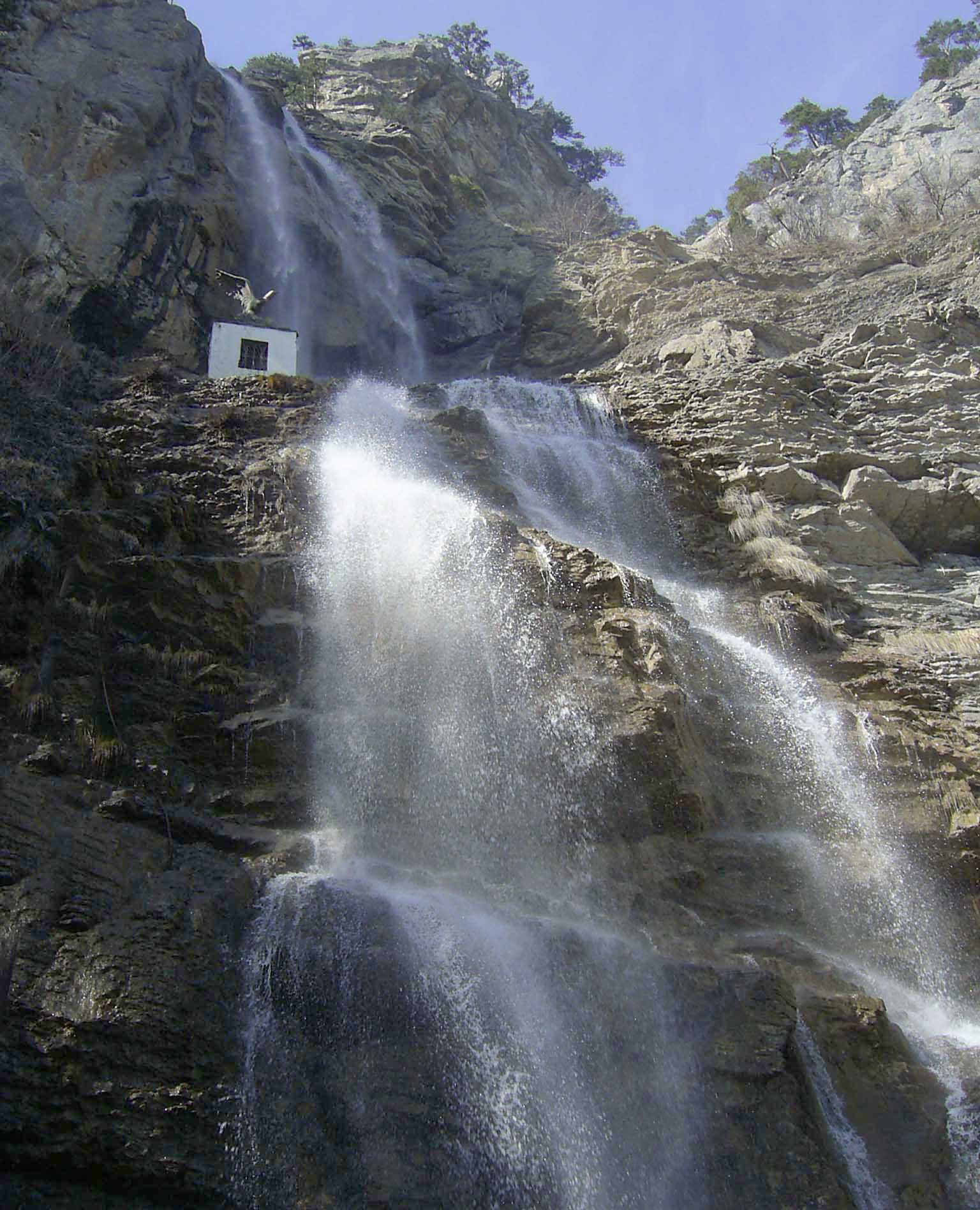
Водоспад Учан-Су
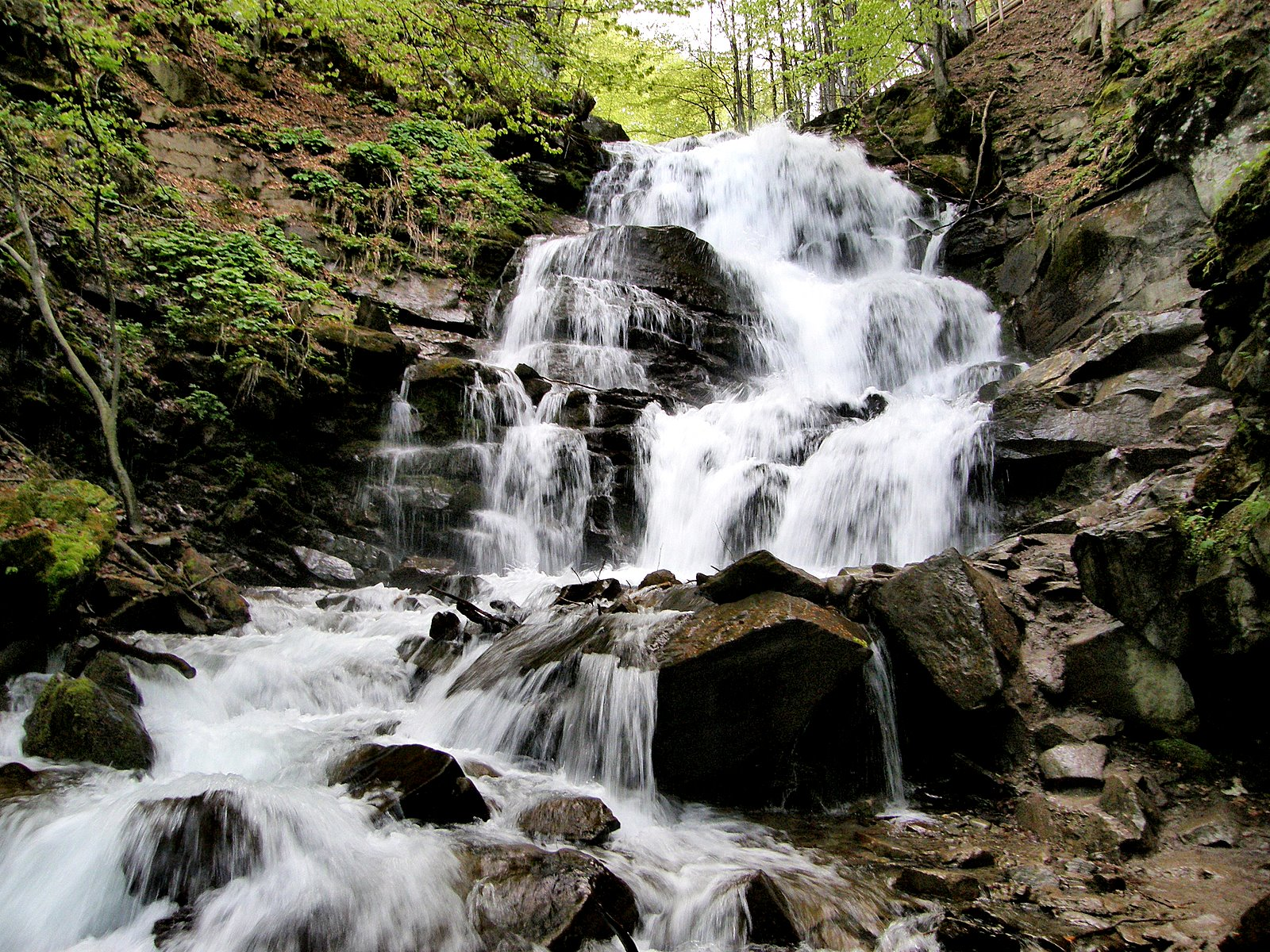
Водоспад Шипот
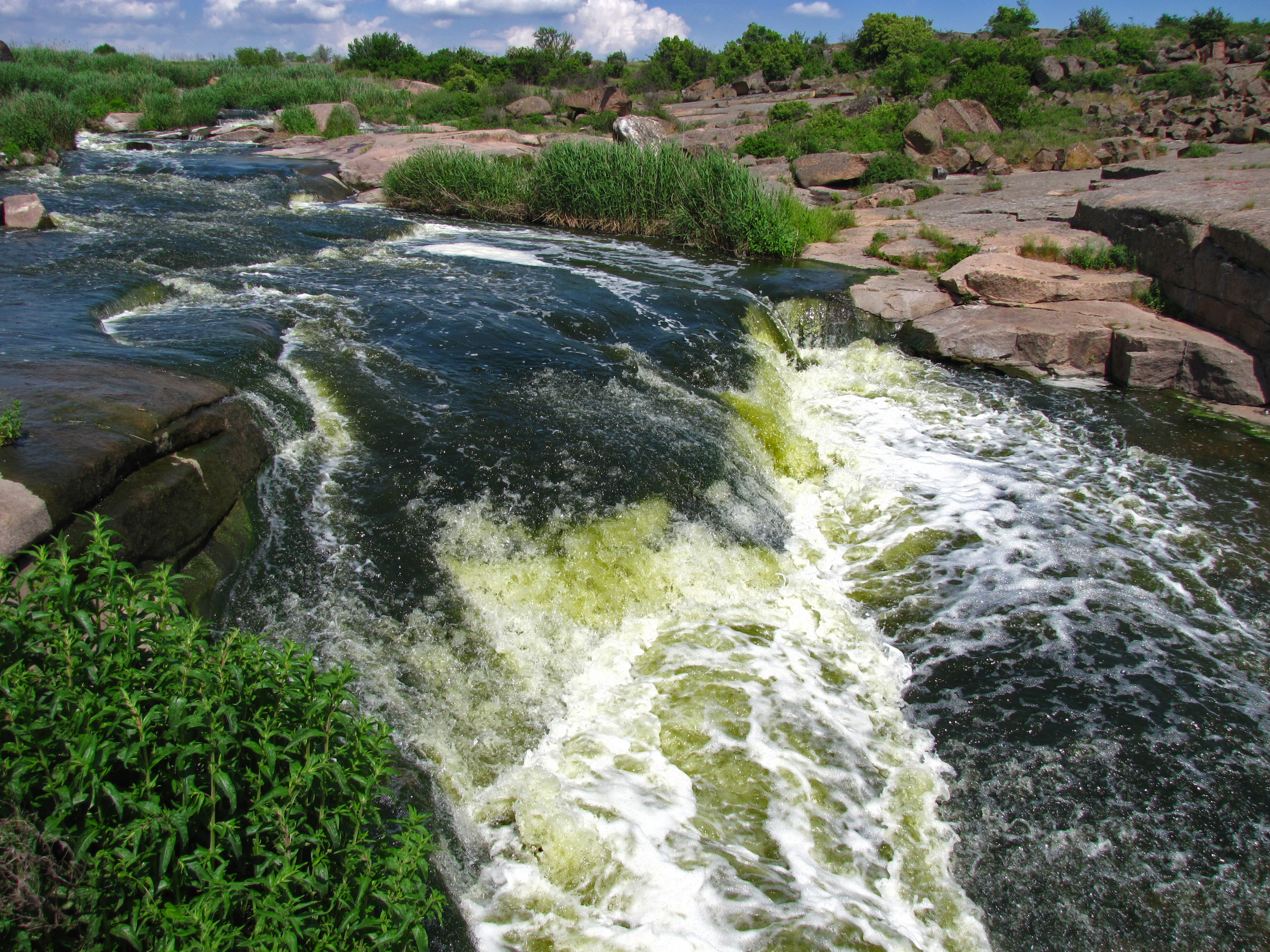
Токівський водоспад
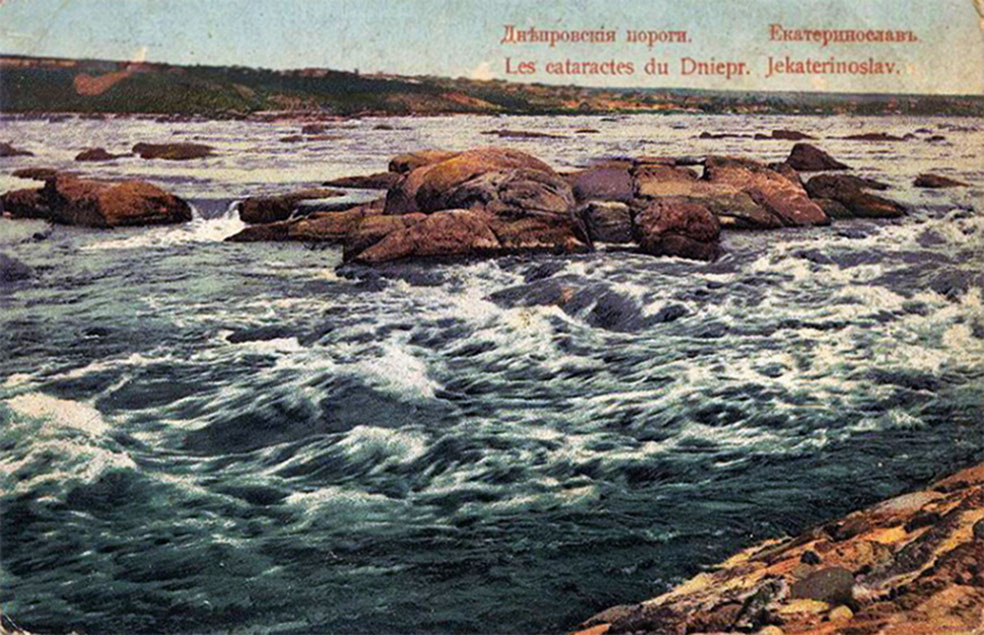
Дніпрові пороги до спорудження ГЕС

До створення 1932 року Дніпровської ГЕС Дніпровими порогами, у вигляді скельних виходів твердих гірських порід Українського щита в річищі, славилась найбільша річка країни. З ними пов'язані героїчні сторінки історії України козацької доби — Запорізьке козацтво.

### Канали
Штучні водотоки України — канали, за своїм призначенням поділяють на 5 типів:
- Обводнювальні. Вода яких використовується в промисловості, для комунальних і сільськогосподарських потреб. Такими каналами, наприклад, дніпровська вода надходить до Харкова, Кривого Рогу, міст Донецької області. Найбільші з них: Дніпро — Донбас, Дніпро — Інгулець, Дніпро — Кривий Ріг, Сіверський Донець — Донбас.
- Зрошувальні. Вода яких використовуються в сільському господарстві для отримання стабільно високих врожаїв. Найбільші з них: Каховський канал.
- Обводнювально-зрошувальні. Найбільші з них: Північнокримський канал.
- Дренажні. Найбільші з них: .
- Транспортні. Найбільші з них: Керч-Єнікальський, Бузько-Дніпровсько-лиманський.

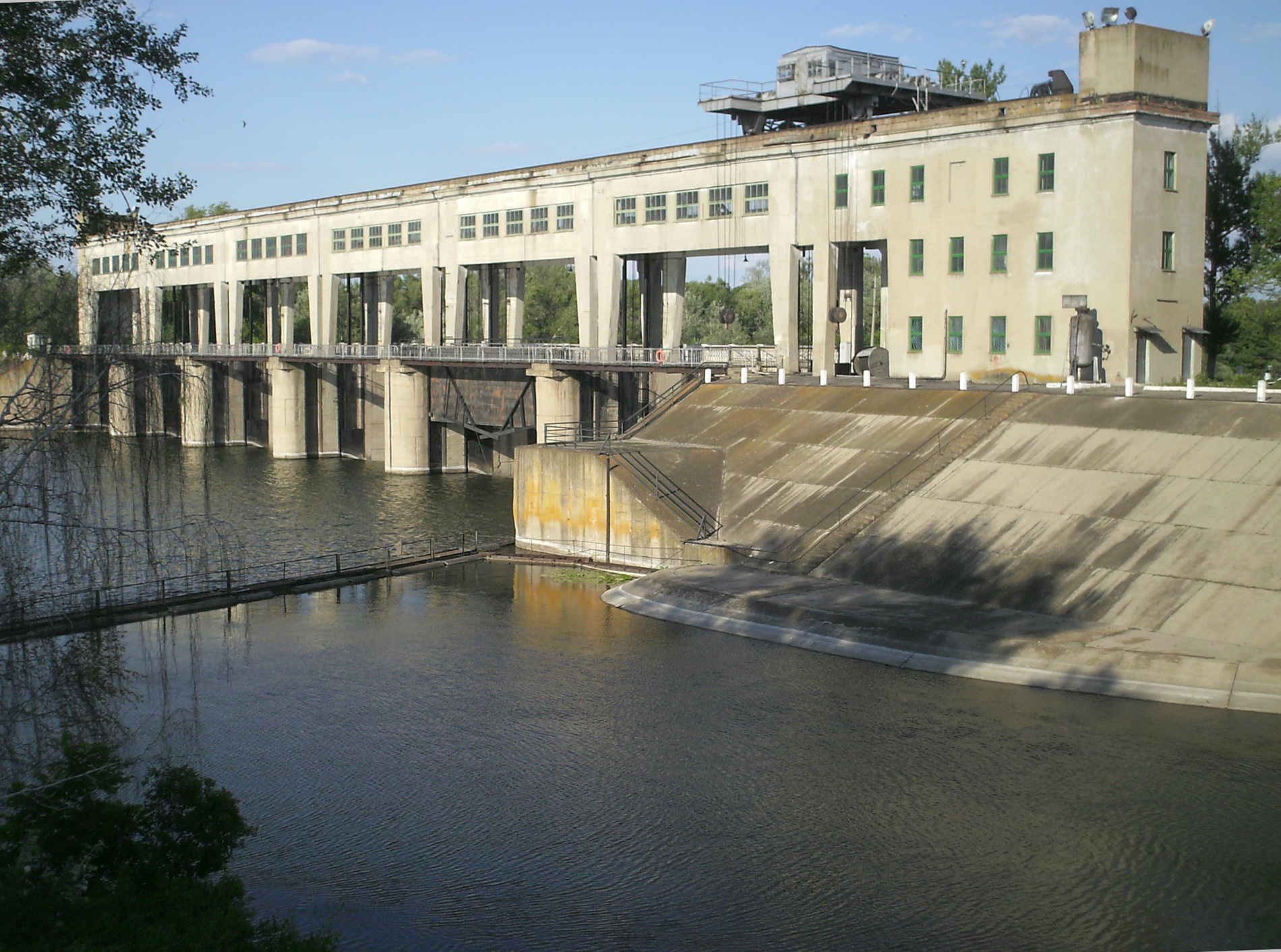
Гребля каналу Сіверський Донець — Донбас
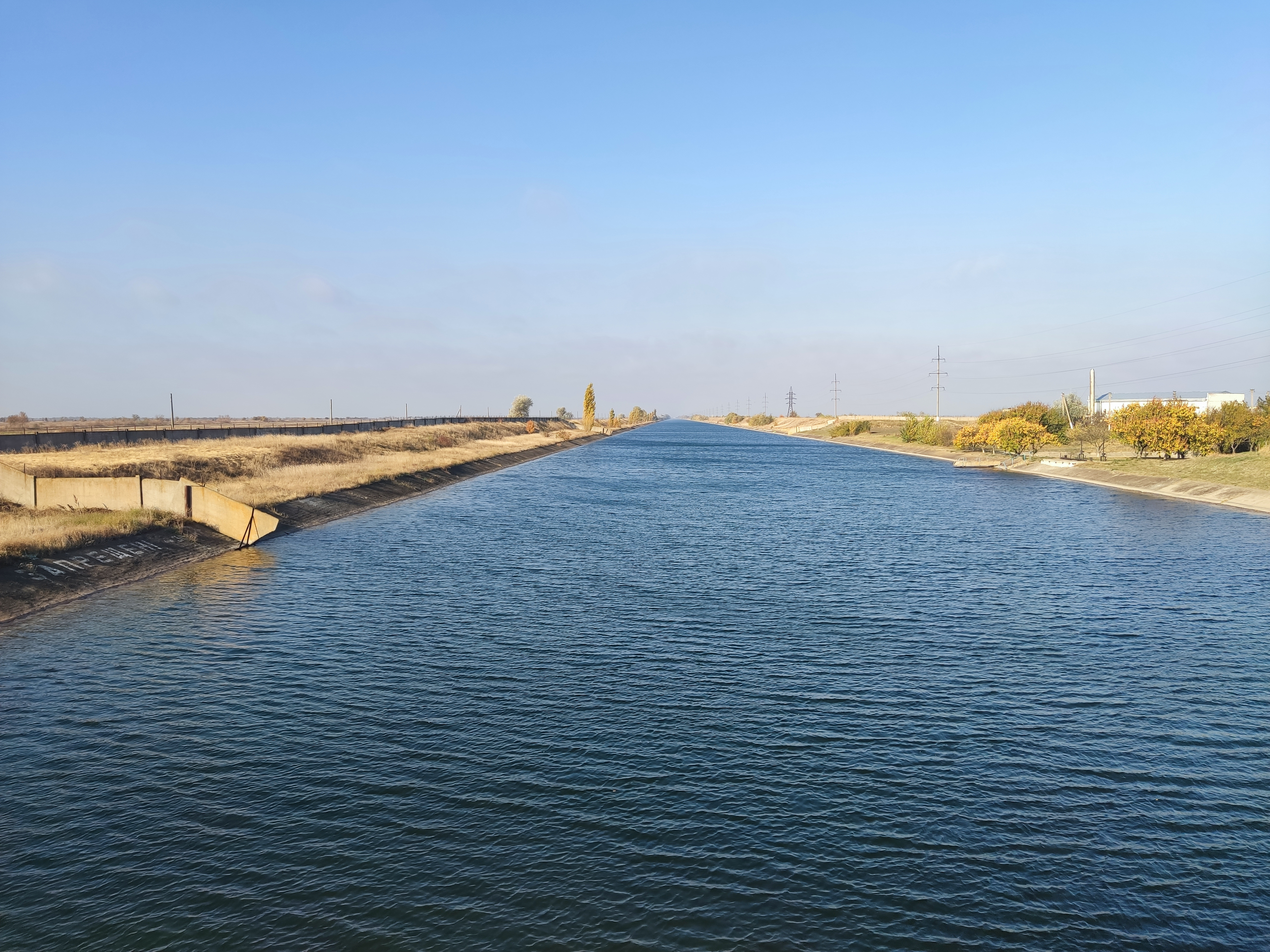
Каховський зрошувальний канал
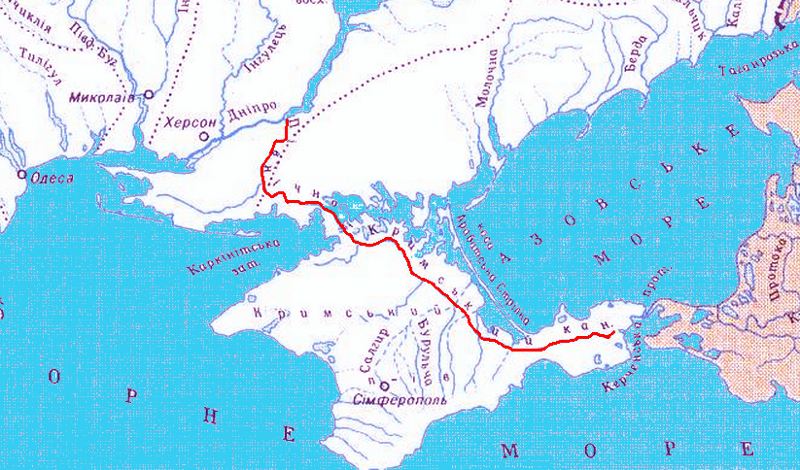
Карта Північнокримського каналу
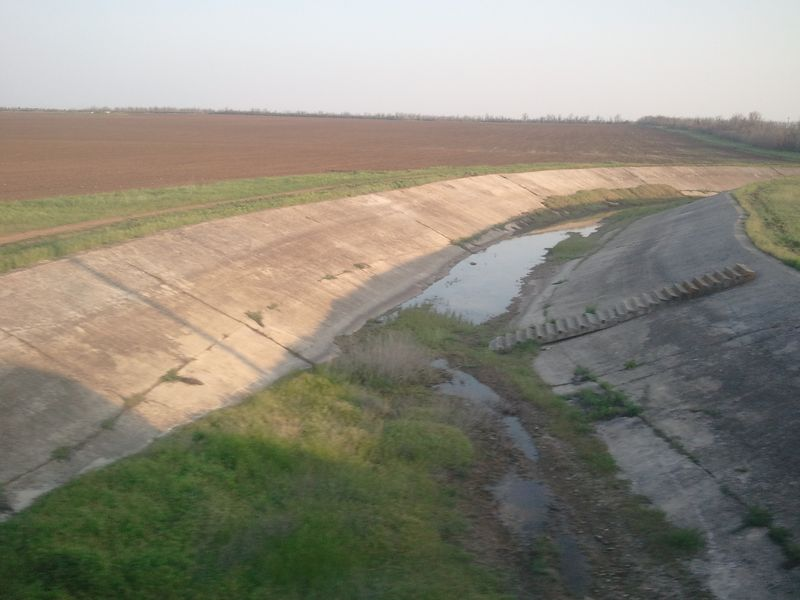
Зневоднений Північнокримський канал
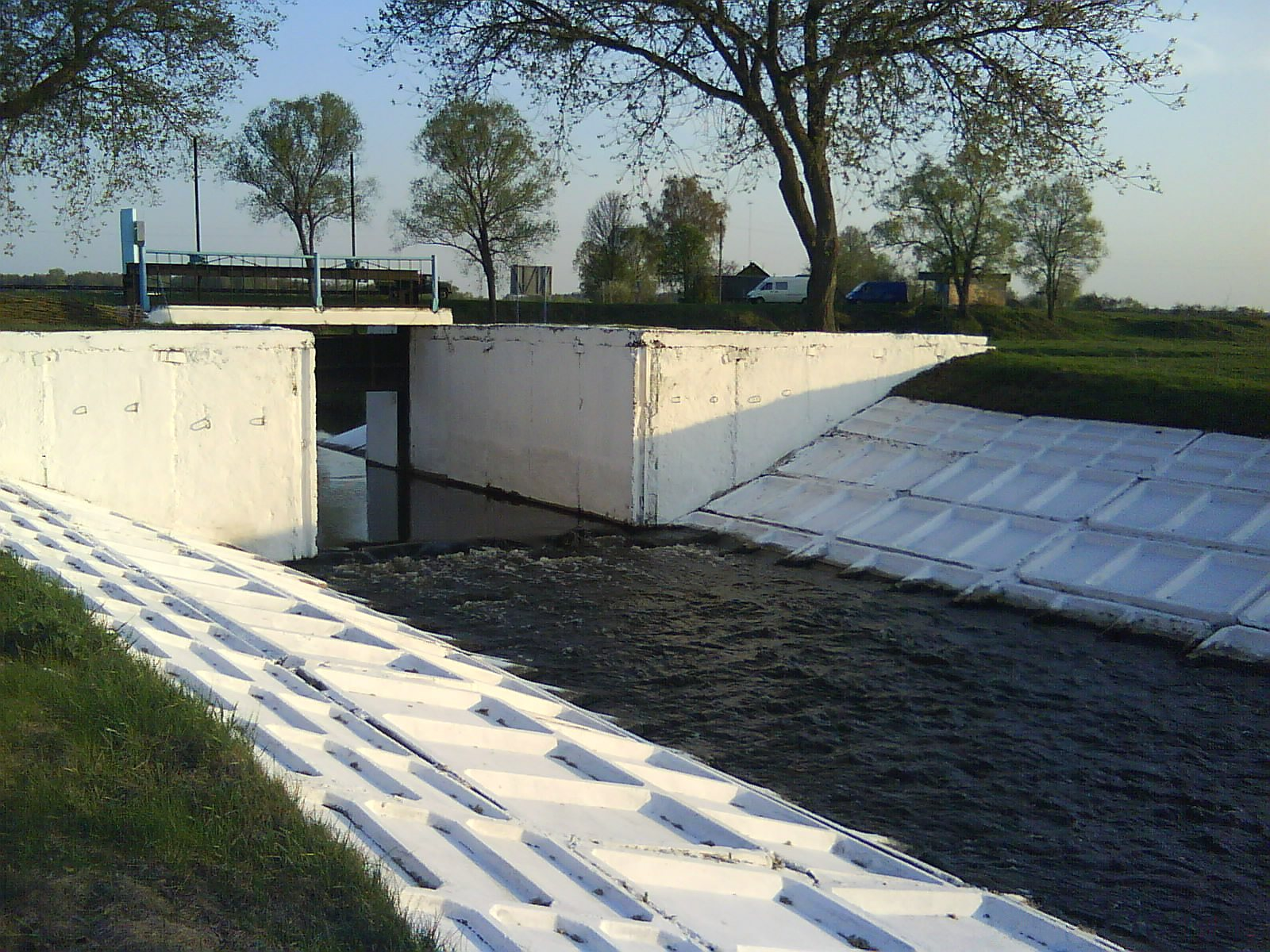
Шлюз на меліоративному каналі в Чернігівській області

## Озера
В Україні налічується понад 20 тис. озер, природних водойм в замкнених поглибленнях суходолу з характерним уповільненим водообміном. 43 озера в Україні мають площу понад 10 км². Найбільше за площею водного дзеркала прісне озеро країни — Ялпуг (149 км²); найглибше — Світязь (58 м); найвисокогірніше — Бребенескул (в масиві Чорногора на висоті 1801 м). Географія розміщення озер територією країни нерівномірна, найбільше їх по долинах річок, поблизу чорноморського та азовського узбережь, у пониззі Дунаю та на Західному Поліссі. Найбільша кількість озер нараховується в Одеській та Волинській областях, найменша — в Запорізькій та Донецькій.
Озерні води в Україні використовуються для потреб зрошення сільгоспугідь, видобування корисних копалин (торф, сапропель, лікувальні грязі), водопостачання житолово-комунального господарства, риборозведення та як місця відпочинку.
За походженням озерних улоговин найбільше в Україні заплавних озер. Вони утворилися на рівнинних ділянках долин річок, в заплавах, як стариці, залишки колишніх річкових вигинів (меандрів). Вони переважно неглибокі, характерної продовгуватої або підковоподібної форми. Живляться переважно під час річкових повеней, за рахунок атмосферних опадів. Характерні для цього типу озера: Лиман у басейні Сіверського Дінця, Люб'язь і Нобель у басейні Прип'яті. У пониззі річок на Причорноморській низовині утворюються найбільші за площею заплавні озера (дельтові): Ялпуг, Кугурлуй, Кагул (всі в Одеській області).
У легкорозчинних гірських породах (вапняк, гіпс, кам'яна сіль) утворюються карстові озера округлої, чи овальної форми та значної глибини. Характерні для цього типу озера: Світязь (глибина 58 м, одне з Шацьких озер), Сомин (глибина 57 м) на Поліссі.
Озера льодовикового походження давноминулих гелогічних часів зустрічаються на Поліссі — Лука, або нещодавніх — в Українських Карпатах: Бребенескул, Несамовите.

Озера України
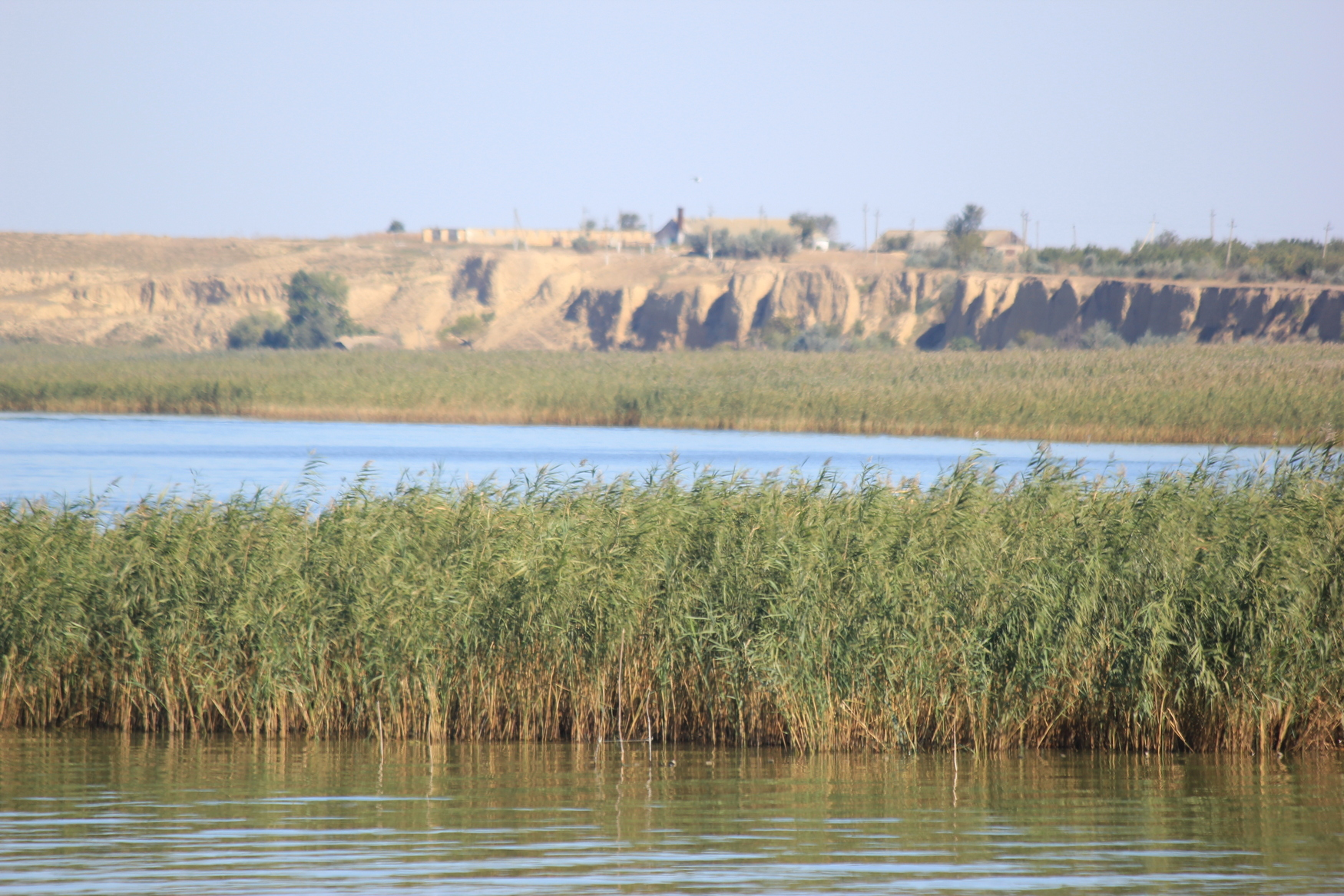
Ялпуг поблизу Ізмаїла
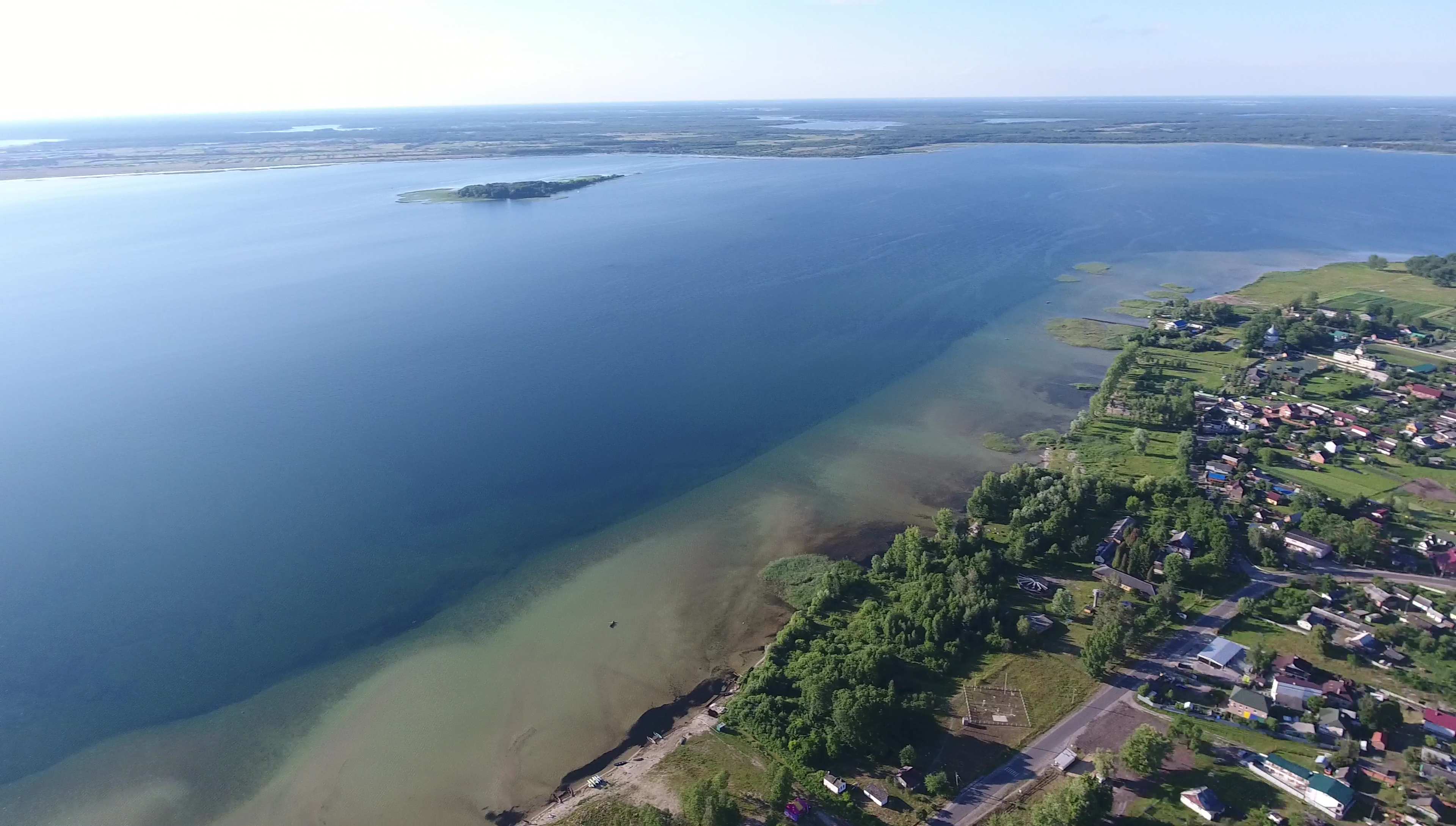
Світязь з висоти
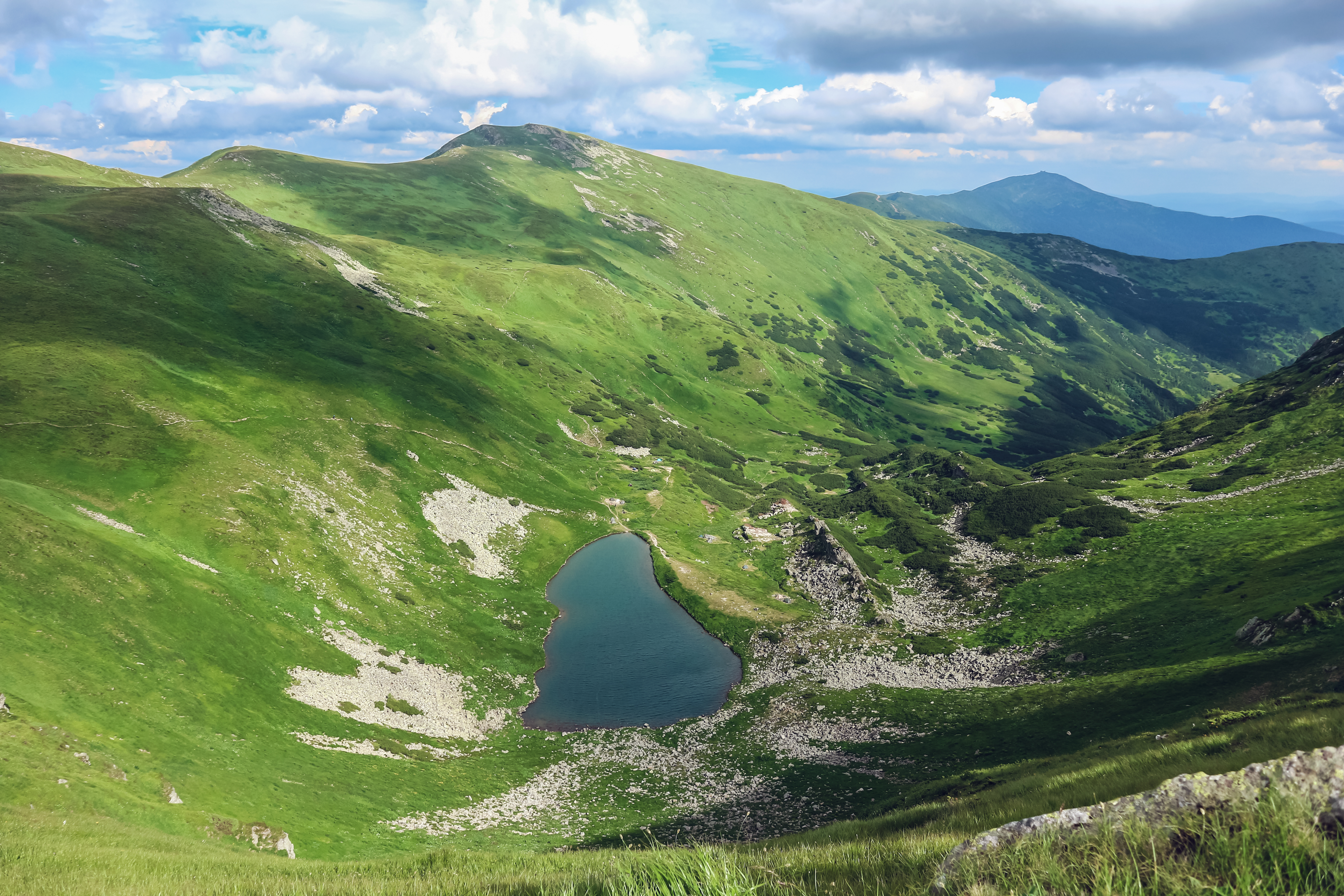
Бребенескул
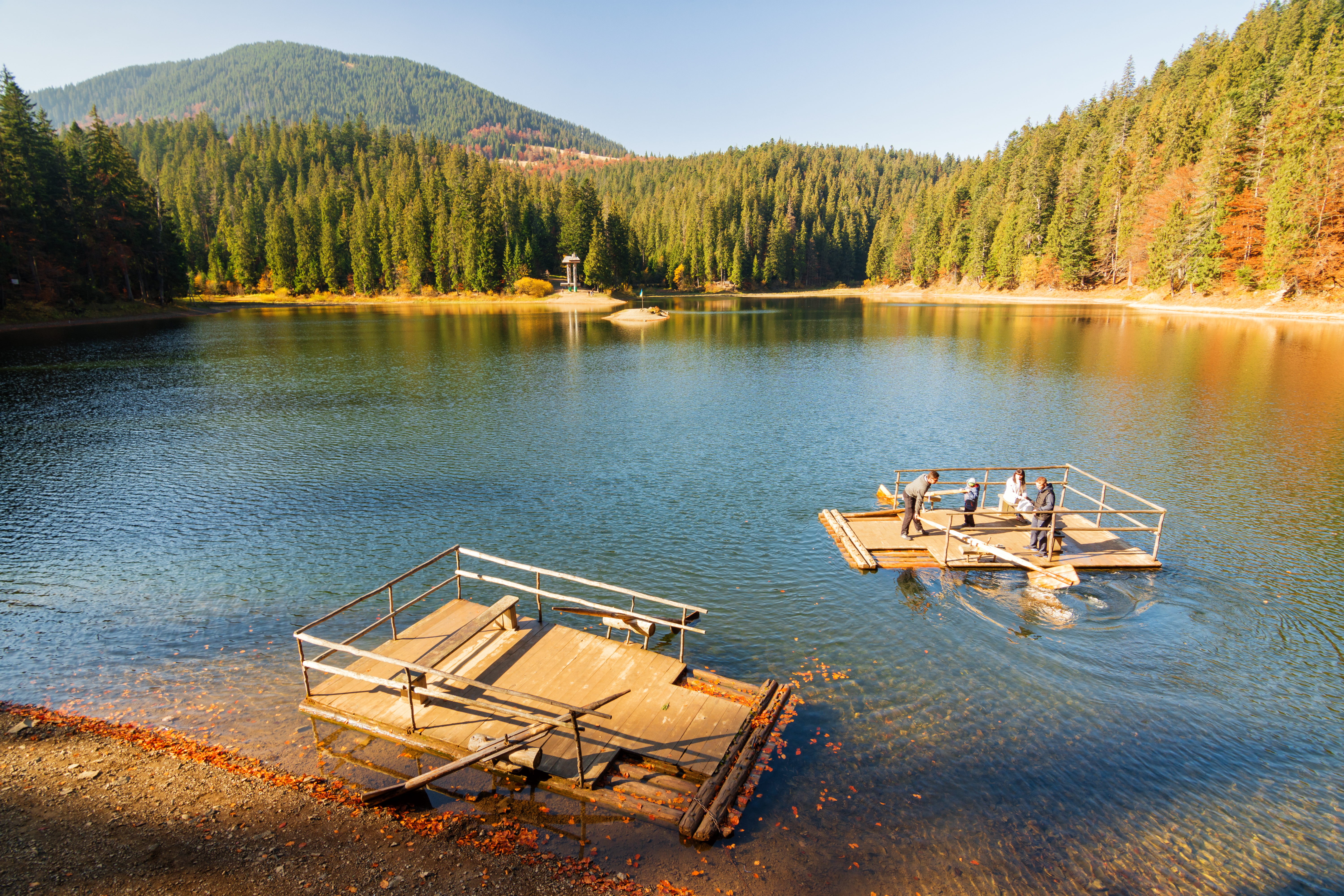
Синевир
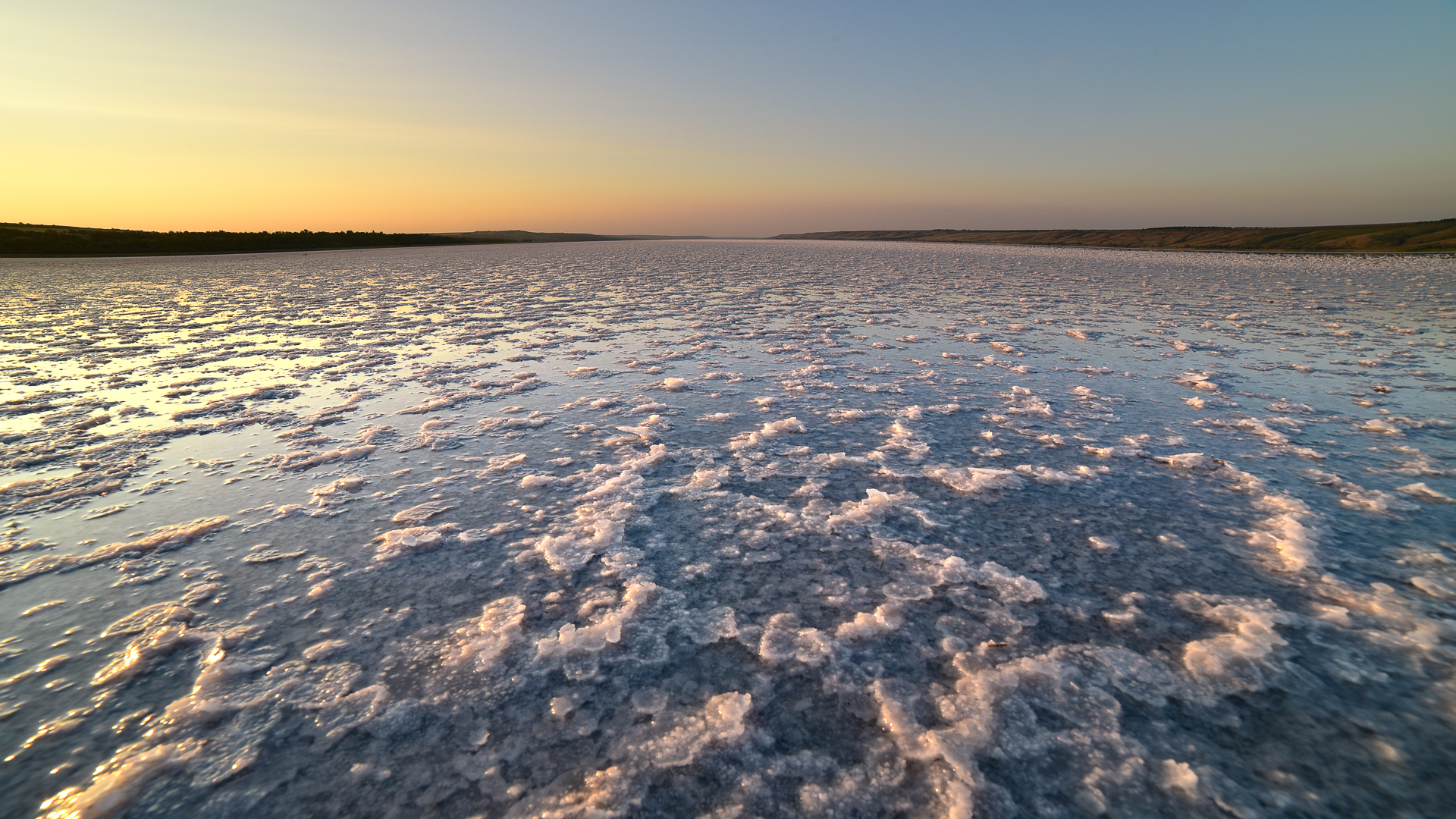
Ропа Куяльницького лиману

Серед невеличкої кількості загатних озер, що утворилися внаслідок обвалу чи зсуву схилу упоперек гірського потоку, виділяється одне з природних чудес України — озеро Синевир. У його чистих водах водиться пструг, а його береги на висоті 989 м в оточенні гірських схилів, вкритих лісами — улюблене місце відпочинку туристів. Посеред озера крихітний острівець, через що озеро поетично називають «морським оком».
Унікальне невеличке вулканічне озеро Липовецьке розташоване в бічному кратері згаслого вулкана Українських Карпат. Воно живиться підземними водами та атмосферними опадами, взимку замерзає.
Озера лиманного типу (лимани) утворюються на ділянках моря, що відокремилися від загальної акваторії пересипами з піску, гальки й зруйнованих стулок молюсків, намитих морськими хвилями та течіями. Таких озер багато на узбережжі Чорного моря: Сасик. На місці затопленого водами моря гирла або пониззя річки утворюються річкові лимани: Дністровський у пониззі Дністра, Хаджибейський — Малого Куяльника, Куяльницький — Великого Куяльника, Дніпровсько-Бузький — Південного Бугу й Дніпра, Молочний — Молочної. Лимани часто постійно або в певні сезони з'єднані з морем. Улоговини південноукраїнських лиманів утворились в минулі геологічні часи, коли рівень суходолу був вищим, а рівень моря — нижчим за сучасний, річки — більш повноводними. Опускання земної кори й зменшення стоку річок викликали наступ моря й затоплення частини річкових долин. Вода в лиманах солона (у більшості), або солонувата, внаслідок значного опріснення (Дніпровсько-Бузький). Показники солоності змінюються в залежності від сезону, переважання річкових чи морських вод, відкритості, чи закритості від морських вод.

### Водосховища
В Україні споруджено понад 1 тис. водосховищ, найбільші з яких розташовані на річках Дніпро, Дністер, Сіверський Донець, Південний Буг та інших. Найбільший в країни Дніпровський каскад водосховищ складається з 6 штучних водойм, що розташовані одна за одною за течією річки: Київське, Канівське, Кременчуцьке, Кам'янське (колишнє Дніпродзержинське), Дніпровське (колишнє імені Леніна) і Каховське. Перше велике водосховище цього каскаду було створене при Дніпрогесі у Запоріжжі, воно своїми водами скрило Дніпровські пороги й покращило судноплавство Дніпром.

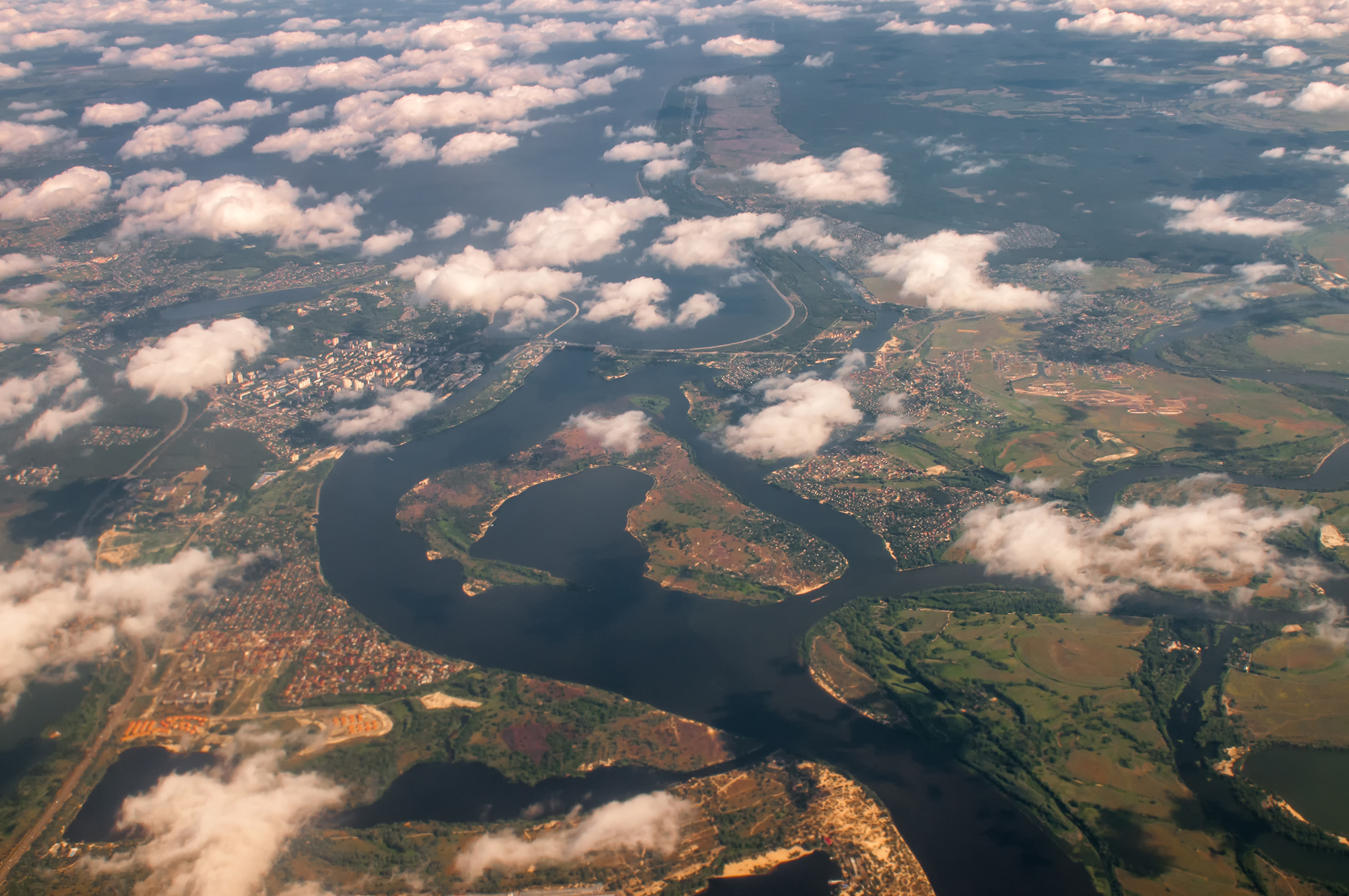
Київське водосховище з висоти пташиного польоту
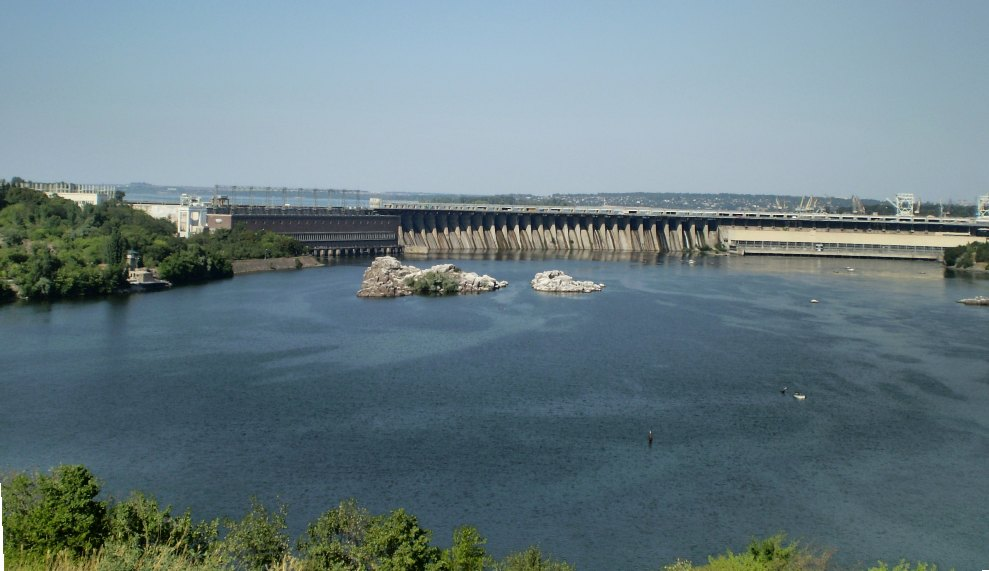
Гребля Дніпровського водосховища
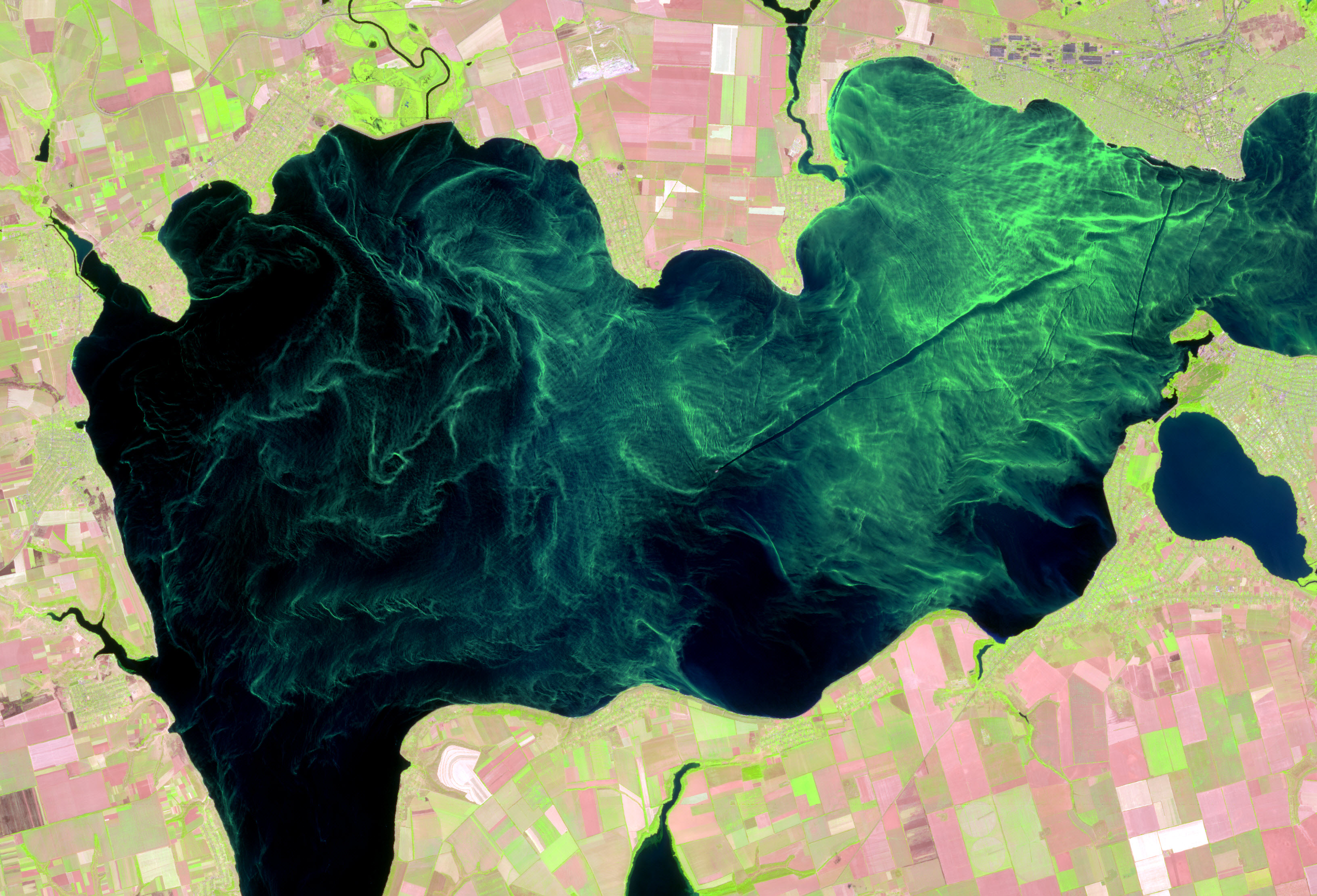
Евтрофікація «цвітіння» вод Каховського водосховища, супутниковий знімок
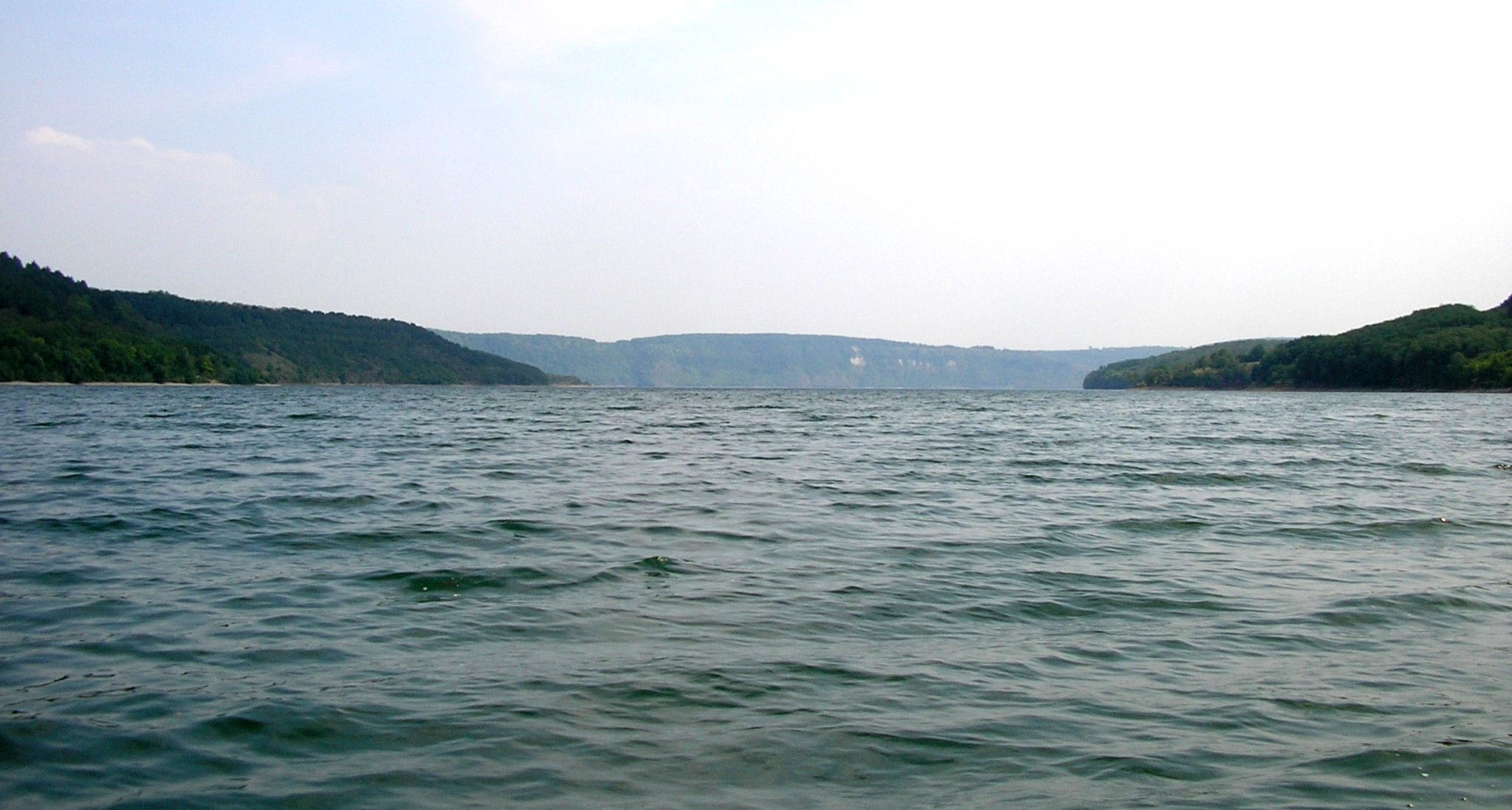
Води Дністровського водосховища
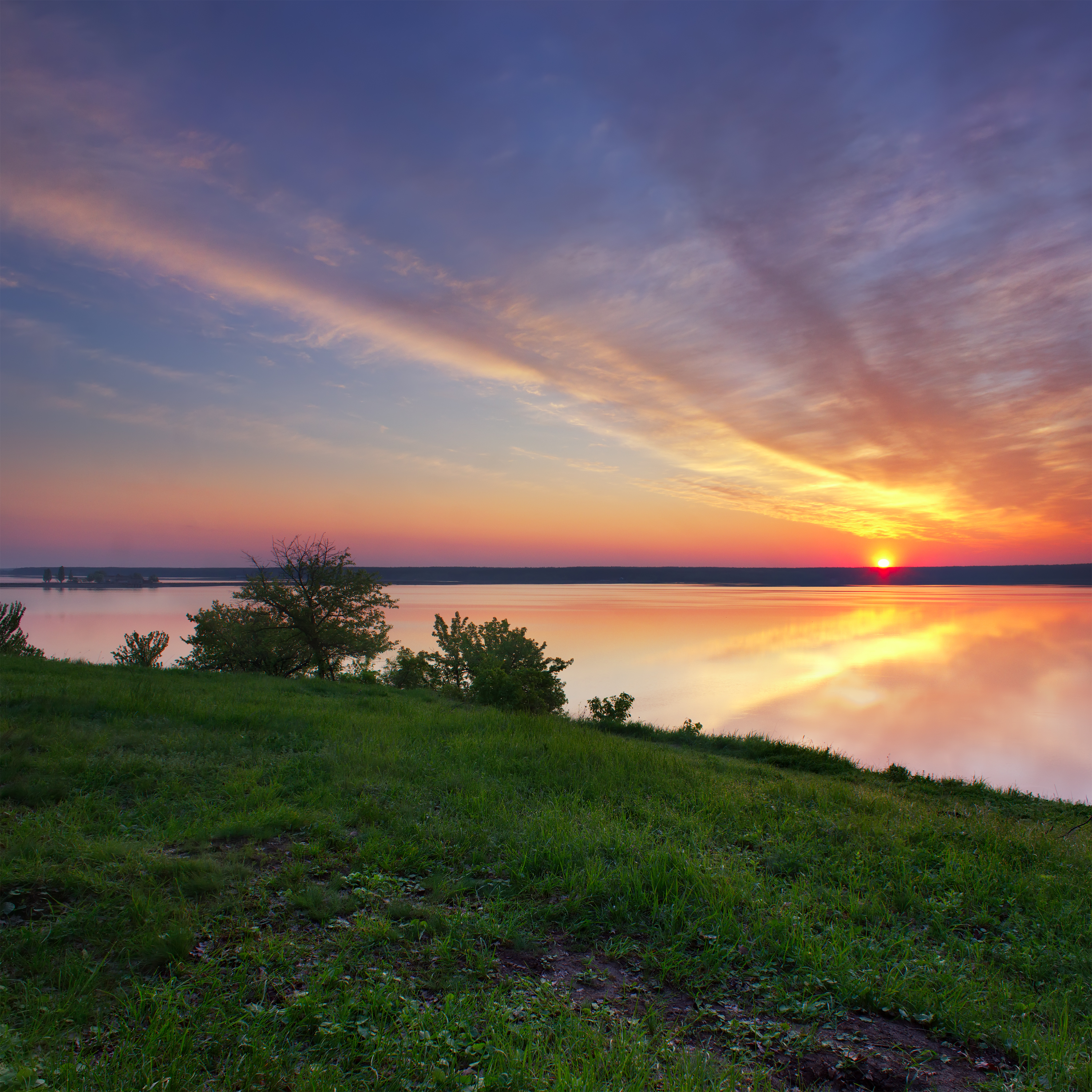
Світанок на березі Печенізького водосховища, Харківщина

Водосховища, особливо створеними на рівнинних річках, викликають низку негативних наслідків: підтоплення населених пунктів та земель аграрного фонду; розмивання та руйнування берегів; уповільнення течії, зменшення розчиненого кисню та евтрофікація (заростання) водойм, внаслідок чого бідніє різноманіття гідробіоти; замулювання вод та заболочування узбережж; накопичення шкідливих відходів у донному мулі. Заради запобігання негативним явищам, береги водосховищ укріплюють, штучно розводять види риб, що у великій кількості поїдають водорості й стримують заростання водойми.

### Стави
На річках і струмках України створено понад 49,4 тис. ставів загальною площею водного дзеркала понад 2,89 тис. км² та об'ємом води 3,97 км³. На географію поширення ставів територією країни впливають регіональні відмінності рельєфу, гідрографії, клімату, типів ґрунтів та цілей експлуатації. Тому вона досить нерівномірна. Найбільше ставів на Східному Поділлі (зокрема у Вінницькій області — близько 4,9 тис.) і на Придніпровській височині (зокрема у Дніпропетровській області — 3,3 тис.). Найменше ставів у Карпатах (у Закарпатській області — 584) та на сході країни (у Луганській області — 360). Найбільша кількість ставів за річковими басейнами: Дніпро — понад 48 %, Південний Буг — 20 %, Дністер — 11 %. Найменше ставів у районі басейну річок Причорномор'я — 1,1 %.

Карта-схема географії ставів по регіонах України
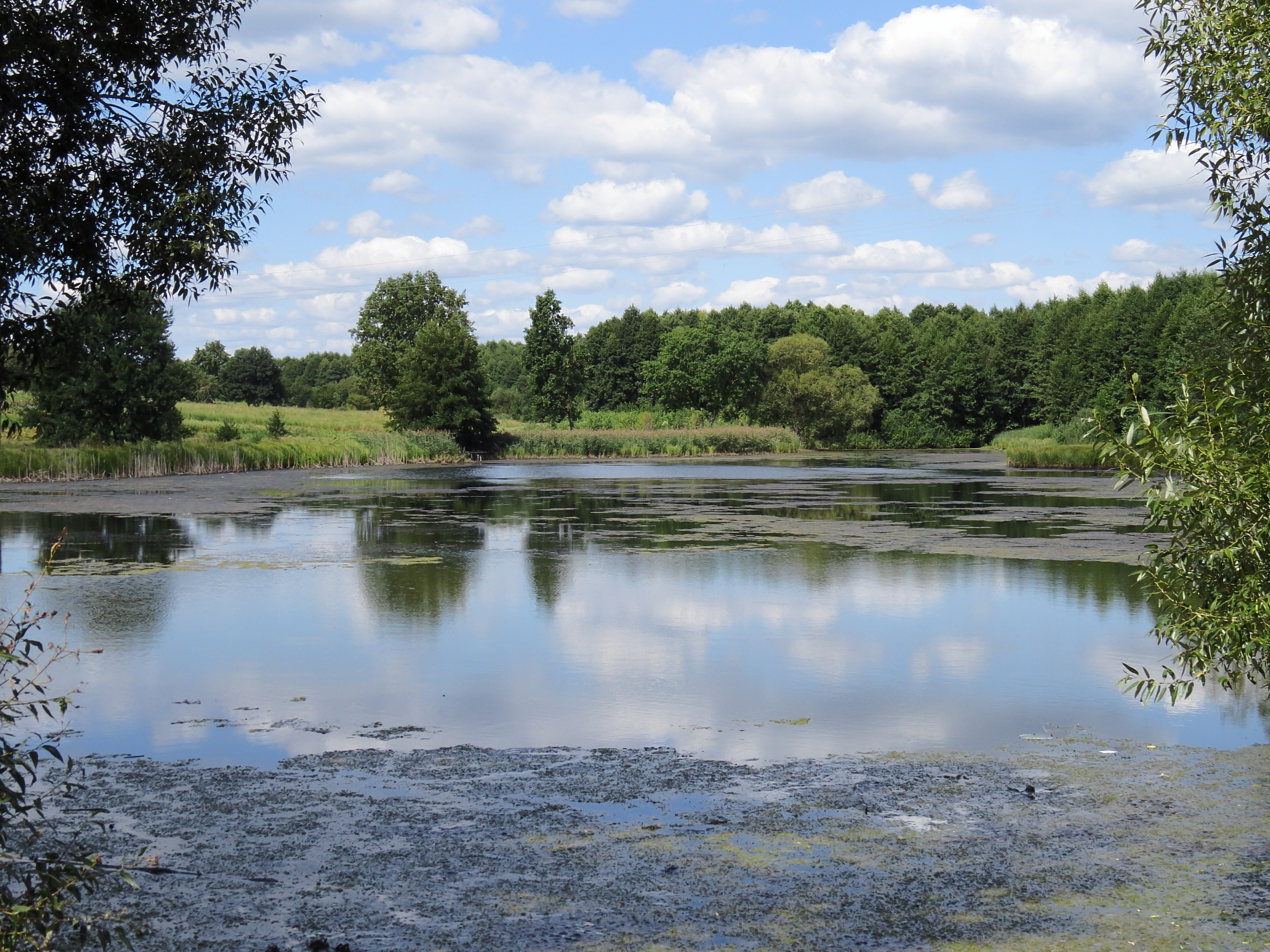
Став у селі Дмитрівка на Київщині

## Болота
На болота, ділянки суходолу з надлишковим зволоженням, в Україні припадає приблизно 2 % загальної площі території — 9,4 тис. км². Характерною рисою боліт є наявність шару торфу потужністю понад 30 см, що утворюється при розкладанні залишків рослин. За умовами живлення й особливостями рослинності розрізняють два основні типи боліт — верхові (існування яких забезпечується за рахунок атмосферних опадів) та низинні (живлення підземними або поверхневими водами). Перших в Україні небагато, характерні вони лише для Українських Карпат та Західного Полісся. 90 % українських боліт відносяться до другої групи, які відрізняються більш багатим флористичним складом рослинного покриву, підвищеним мінеральним складом вод та приурочені здебільшого до річкових заплав. На болотах зростають цінні лікарські та медоносні трави. Приблизно 15 % низинних боліт в Україні узято під охорону держави, серед яких особливо цінні віднесено до міжнародної мережі водно-болотних угідь згідно Рамсарської конвенції.

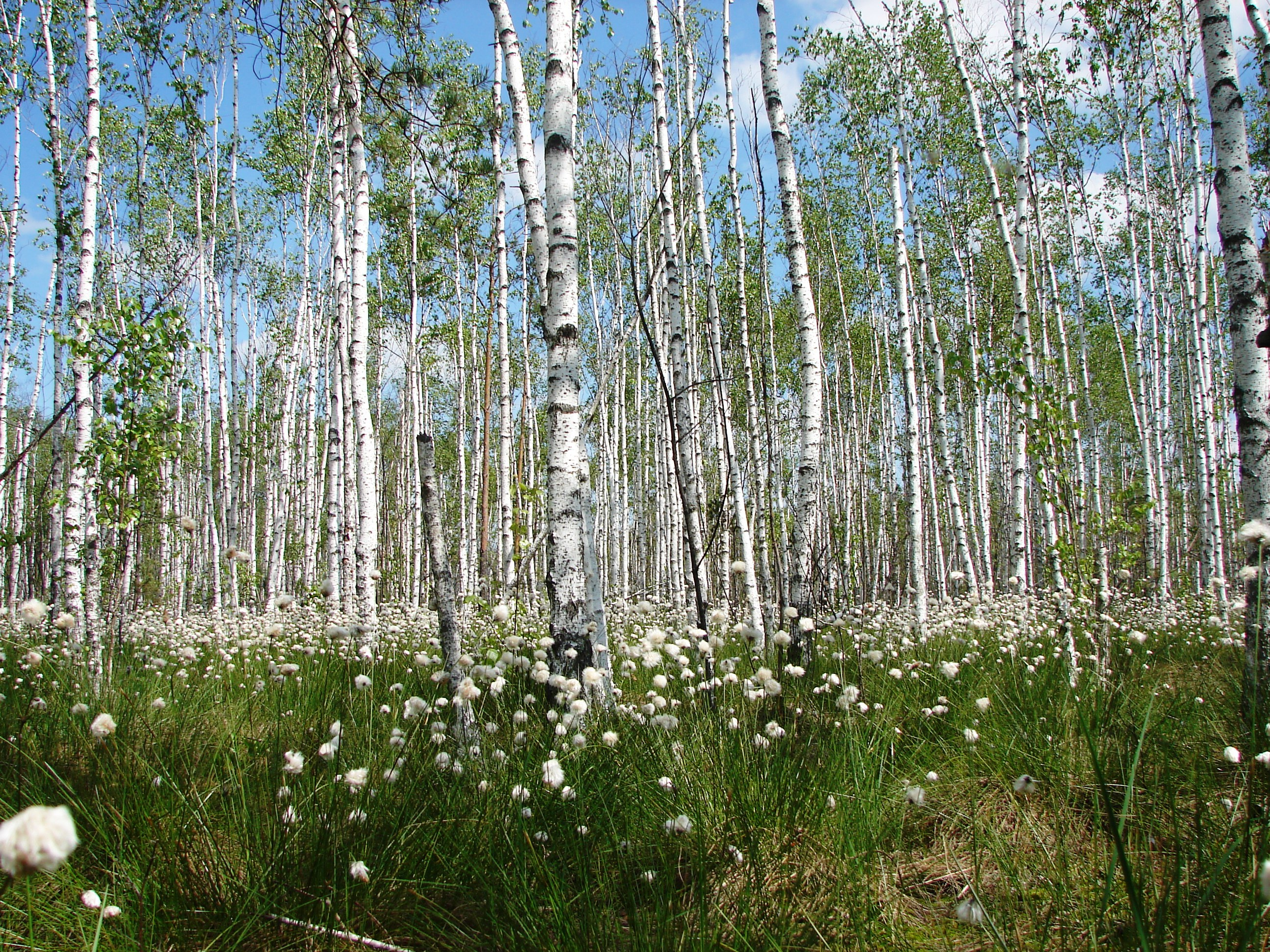
Заболочений ліс на Соминському масиві, Рівненщина
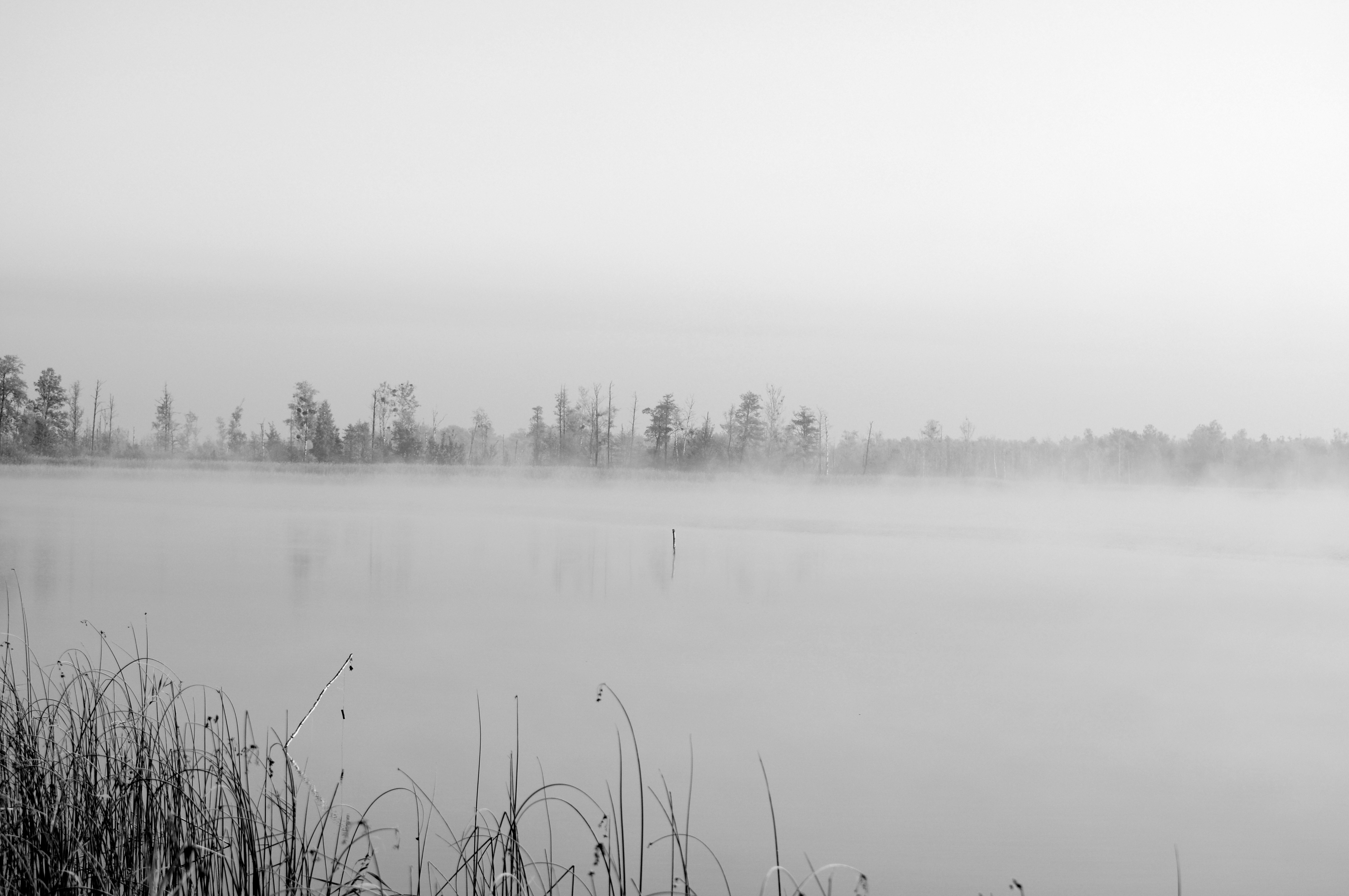
Туман на Соминському болоті, Рівненщіна
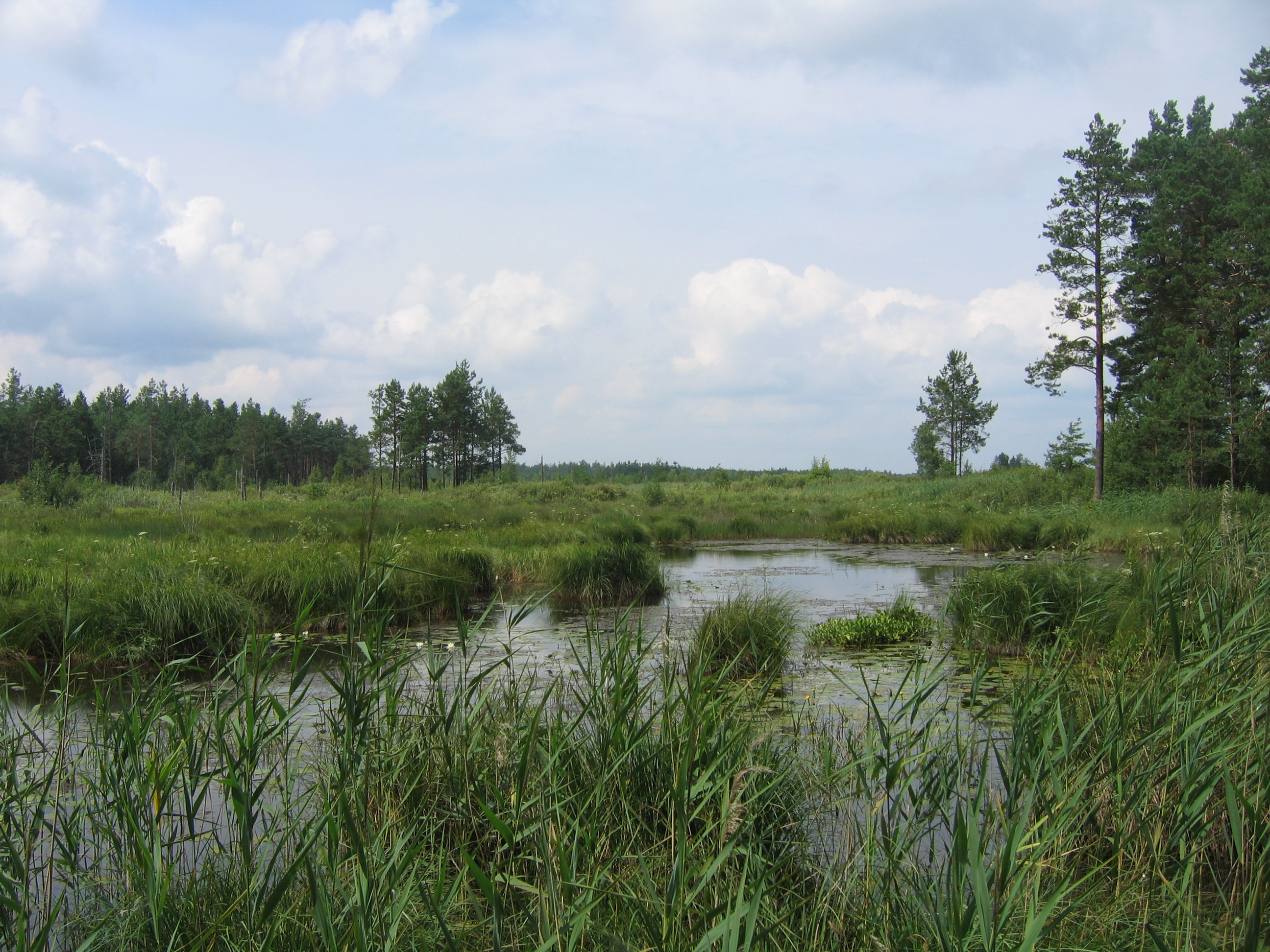
Заболочені береги річки Жолобниця, Житомирщина
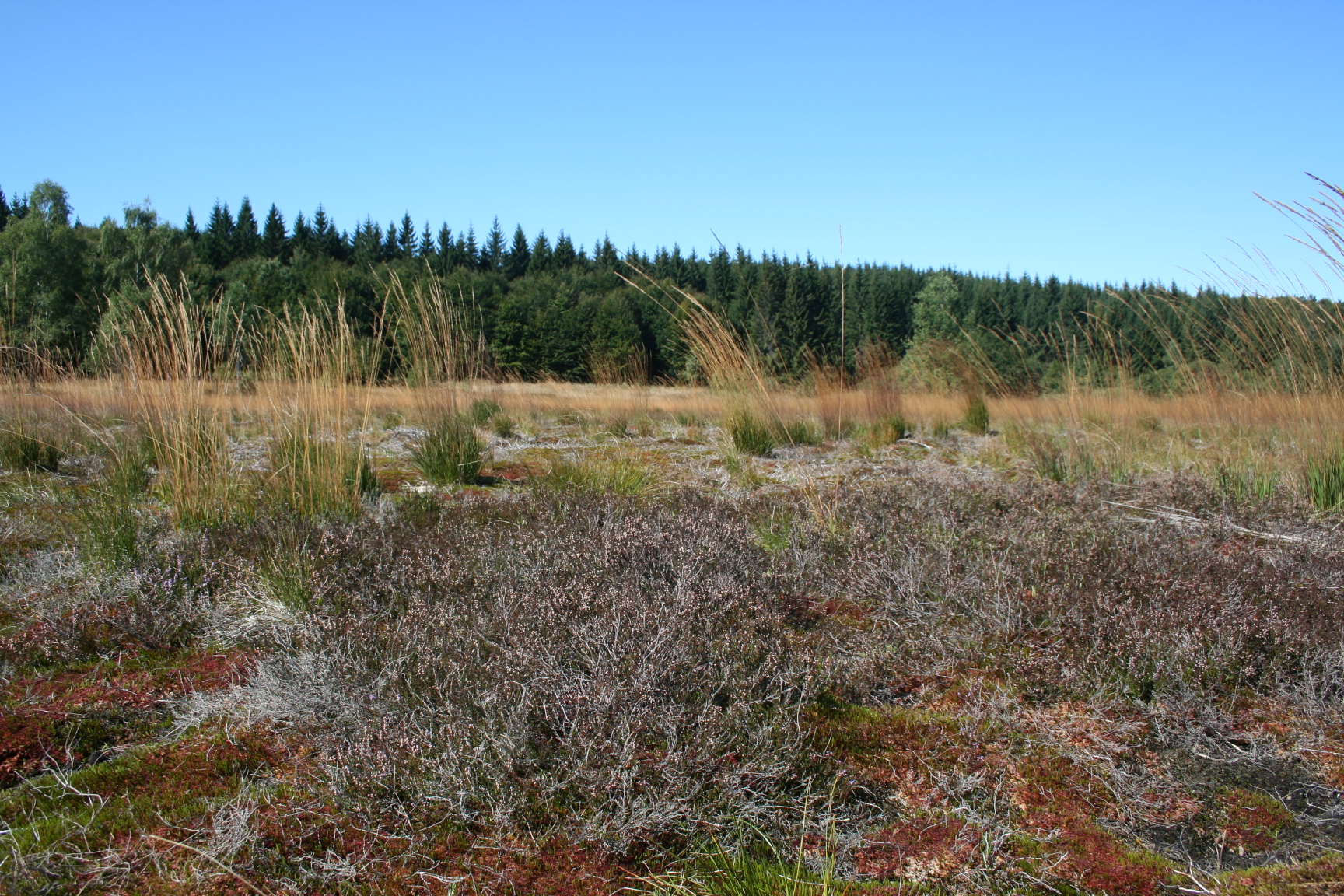
Верхове болото Чорне Багно, Закарпаття

Географія поширення боліт в Україні характеризується тяжінням до найбільш зволожених частин території, півночі Волинської (1,17 тис. км²), Рівненської (1,07 тис. км²) та Чернігівської областей (1,15 тис. км²) — Українського Полісся; в окремих його районах болота займають понад 5 % території, а загалом понад 6 тис. км². Заболоченість українського лісостепу становить від 1 до 2 %, а степової частини — менше 1 %. Сильній заболоченості саме Полісся сприяє ряд природних чинників: більша кількість атмосферних опадів, більш густа річкова мережа, загальний рельєф Поліської западини, характер місцевих ґрунтів і підстильних гірських порід, спадок останнього льодовика, що залишив по собі велику кількість озер, що чергуються із заболоченими ділянками.
Болота забезпечують рівномірний стік річок, регулюють рівень ґрунтових вод, очищують природні води, локально підвищують вологість атмосферного повітря. Заради збільшення сільськогосподарських угідь у другій половині XX століття значні площі українських боліт були дреновані, осушені та розорані. Це з часом призвело до зниження рівня ґрунтових вод, обміління місцевих річок та озер, стало одним із головних чинників загибелі цінних лісових ділянок і зниження продуктивності луків навіть на прилеглих територіях, почастішали пожежі на пересушених торф'яниках улітку, які важко загасити і вони тривалий час забруднюють повітря шкідливими аерозолями.

## Підземні води
Підземні води України заповнюють пори та порожнини гірських порід у верхній частині літосфери. Поклади підземних вод утворюються переважно в результаті просочування атмосферних опадів, талої води снігу й льоду крізь водопроникні гірські породи в місцях їх виходу на поверхню. Глибина залягання підземних вод та їхні запаси залежать як від надходження води з поверхні, так і від геологічної будови. Особливо цінні міжпластові води, які накопичуються тривалий час просочуючись через гірські породи, що їх відфільтровують до відносно чистого і прісного стану.
У деяких підземних водах розчинено багато мінералів з гірських порід, тому вони стають мінеральними, включають значну кількість розчинених солей у вигляді аніонів і катіонів. Більшість таких мінеральних вод мають лікувальні властивості. В Україні є 12 унікальних родовищ мінеральних підземних вод: Голубинське, Новополянське, Полянське — в Закарпатській області; Моршинське, Трускавецьке — у Львівській; Слов'яногірське — в Донецькій.
Термальні води підходять близько до земної поверхні в Закарпатті (Берегівське) і на півночі Криму. Вони використовуються здебільшого в бальнеологічних та рекреаційних цілях. Мають енергетичний потенціал для місцевого використання.

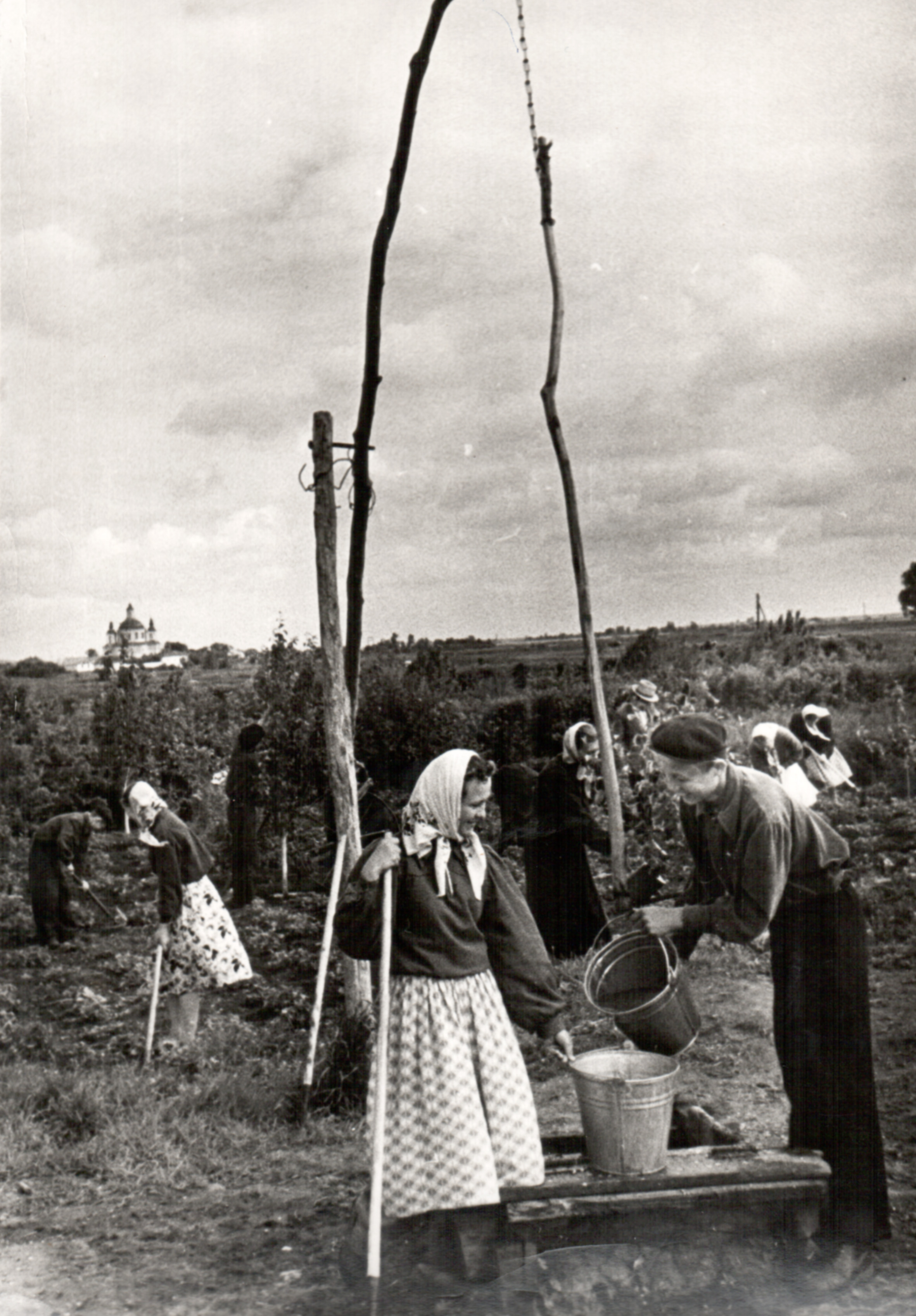
Криниця з журавлем у селі Байдівка
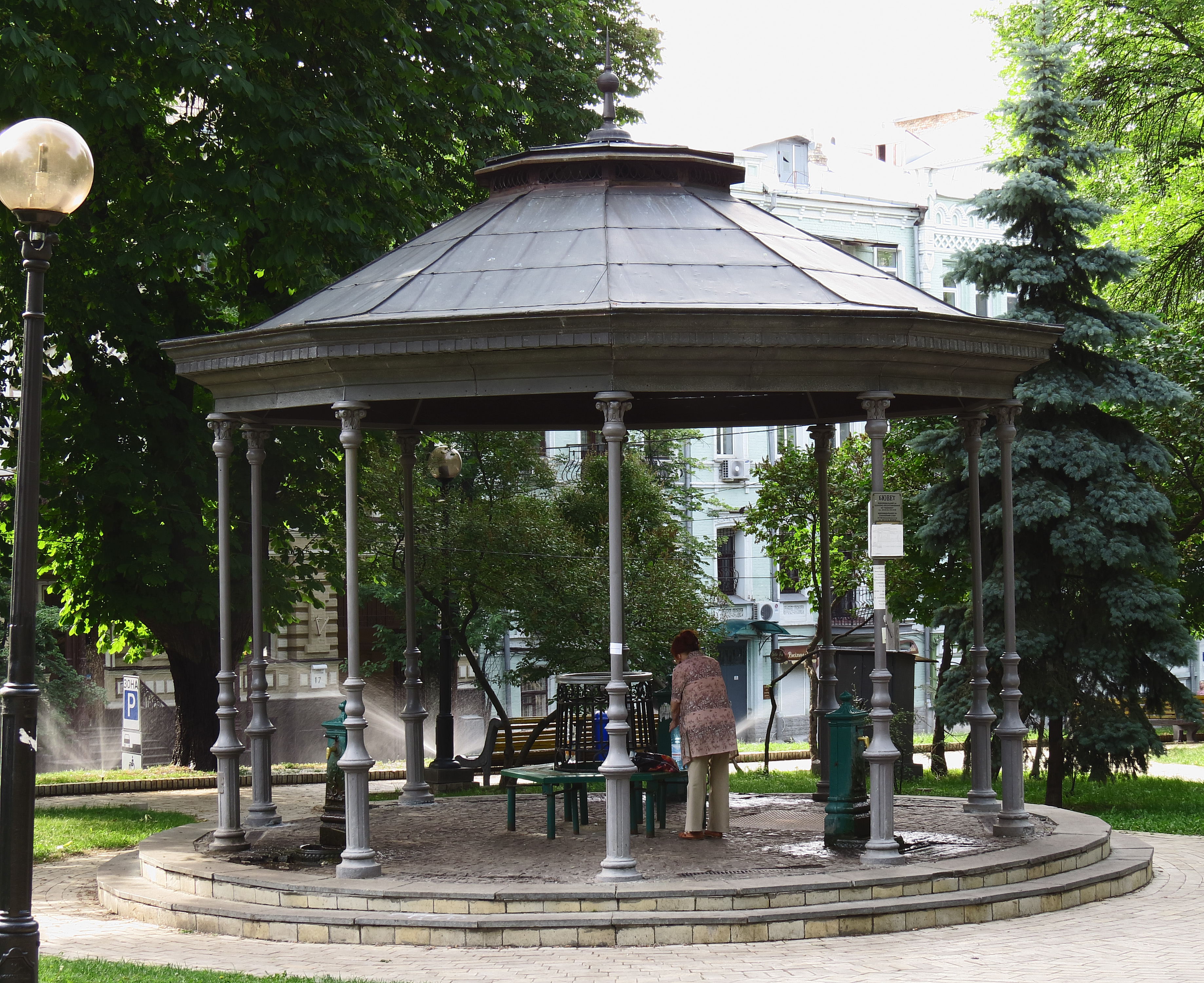
Артезіанське джерело в Києві
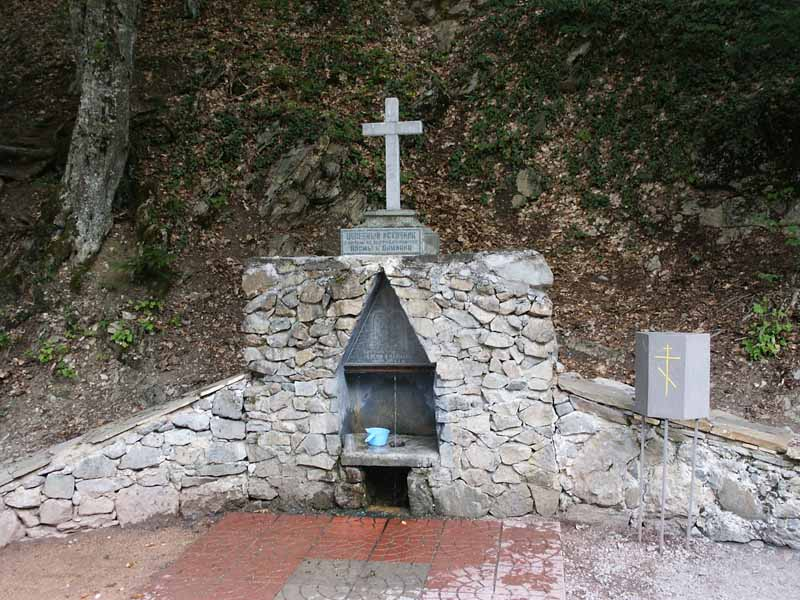
Джерело Савлух-Су в Криму
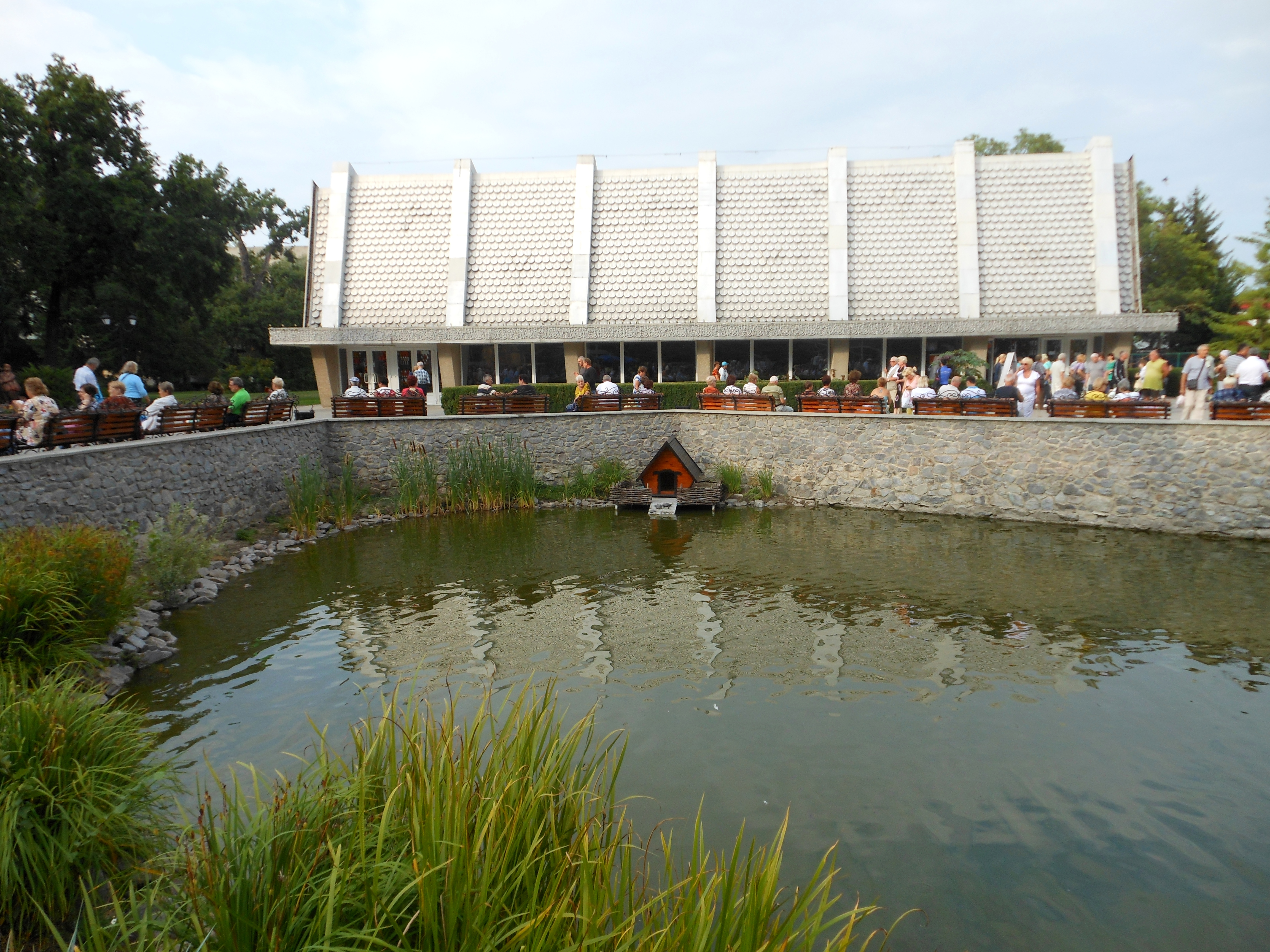
Бювет мінеральної води в Миргороді
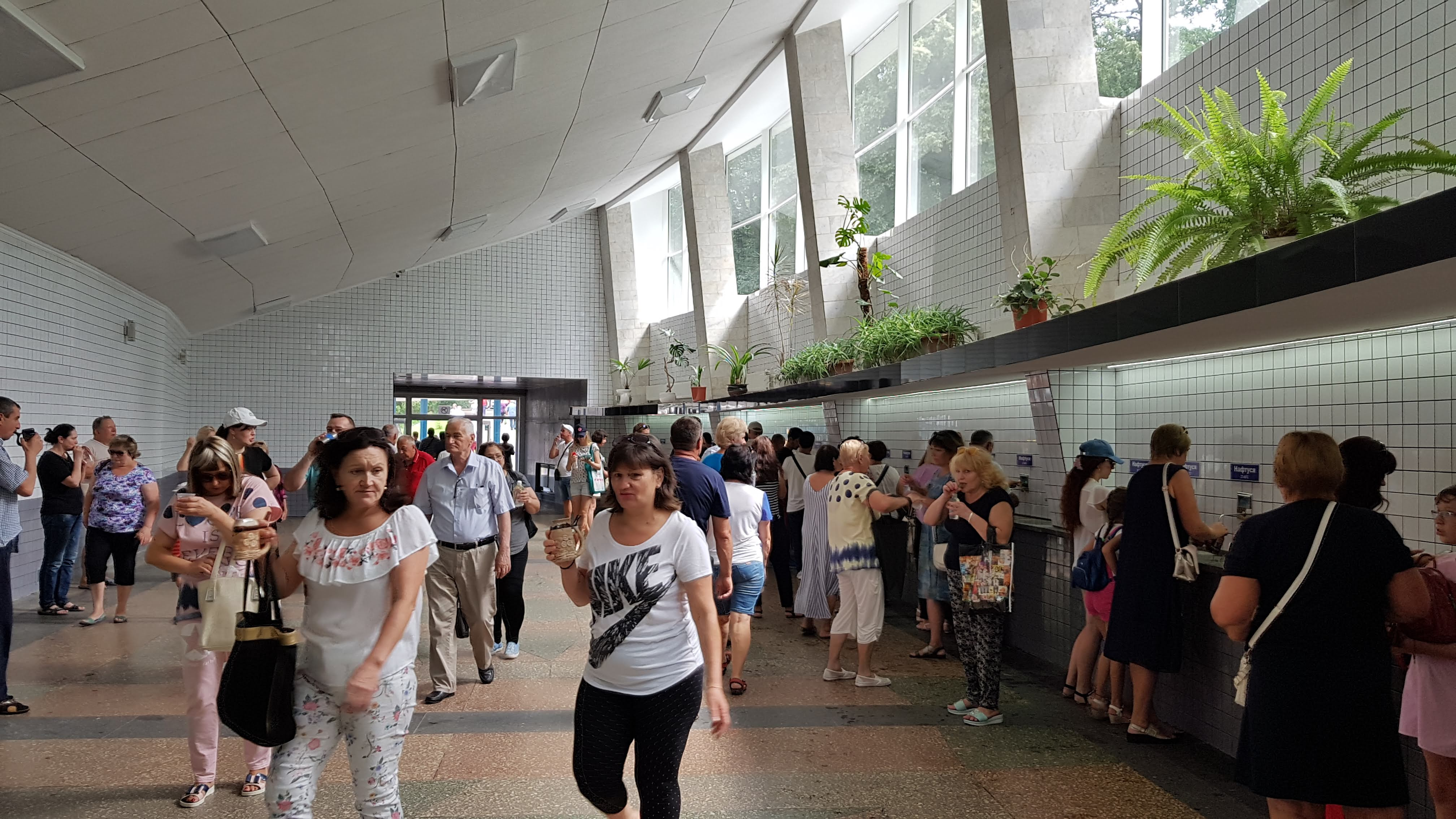
Бювет мінеральної води «Нафтуся» у Трускавцю
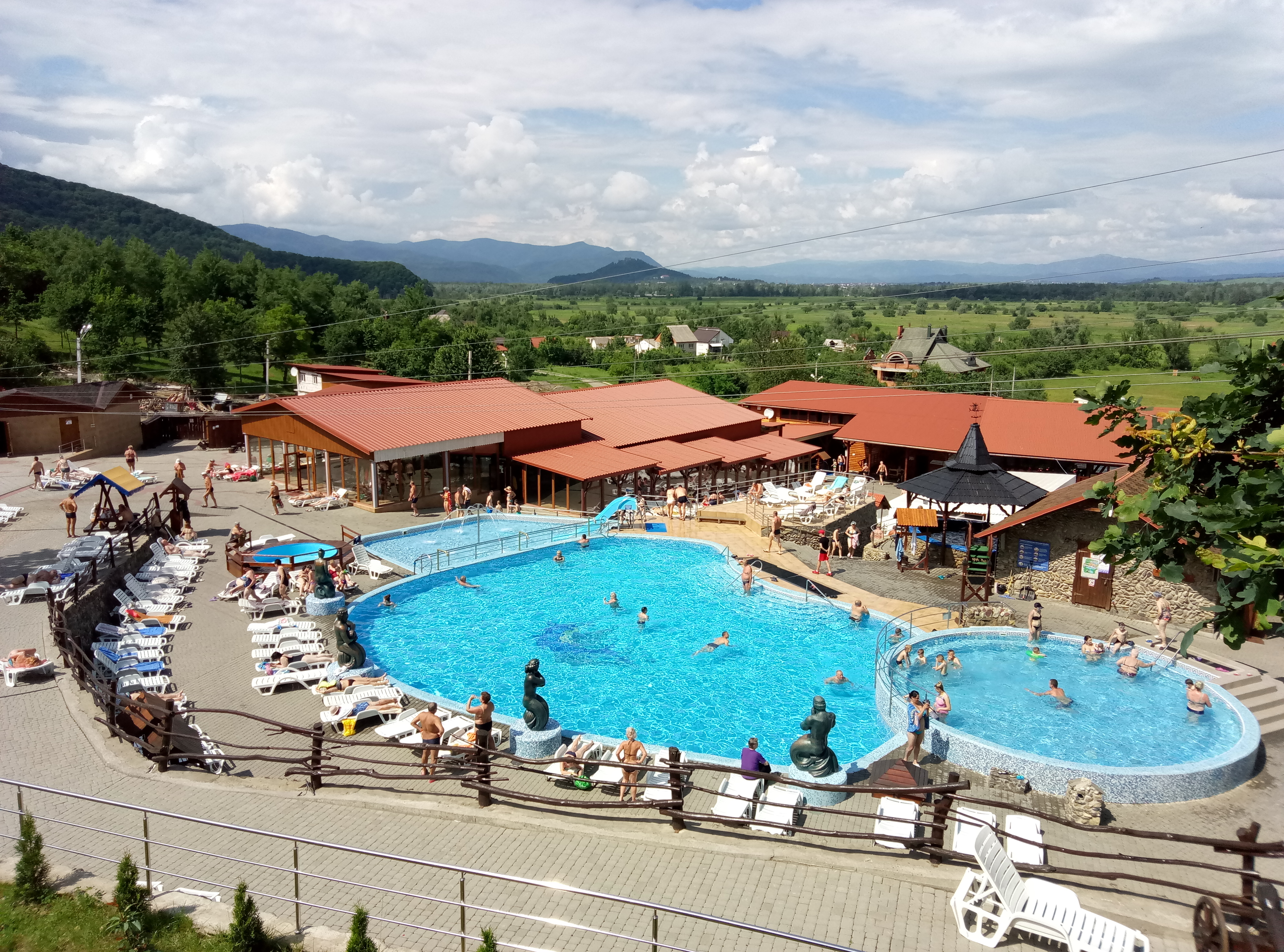
Гідротермальний курорт у Велятино на Закарпатті

Цінними водними ресурсами підземні води западин і міжпластових прогинів, в таких артезіанських басейнах вода перебуває під тиском, тому вона може сама виходити на поверхню через пробурені свердловини. В Україні найбільше значення мають три: Дніпровсько-Донецький (майже ½ всіх запасів), Волино-Подільський і Причорноморський артезіанські басейни. Окремо виділяють Донецьку, Карпатську і Кримську гідрогеологічні області.
У результаті інтенсивного господарського використання (промислового, іригаційного, житлово-комунального) підземні води зазнали значних змін: збільшилась їхня мінералізація, підвищилась концентрація шкідливих речовин. Одним з небезпечних джерел забруднення місцевих підземних вод є стічні води, води шламосховищ, відстійники рідких відходів промислових підприємств і звалища твердих побутових відходів.

## Водні ресурси
В Україні загальні водні ресурси, води, що використовуються або можуть бути використані людиною, становлять 94 км³, з яких доступні на сучасному етапі розвитку технології для використання 56,2 км³.
Забезпеченість України питною водою на 80 % здійснюється поверхневими водами. Формуються він переважно за рахунок атмосферних опадів, що формують місцевий (53 км³ на рік, або 1,2 тис. м³ у перерахунку на одну людину) і транзитний поверхневий стік (157 км³). Забезпеченість прісними підземними водами становить 0,16 тис. м³ на одного мешканця країн. Найбільші експлуатаційні запаси прісних підземних вод зосереджені в Луганській і Львівській областях, найменші — Чернівецькій і Вінницькій.
Забезпеченість України прісною водою суттєво відрізняється за регіонами. Високі показники мають північно-західні території — Закарпатська, Волинська, Житомирська та Чернігівська, низькі — південні регіони, з яких найбільше — Крим.
Показники водозабезпеченості в Україні менші за такі самі в більшості європейських країн. Проте витрати води на одиницю виробленої продукції в Україні значно перевищують такі самі показники розвинених країн (Франції — у 2,5 рази, Німеччини — у 4,3 рази, Швеції — у 4,2 рази). Це гостро ставить питання раціонального водокористування, обліку водовитрат, впровадження оборотного водопостачання для промислових підприємств, зниження споживання води, перебудова очисних споруд на новітні технології.